# العصر الحجري الحديث في الشرق الأدنى
يعد العصر الحجري الحديث في الشرق الأدنى من الناحية التاريخية، أول حلقة انتقال من أسلوب الحياة في العصر الحجري القديم إلى أسلوب الحياة في العصر الحجري الحديث، وهي الفترة التي انتشرت فيها طرق وتقنيات جديدة لإنتاج الغذاء والملابس بين المجموعات البشرية في الشرق الأدنى، مع ظهور الزراعة وتربية الماشية، لتحل تدريجياً محل الصيد والجمع ولبس الجلود، وتسمى هذه المرحلة التي يعود تاريخها إلى 15000 قبل الميلاد، بفجر التاريخ، لأنها تظهر كمقدمة لاختراع الكتابة.
مرت مرحلة العصر الحجري الحديث بمجموعة من التطورات ذات الطبيعة المختلفة، ساهمت بتقديم ما هو أكثر من مجرد تقنيات إنتاج الغذاء، فخلال آلاف السنين القادمة تحولت المجموعات الصغيرة والمتنقلة من الصيادين-الجامعين الذين كانوا يهيمنون على ما قبل التاريخ البشري إلى مجتمعات مستقرة (غير بدوية) قائمة في قرى وبلدات مبنية.
قامت هذه المجتمعات بتعديل بيئتها الطبيعية بشكل جذري سواء من حيث التركيبة السكانية أو من حيث تنظيمه، بالإضافة إلى زراعة المحاصيل الغذائية المتخصصة، مع أنشطة مثل الري وإزالة الغابات التي سمحت بإنتاج فائض من الأغذية، وهي أيضًا تعديلات فنية وطقوسية محددة تصاحب التطورات العقلية المرتبطة بمرحلة العصر الحجري الحديث، كما حدثت تطورات أخرى هي تدجين الحيوانات وصناعة الفخار والأدوات الحجرية المصقولة والمنازل المستطيلة. ولذلك هو تغيير جذري يمكن وصفه بثورة العصر الحجري الحديث، إحدى الظواهر الكبرى في تطور المجتمعات البشرية.
هذه التطورات التي يطلق عليها أحيانًا حزمة العصر الحجري الحديث، وفرت الأساس للإدارات المركزية والهياكل السياسية، والإيديولوجيات الهرمية، وأنظمة المعرفة كالكتابة، والمستوطنات المكتظة بالسكان، والتخصص وتقسيم العمل، والمزيد من التجارة، وتطور في الفن والهندسة المعمارية، ومفهوم الملكية، وظهرت أقدم حضارة معروفة في سومر في جنوب بلاد ما بين النهرين (نحو 6500 سنة قبل الحاضر) كما بشرت ببداية العصر البرونزي.
أنشئت العناصر المميزة الأولى لأسلوب الحياة في العصر الحجري الحديث خلال المرحلة الأخيرة من العصر الحجري القديم في سياق الشرق الأدنى، ولا سيما الفترة النطوفية في بلاد الشام (حوالي 14500-10000 قبل الميلاد). الذي يشهد تطور نمط الحياة المستقر. بدأت عملية العصر الحجري الحديث في الشرق الأدنى في القرن العاشر قبل الميلاد. وأنتهى بعد أكثر من ألفي سنة، حوالي 7500 قبل الميلاد. إعلان هذه المرحلة الأولى هي العصر الحجري الحديث المعروفة باسم ما قبل الفخار، لأنه كما يشير اسمه، فهو لا يعرف بعد استخدام الخزف، لكنه هو الذي يتعلم الزراعة والتربية، ويرى تعميم نمط الحياة المستقر، بين الآخرين. استمرت المراحل التالية من العصر الحجري الحديث الفخاري (أو المتأخر) حتى منتصف الألفية السادسة قبل الميلاد. وشهد ظهور الثقافات الإقليمية، وانتشار طريقة الحياة في العصر الحجري الحديث إلى مناطق جديدة. وتنتهي عندما يبدأ علم المعادن في التطور، وهو ما يمثل بداية عصور المعادن، وقبل كل شيء تطورًا أكثر وضوحًا نحو تنظيمات اجتماعية وسياسية أكثر هرمية، ومقدمة لظهور الدولة وتطور المجتمعات الأولى في الشرق الأدنى.
كانت أسباب التطورات في العصر الحجري الحديث موضوعًا للمناقشات التي لم تنته بعد. غالبًا ما يتم تسليط الضوء على الارتباط بالتغيرات المناخية التي حدثت خلال هذه الآلاف من السنين والتي شهدت نهاية العصر الجليدي الأخير وبداية الهولوسيني. لكن هذا الشرط لا يكفي لتفسير التطورات الاقتصادية والاجتماعية، التي لا شك أنها مرتبطة بعوامل أخرى، ربما الحاجة إلى التكيف مع شريحة ديموغرافية أكبر، أو التطورات الثقافية والعقلية التي تجعل من الرجل الذي يملك الآن الوسائل التقنية اللازمة ل اعتماد طريقة أخرى للحياة يبدأ تدريجيا في القيام بذلك.
إن الشرق الأدنى على أية حال هو مركز رئيسي للتحول إلى العصر الحجري الحديث على نطاق عالمي، حيث تتبنى المناطق المجاورة اكتشافاته تدريجياً عندما تتبنى بدورها أسلوب الحياة في العصر الحجري الحديث، وتكون مدينة له بشكل أو بآخر تبعاً للحالة.

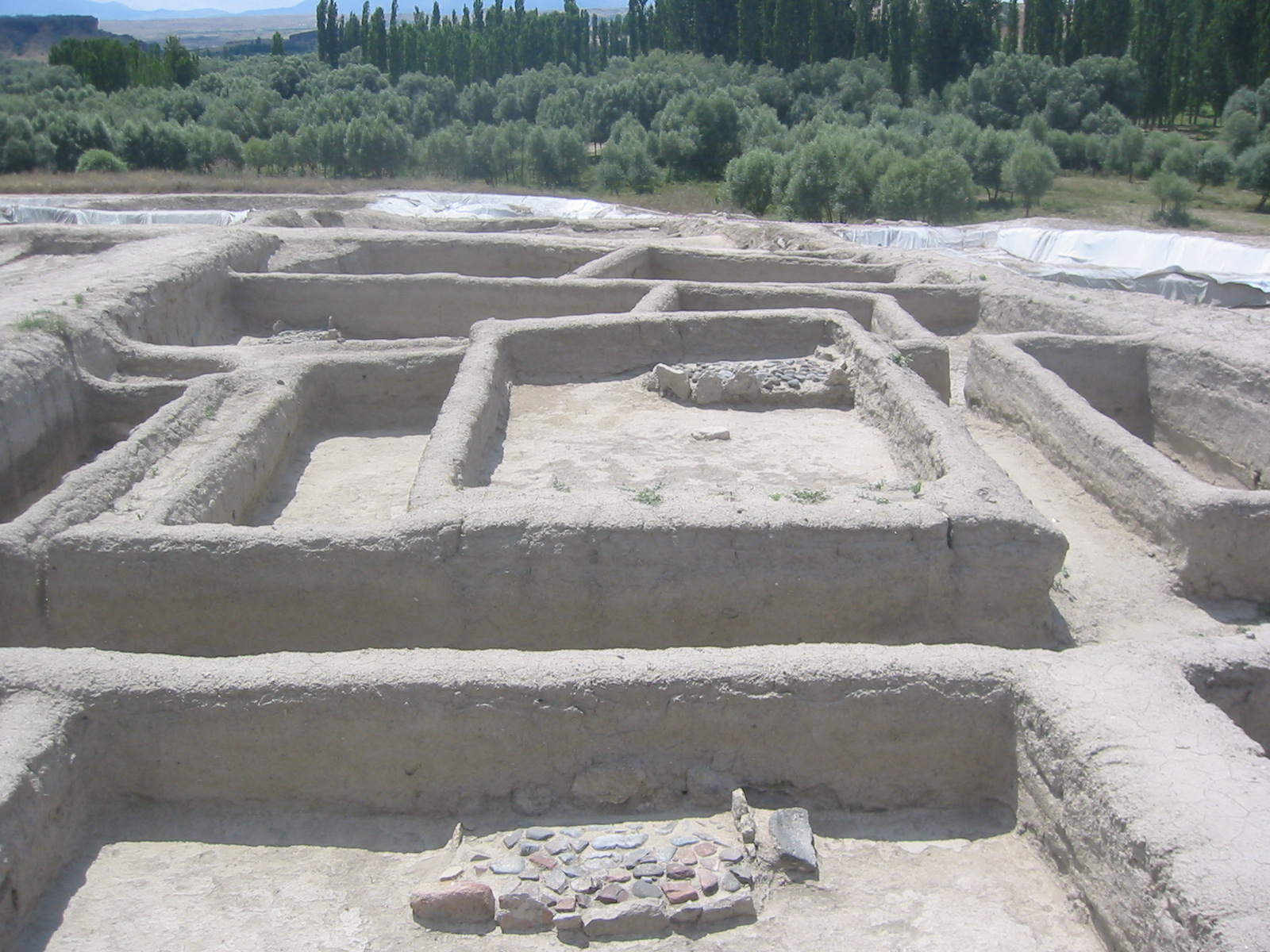
التنقيب عن مناطق المساكن في أشيكلي هويوك (تركيا)، القرن الثامن قبل الميلاد.

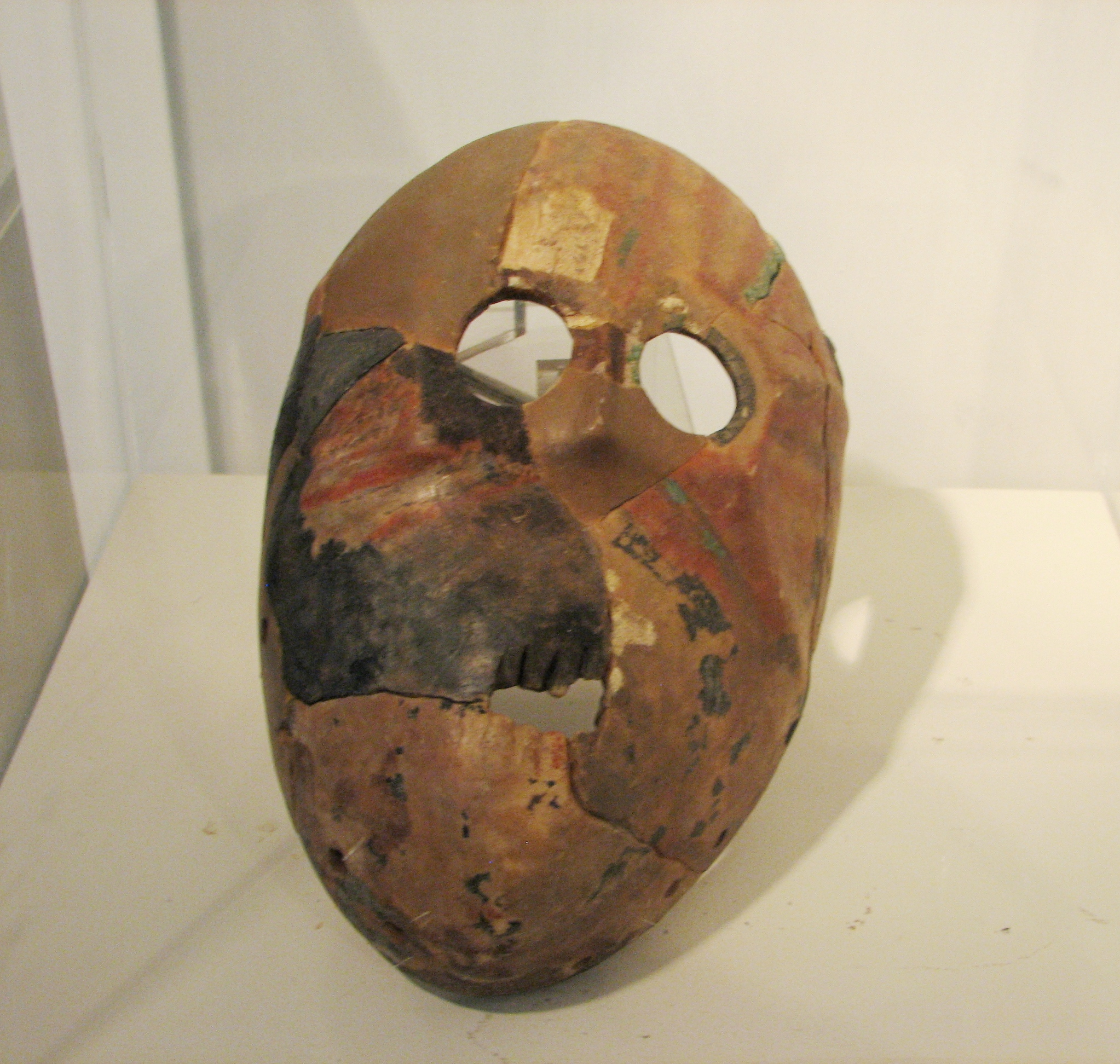
نسخة طبق الأصل من القناع الحجري من مغارة ناحال هيمار (فلسطين)، أواخر القرن التاسع قبل الميلاد. متحف موشيه لما قبل التاريخ، حيفا.

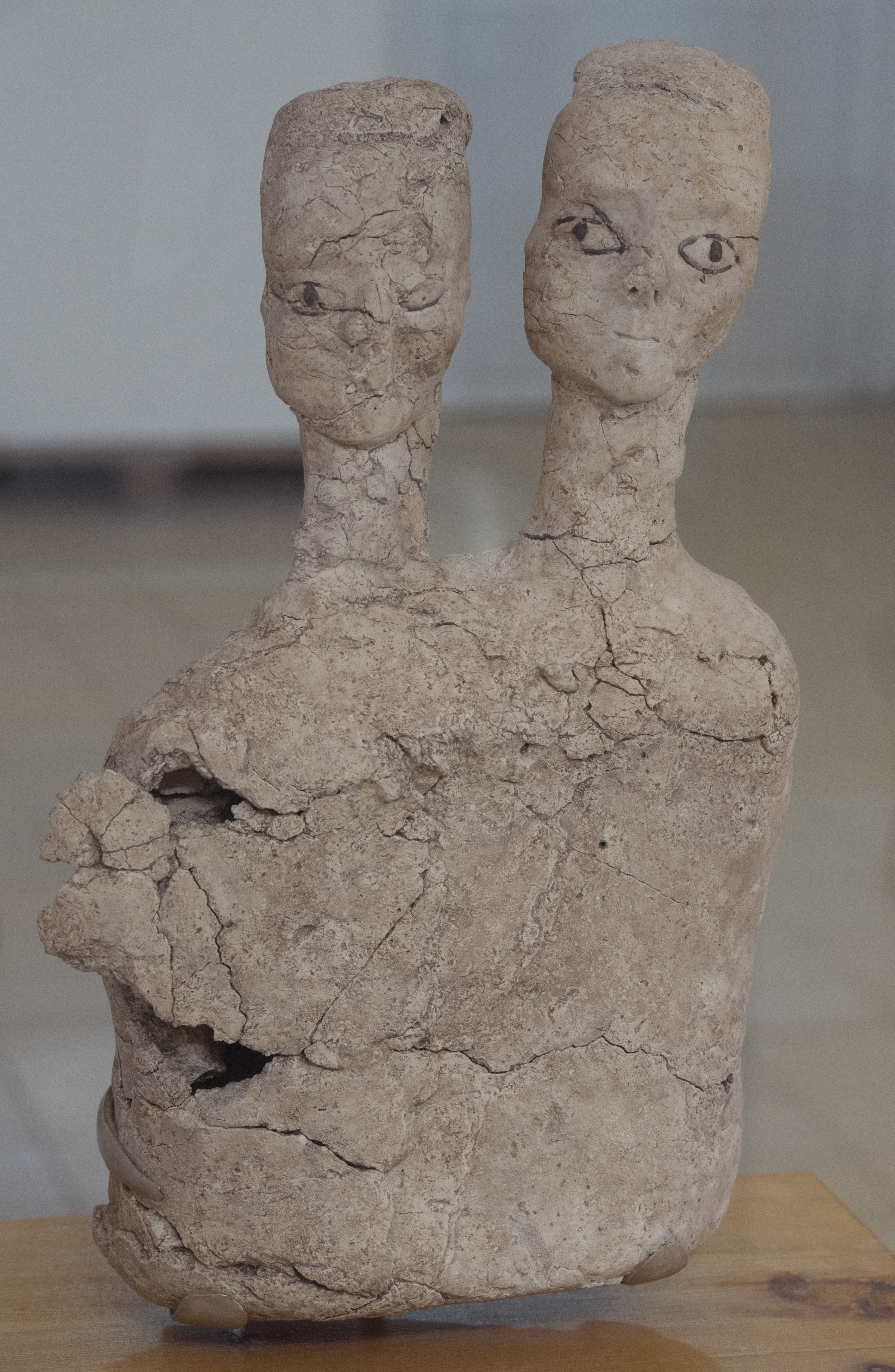
تماثيل جصية من عين غزال (الأردن)، 7200-6500 ق.م.

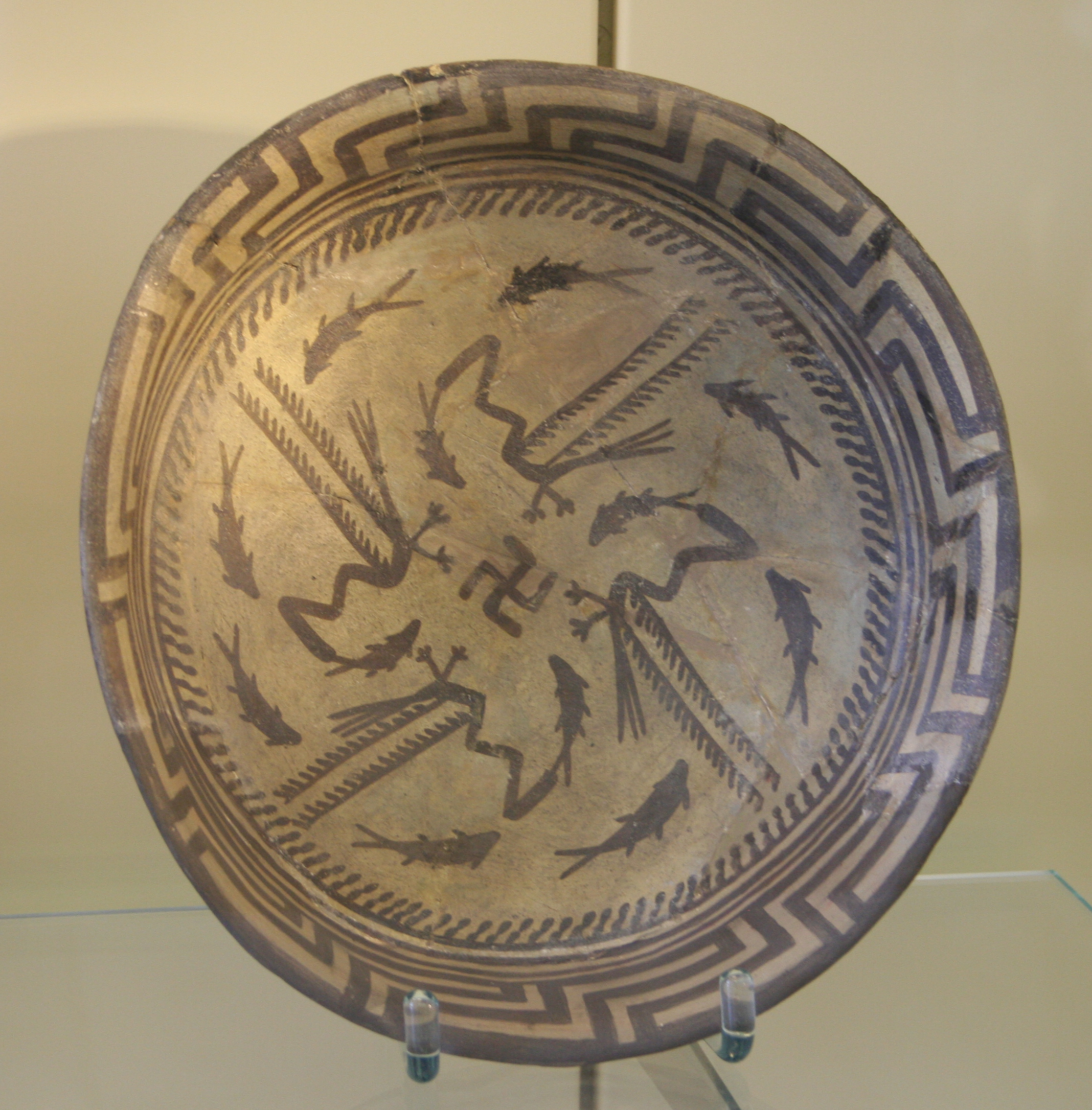
كوب ملون من فترة سامراء (وسط العراق): الخواضون يصطادون السمك، حول الصليب المعقوف، ج. 6200-5800 ق.م متحف بيرغامون.

## تاريخ الدراسات والقضايا

### ثورة العصر الحجري الحديث والبحث عن أسبابها

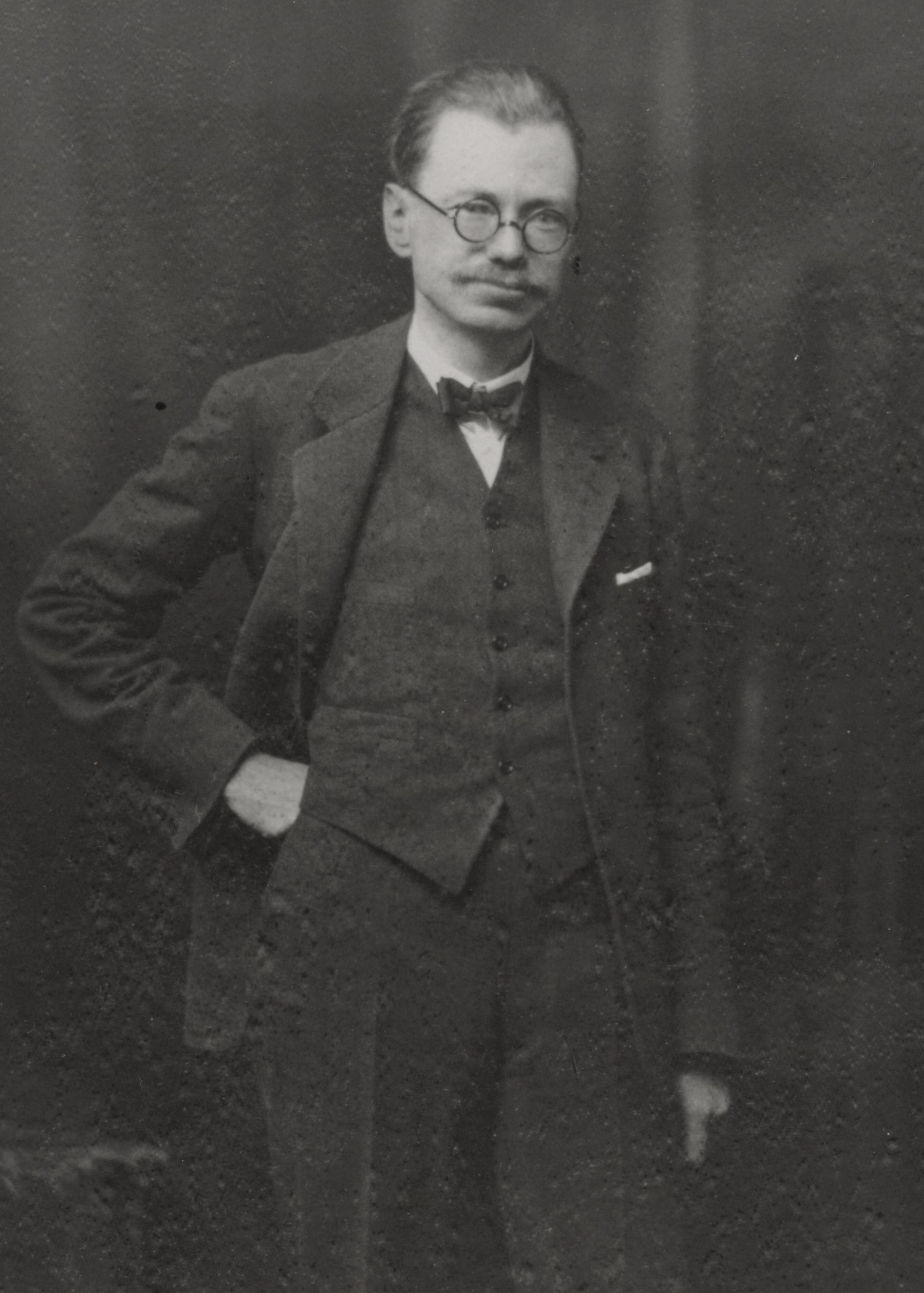
فير جوردون تشايلد، الذي طور مفهوم ثورة العصر الحجري الحديث، صورة من الثلاثينيات.

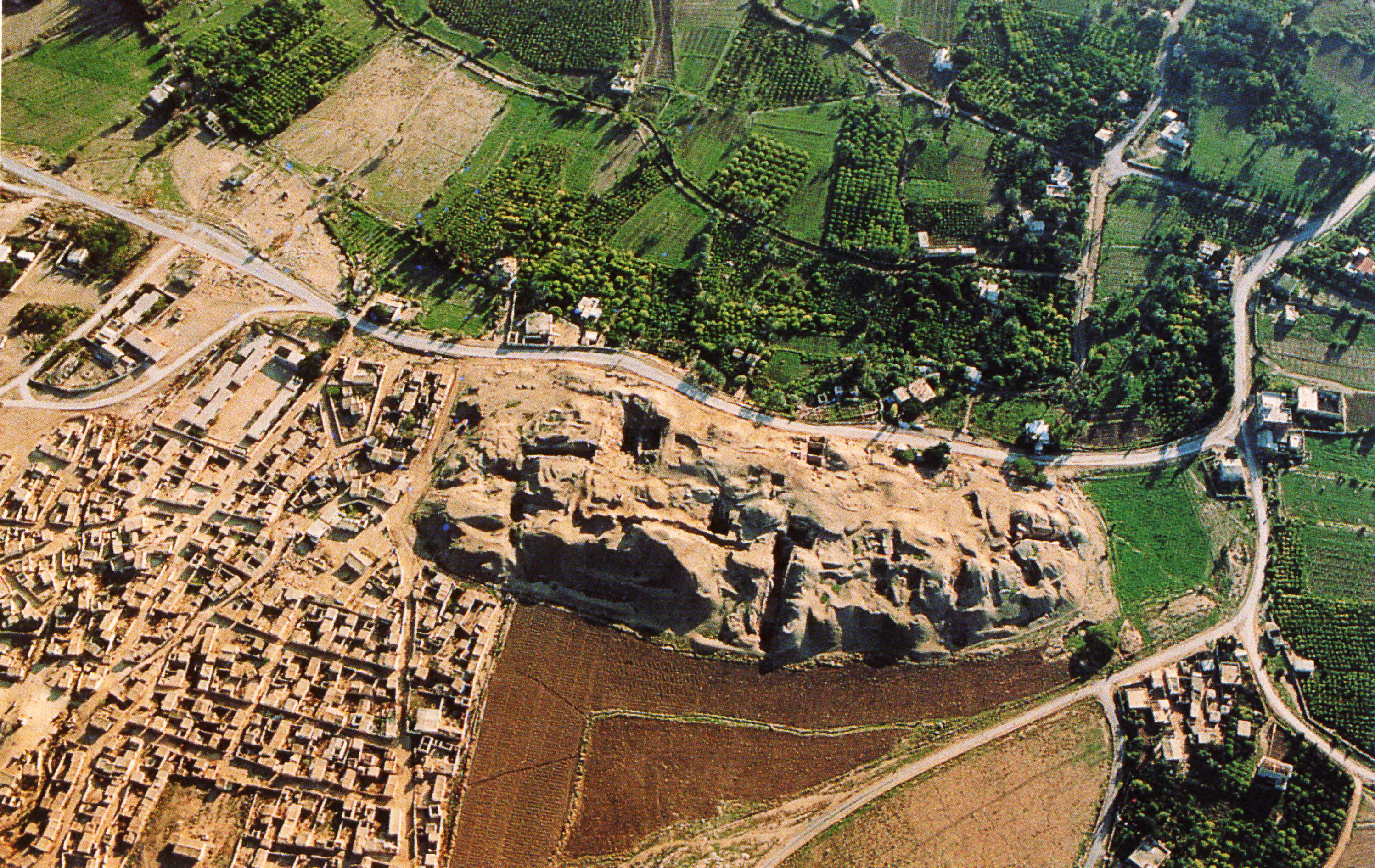
منظر جوي لتل السلطان، الموقع الأثري في أريحا (فلسطين).

عرف مفهوم العصر الحجري الحديث في عام 1865، في نفس الوقت الذي تمت فيه صياغة مفهوم العصر الحجري القديم، على يد جون لوبوك، لتوسيع نظام ثلاثة عصور (النحاسي والبرونزي والحديدي) لكريستيان يورجنسن تومسن. ثم يعتمد الأمر فقط على المعايير الفنية، أولاً الانتقال من الحجر المقطوع إلى الحجر المصقول. اكتسب العصر الحجري الحديث أهمية أكبر في الأعوام 1920-1930 من خلال أعمال عالم ما قبل التاريخ الأسترالي فير جوردون تشايلد، لا سيما في عمله التأسيسي، الإنسان يصنع نفسه (1936)، والذي حول تعريفه نحو الجوانب الاقتصادية والاجتماعية، عندما صاغ مفهوم العصر الحجري الحديث. "ثورة العصر الحجري الحديث". إنها منقولة من الثورة الصناعية وترتكز على رؤية تقدمية لتاريخ البشرية: ويتميز بظهور المجتمعات القروية المنتجة للغذاء، ويتبع ثورة تدجين النار ويسبق ثورة حضرية ولذلك فهو يطرح شروط ظهور الحضارة. ويميز هذه الظاهرة بعدة سمات رئيسية: زراعة النباتات، وتربية الحيوانات، مما يؤدي إلى النمو السكاني، وتوليد الفوائض، والسماح بأسلوب حياة مستقر: ومن المؤكد أنه يعتبر هذه المجتمعات مكتفية ذاتيا إلى حد كبير، لكنه يعترف بأنها تتبادل السلع الكمالية مع بعضها البعض: إنهم قادرون على القيام بعمل جماعي وتعاوني، خاصة في مجال الزراعة وتأمين مواردهم، من خلال إنشاء منظمات سياسية عشائرية، مدعومة بالجوانب السحرية والدينية، ومن الناحية المادية، يتميز العصر الحجري الحديث، حسب رأيه، بأشياء مصنوعة من الحجر المصقول والسيراميك وأدوات النسيج. من الواضح أن هذا النموذج قد تم تعديله، لكنه يظل صالحًا جزئيًا عندما يتعلق الأمر بتحديد العصر الحجري الحديث (انظر أدناه). أتاحت الأبحاث التي أجريت في سنوات ما بعد الحرب تحديد خصائص مجتمعات العصر الحجري الحديث بشكل أفضل، وذلك بفضل الاكتشافات الجديدة. على سبيل المثال، أتاحت عمليات التنقيب في المواقع النطوفية من الخمسينيات إلى الستينيات تحديد أن هذه القرى كانت مأهولة بالصيادين وجامعي الثمار، وبالتالي فإن التوطين سبق التدجين، ولا يمكن اعتباره نتيجة له كما كنا نعتقد ذلك الحين. في خمسينيات القرن الماضي، وضعت كاثلين كينيون أسس التسلسل الزمني للعصر الحجري الحديث في بلاد الشام استنادًا إلى الحفريات التي أجريت في أريحا (تل السلطان)، وسلطت الضوء خصوصًا على مراحل العصر الحجري الحديث ما قبل الفخار. ويظل هذا النموذج مستخدما حتى لو كان له حدود، خاصة لأنه يؤهل المجتمعات في العصور القديمة إلى العصر الحجري الحديث عندما لا يكونون كذلك. يؤدي استغلال البيانات المستمدة من الحفريات الأخيرة إلى زيادة المعرفة حول عملية العصر الحجري الحديث، ولا سيما من خلال تسليط الضوء على تعدد مراكز الاستئناس (جزئيًا بفضل مساعدة الدراسات الوراثية)، أو حتى مع اكتشاف حرم غوبيكلي تيبي في تركيا التي تسلط الضوء على الجوانب الدينية والطقوسية لبدايات مجتمعات العصر الحجري الحديث.
إن مقارنة الوضع في الشرق الأدنى بحالة المجتمعات الأخرى المعروفة في علم الآثار والتي شهدت عملية التحول إلى العصر الحجري الحديث، سواء داخليًا أم لا، يجعل من الممكن أيضًا تطوير فهم العصر الحجري الحديث من خلال الكشف عن العناصر والخصوصيات المشتركة،
ويقدم العمل الإثنوغرافي الدعم لتطوير نماذج توضيحية من البيانات الأثرية لعصور ما قبل التاريخ.
وبناءً على ذلك، غالبًا ما سيطر البحث عن الأسباب على جدول أعمال البحث، وأدى إلى ظهور مجموعة متنوعة من المقترحات، غالبًا ما ركزت على مسألة أصل التدجين، ولكنها أيضًا تناولت ظاهرة الحجر الحديث في مكوناتها المختلفة.تشايلد، تناول أفكار. بومبلي، كان من أنصار نظرية الواحة: أدت نهاية العصر الجليدي الأخير إلى مناخ أكثر جفافا، مما اضطر الرجال والحيوانات من الشرق الأدنى إلى اللجوء إلى السهول النهرية والواحات، حيث عثر على الحبوب البرية أيضا، وكان من شأن هذا التعايش في هذه المساحات المخفضة أن يؤدي إلى بدء الزراعة وتربية الماشية. ومن بعده بريدوود، من بحثه في زاغروس في الخمسينيات (نظرية الأجنحة الجبلية) يوجه البحث عن الأسباب نحو المعايير الاجتماعية والثقافية: إذا حدث العصر الحجري الحديث فذلك لأن المجتمعات كانت مستعدة ماديا وثقافيا (وكانت الثقافة جاهزة)، على وجه الخصوص لأنه كان لديهم الأدوات والمعرفة اللازمة للزراعة وتصنيع الأغذية. اصاغت بينفورد تفسيرًا منذ نهاية الستينيات يجمع بين الديموغرافيا والبيئة، استنادًا إلى فكرة أن مجتمعات العصر الحجري القديم في بلاد الشام شهدت نموًا ديموغرافيًا، والذي كان من الممكن أن يقترن بارتفاع منسوب سطح البحر المرتبط بنهاية العصر الجليدي، و من شأنه أن يخلق ضغط للحصول على الموارد الغذائية لأن المساحة المخصصة للشخص الواحد قد تقلصت، الأمر الذي كان من شأنه أن يؤدي إلى حركة الهجرة نحو المساحات الهامشية التي كانت مهجورة في السابق، حيث كان المهاجرون يأخذون معهم الحبوب والحيوانات عن طريق تدجينها. تمت صياغة تفسيرات وظيفية أخرى مماثلة، تسلط الضوء على الاستجابات التكيفية للمجتمعات للتغيرات البيئية أو الديموغرافية، لاحقًا.
```
ولذلك يعتمد هذا على فكرة أن المجتمعات تضطرها عوامل مختلفة للانتقال إلى مرحلة العصر الحجري الحديث. والمرحلة التالية تقدم مقاربة أخرى، وتشهد عودة إلى التفسيرات الثقافية والمعرفية. نموذج J. يحدد كوفين، الذي تمت صياغته في الثمانينيات والتسعينيات من القرن العشرين، ثورة الرمز، وهو تغير في العلاقة بين البشر والعالم من حولهم، وهو سبب واحد في رأيه في أصل التغيرات الاجتماعية والاقتصادية والمادية التي لوحظت خلال العصر الحجري الحديث. قدم هودر أيضًا اقتراحات حول التغيرات العقلية التي تحدث في العصر الحجري الحديث، لكنه لا يراها كسبب بقدر ما يراها التطورات المصاحبة للتغيرات الأخرى. مثل هذا المنظور، أخذت النماذج التفسيرية التي تأخذ في الاعتبار التفاعلات المحتملة بين التغيرات الاجتماعية والاقتصادية والعقلية، والمناخية أيضًا، زمام المبادرة منذ العقد الأول من القرن الحادي والعشرين.
[
13
]
```

## ظاهرة طويلة ومعقدة
تعتبر ظاهرة العصر الحجري الحديث الآن عملية طويلة ومعقدة وغير خطية، وتتميز بالتأكيد بالانتقال من اقتصاد الصيد والجمع إلى اقتصاد الزراعة وتربية المواشي، ولكنها تشمل العديد من العقليات الفنية والاجتماعية والعقلية الأخرى التي تصاحب هذه الظاهرة، وترتبط بشكل واضح بالعلاقات السببية. تلخيص النهج الحالي للعصر الحجري الحديث كعملية تغطي العديد من التغييرات على مدى فترة طويلة جدًا.
وفقًا لجيلينجير أوغلو:
ول أ. جورنج موريس و أ. بيلفر كوهين:
ومن أجل تحديد ما هي مجتمعات العصر الحجري الحديث، انتشر مفهوم حزمة العصر الحجري الحديث، على أساس المعايير التي وضعها تشايلد، وهي الخصائص المتوقعة لمجتمعات العصر الحجري الحديث، ولكنها في مجملها تظل غامضة تماما. وتشمل هذه السمات بشكل أساسي "أثار الأزمنة الأولى" التي كانت موجودة في العصر الحجري الحديث: المساحات المبنية تدل على السكن الدائم، والحيوانات الأليفة، والحبوب والبقوليات المزروعة تدل على إنتاج الغذاء، والأواني الفخارية تدل على التخزين والطبخ، والأشياء المصنوعة من الحجر المصقول تدل على تجهيز الأغذية، والفؤوس تدل على تقنية جديدة لتشطيب الأدوات الحجرية بالصقل. (السيد أوزدوغان، الذي يتحدث مثل الآخرين عن "أسلوب الحياة في العصر الحجري الحديث")
لكن بالتفصيل يختلف تجميع المواد حسب المنطقة والوقت. هناك طريقة أخرى لتجميع أثار مجتمعات العصر الحجري الحديث الأولى ككل العناصر المشتركة، سواء كانت مادية أم لا، وعلى الرغم من تنوعها الإقليمي، وهي استخدام مصطلح كويني، جميع السمات المشتركة بين المجموعات البشرية المختلفة.
وتترافق هذه الأساليب الجديدة مع صياغة نماذج أكثر تعقيدًا، مع الأخذ في الاعتبار مجموعة من الظواهر على مدى فترة طويلة جدًا، نظرًا لأن الاتجاه يتجه بشكل متزايد إلى العودة إلى بدايات العصر الحجري القديم، حوالي 20000 سنة. قبل الميلاد، عشرة آلاف سنة قبل بداية العصر الحجري الحديث.
من خلال تسليط الضوء على حقيقة أن العديد من مكونات "حزمة" العصر الحجري الحديث، إن لم يكن كلها، كانت موجودة بالفعل في المجتمعات التي سبقت العصر الحجري الحديث، أو على الأقل تلك التي كانت موجودة في نهاية العصر الحجري القديم الأعلى، إن لم يكن قبله.
وبالتالي فإن العصر الحجري الحديث ليس ثوريًا إلى هذا الحد: بل يبدو أنه الفترة التي طورت فيها هذه العناصر ودمجت في عملية من التغييرات الاجتماعية والاقتصادية والعقلية التي وصلت إلى نهايتها. يؤدي هذا النهج أيضًا إلى تحديد مراحل الارتداد في عملية التحول إلى العصر الحجري الحديث، والتي حدثت بلا شك بعد سلسلة من المحاولات التي لم تسفر عن تكوين مجتمعات العصر الحجري الحديث.

## الموقع الجغرافي والمناظر الطبيعية والبيئة

### المناطق الجغرافية الرئيسية

خريطة المواقع الجغرافية الرئيسية في الشرق الأدنى، خلال العصر الحجري الحديث.

يُفهم الشرق الأدنى في دراسات العصر الحجري الحديث على أنه منطقة تمتد من البحر الأبيض المتوسط إلى زاغروس، ومن البحر الأحمر والخليج الفارسي إلى جبال طوروس، وهي المجموعة التي عادةً ما تندرج إليها قبرص، والأناضول لأنهما يشتركان بسرعة في عملية العصر الحجري الحديث. بالإضافة إلى "الشرق الأوسط". تضم هذه المنطقة الشاسعة تنوعًا كبيرًا في البيئات والظواهر الطبيعية، وقد جمعت في عدة مناطق كبيرة وفقًا لمعايير جغرافية وثقافية.
حيث نجد على وجه الخصوص الهلال الخصيب، وهو مصطلح جغرافي أطلقه عالم الآثار الأمريكي جيمس هنري برستد، على مساحة جغرافية حيوية تمتد تقريبًا على حوض نهري دجلة والفرات، والجزء الساحلي من بلاد الشام. هذه المنطقة كانت شاهدة لحضارات عالمية، وأهمها العصر الحجري الحديث والعصر البرونزي حتى ابتداء الممالك والمدن في جنوب الرافدين وشمال جزيرة الفرات العراقية وغرب الشام، وتضم النباتات والحيوانات البرية التي هي أصل الأنواع المستأنسة الأولى.

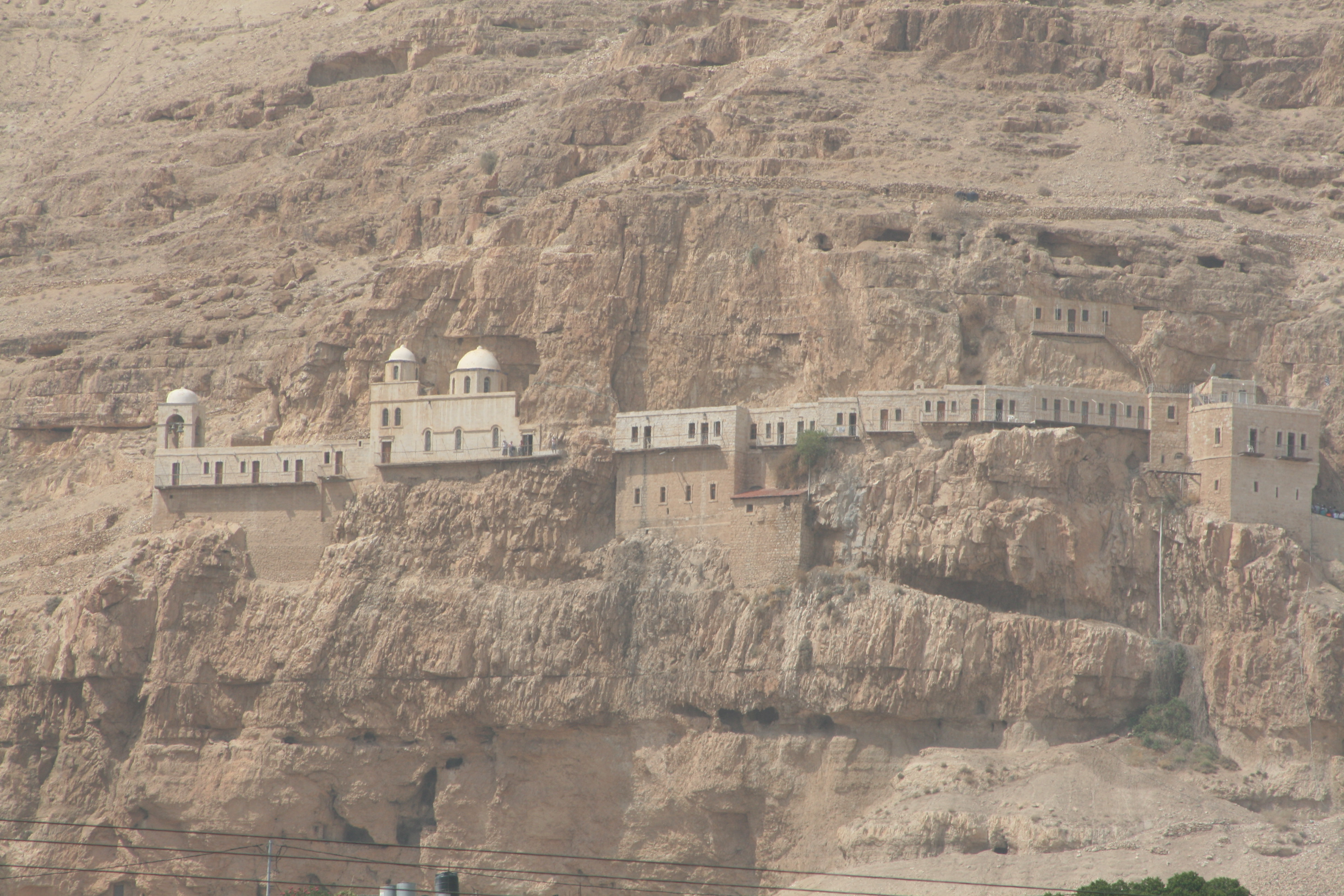
أريحا، أقدم المدن في العالم

تتميز بلاد الشام، الواقعة إلى الشرق من شرق البحر الأبيض المتوسط، بتناوب البيئات الممتدة في اتجاه الشمال والجنوب: السهل الساحلي إلى الغرب، وهو أوسع مما هو عليه اليوم خلال العصر الحجري القديم والعصر الحجري الحديث حيث كان مستوى سطح البحر أقل في ذلك الوقت، ثم مع التقدم نحو الشرق، نواجه أولاً سفوح التلال التي ترتفع تدريجيًا لتشكل في كثير من الأحيان سلاسل جبلية مليئة بالغابات يصل ارتفاعها إلى 2000 متر، ثم منطقة منخفضة جديدة، الصدع أو الوادي المتصدع الكبير، وهو محور هيكلي وينحدر جنوباً تحت مستوى سطح البحر، ثم مساحة من الهضاب العليا، وأخيرًا النزول ببطء نحو الصحراء العربية. وتنقسم هذه المنطقة إلى ثلاث مجموعات جغرافية، وأحيانًا مجموعتين، تشتركان في نفس التقسيم الغربي الشرقي.
- جنوب بلاد الشام، شمال سيناء والنقب، ويشمل السهل الساحلي، ثم جبال الجليل الأعلى ويهودا، وسهل الأردن مع البحر الميت وبحيرة طبرية، وسهل العربة جنوباً، وأخيراً مرتفعات هضاب شرق الأردن. شرقاً.[30][31]
- وسط بلاد الشام (أحياناً ترتبط بشمال بلاد الشام والتي تكون حينها الجزء الأعلى منه، وفي أحيان أخرى تجتمع جزئيًا مع جنوب بلاد الشام)، بين واحة دمشق جنوبًا وفجوة حمص شمالًا، مع سهل لبنان الساحلي وجبال لبنان ووادي الليطاني وسهل البقاع. ثم جبال لبنان الشرقية، التي تؤوي منحدراتها الشرقية الغوطة المحيطة بدمشق، وأخيراً الصحراء.[30][31]
- ويشمل شمال بلاد الشام، الذي يقابل غرب سوريا تقريباً، السهل الساحلي السوري، وهي أوسع منطقة في بلاد الشام، ثم جبال العلويين والأمانوس، ثم وادي العاصي، وسهل عمق، ثم هضاب وسط سوريا، ويحدها من الشرق نهر الفرات، (منطقة الفرات الأوسط)، والتي يمكن اعتبارها ممراً آخر.[32][31]

بلاد ما بين النهرين بالمعنى الواسع تشمل المناطق التي يقطعها نهري دجلة والفرات، النهرين الرئيسيين في الشرق الأوسط.
- جنوب شرق الأناضول، وهو الجزء الشمالي الأقصى من بلاد ما بين النهرين العليا لأنه يتكون من الوديان العليا لنهر دجلة والفرات، هي منطقة عتبة يتناقص ارتفاعها من حوالي 800 إلى 300 متر فوق مستوى سطح البحر من الشمال إلى الجنوب، بين المناطق المرتفعة من جبال الأناضول. شرق طوروس الواقعة شمالاً، حيث ينبع النهران، وهضاب الجزيرة التي يتدفقان نحوها فالوديان ضيقة، لكنها تتسع في بعض الأماكن لتتحول تجاويف تعيش فيها المجتمعات البشرية، ومن الغرب جبال طوروس المضادة.[33]
- الجزيرة، التي تغطي معظم أعالي بلاد ما بين النهرين، هي منطقة من الهضاب يبلغ متوسط ارتفاعها 250/300 م، يقطعها نهر دجلة والفرات، وآخر روافده، البليخ والخابور، مقسمة بين الجزيرة العليا. ، إلى الشمال الشرقي الشمالي، أكثر رطوبة، والجزيرة السفلى إلى الجنوب إلى الجنوب الغربي، أكثر جفافاً.[34]
- سهل الغريني والدلتا في بلاد ما بين النهرين هو منطقة شاسعة ذات مناخ جاف جدًا حاليًا، ومسطح جدًا ومنخفض جدًا، حيث يلتقي النهران ليشكلا دلتا، مستنقعية جدًا في اتجاه مجرى النهر، قبل أن يتدفق إلى الخليج الفارسي، والذي كان في أوائل العصر الحجري الحديث تقع أبعد بكثير مما هي عليه اليوم بسبب انخفاض مستوى سطح البحر (خلال ذروة العصر الجليدي المتأخر ربما إلى مستوى خليج عمان).[35]

الطرفين الشمالي والشرقي توجد عدة مناطق مرتفعة، مع وجود السلاسل الجبلية لقوس طوروس-زاجروس، تؤوي مناطق مرتفعة تعتبر للكثيرين، إن لم تكن منازل، على الأقل مناطق شاركت بفعالية في نجاح الطريقة الحجرية الحديثة. من الحياة.
- نهر زاغروس، الذي يهتم خصوصًا بجزئيه الغربي والوسطى، عبارة عن سلسلة مكونة من طيات متوازية ذات اتجاه شمالي غربي/جنوبي شرقي، محفورة بالعديد من المنخفضات التي شكلتها مجاري المياه التي تتدفق نحو بلاد ما بين النهرين (من الشمال إلى الجنوب): الزاب الكبير، الزاب الصغير، ديالى، الكرخة، القارون)، والتي تشكل أودية عميقة، غالبا ما تكون ضيقة ومعزولة عن بعضها البعض، موضحا أن ثقافات العصر الحجري الحديث تبدو مجزأة فيما بينها، وينتهي المنحدر الجنوبي الغربي، الأكثر رطوبة، في منطقة بيدمونت باتجاه بلاد ما بين النهرين.[36]
- الأناضول الوسطى، التي تفصلها عن شمال بلاد الشام جبال طوروس، هي منطقة من الهضاب المرتفعة، يزيد ارتفاعها عن 1 000 متر فوق مستوى سطح البحر، مع جزء شرقي أكثر جفافاً، حيث توجد بحيرة طوز، وبحيرة مالحة، ومخاريط بركانية، و جزء غربي أكثر غابات، مع منطقة بحيرات إلى الجنوب الغربي.[33]

الطرف الشمالي الغربي للصحراء العربية هو في الواقع سهوب، مفتوحة إلى حد ما حسب التقلبات المناخية. خلال العصر الحجري الحديث، كانت هناك اختلافات كبيرة في عدد السكان. خلال الفترات الأكثر رطوبة توجد بعض الأنهار والبحيرات المؤقتة، وخاصة الينابيع الارتوازية مما يسمح بتكوين الواحات (الكوم، الأزرق).
تعد جزيرة قبرص أيضًا مكونًا جغرافيًا من العصر الحجري الحديث في الشرق الأدنى. ثالث أكبر جزيرة في البحر الأبيض المتوسط، وتقع على بعد 100 كيلومتر من ساحل شمال بلاد الشام، وتضم ثلاث مجموعات باتجاه شرقي غربي تتبع بعضها البعض من الشمال إلى الجنوب: على طول ساحلها الشمالي جبال كيرينيا، ثم سهل ميسوريا، وفي الوسط الغربي سلسلة جبال ترودوس

## التقلبات المناخية وتأثيرها
حدث العصر الحجري الحديث في الشرق الأدنى من نهاية العصر الجليدي الأخير وبداية عصر الهولوسين. ومع ذلك، لا يمكن تلخيص هذه الفترة على أنها احترار تدريجي بسيط، حيث شهد المناخ عدة تقلبات خلال المراحل المقابلة للعصر الحجري القديم والعصر الحجري الحديث:
- أواخر العصر الجليدي، من حوالي 23/22000 - 17000 قبل الميلاد. هي المرحلة الأكثر برودة وجفافًا في هذه الفترة، قبل مرحلة الاحترار البطيء، وشهدت زيادة في هطول الأمطار، مما أدى إلى التراجع البطيء لاستيطان المناطق شبه القاحلة.[38][39]
- مرحلة بولينج، بدأت في حوالي 12700-12500 قبل الميلاد. واستمرت ربما حتى 11/10800 قبل الميلاد، وهي الفترة الأكثر دفئًا ورطوبة، فيها امتدت المناطق العشبية والرطبة (أبرزها البحيرات) في جنوب بلاد الشام، وفي الأناضو.[38][39]
- درياس الأصغر، والتي بدأت في حوالي 11000 على أقرب تقدير وانتهت في حوالي 9700 قبل الميلاد. وهي فترة باردة وجافة،[38][39] دراسة أجريت لجنوب بلاد الشام خلصت إلى أن هذه الفترة لم تكن أكثر جفافًا من الفترة السابقة، حتى لو كانت أكثر برودة.[40]
- شهدت بداية الهولوسين، تخفيفًا للمناخ، وكان جافًا في البداية، قبل حدوث تغير أسرع في حوالي 8200-8000 قبل الميلاد. كان المناخ آنذاك أكثر رطوبة، حيث (اتجهت الرياح الموسمية الصيفية شمالًا أكثر مما هي عليه اليوم)، وقد هطلت أكثر الأمطار على مدار 25 000 عام الماضية في بلاد الشام وشرق البحر الأبيض المتوسط،[38][41] وتلقت الصحراء العربية في المتوسط المزيد من الأمطار خلال هذه الفترة. 8000-4000 مما هو عليه اليوم،[38] وكذلك جنوب بلاد ما بين النهرين الذي كان بلا شك أكثر رطوبة.[42]
- تعطلت هذه الفترة بسبب الحدث المناخي الذي وقع عام 8200 قبل الميلاد، أو حوالي 6200 قبل الميلاد. نوبة باردة وقاحلة، والتي استمرت حوالي 160 إلى 200 سنة.[39]

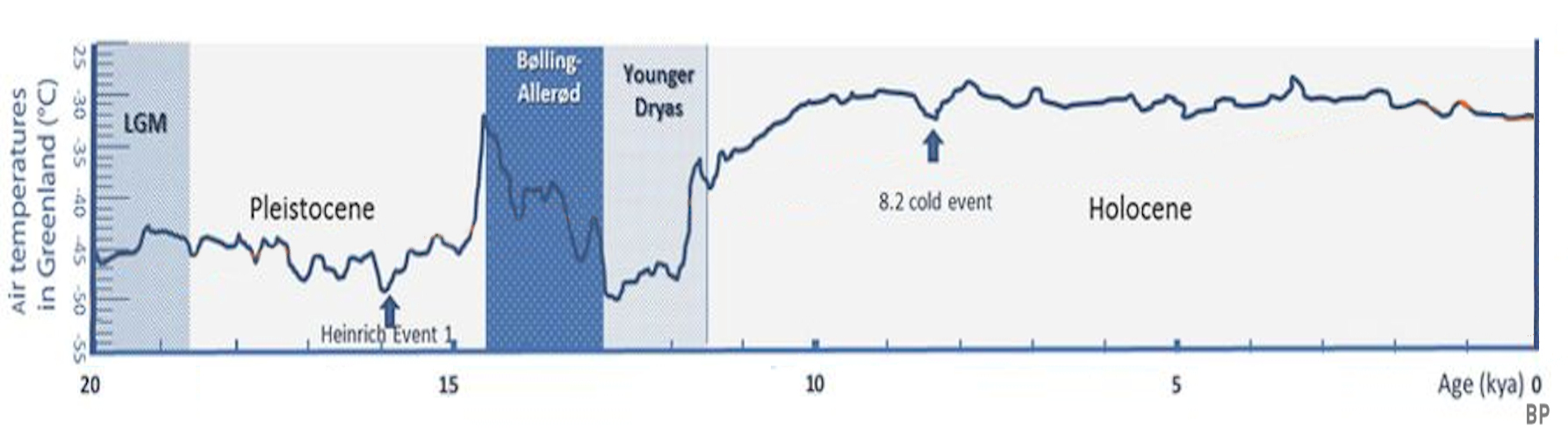
يظهر الحدث المناخي البالغ 8200 AP (8.2 حدث بارد) كنقطة في فترة الهولوسين الدافئة. تطور درجات الحرارة في فترة ما بعد العصر الجليدي بعد الذروة الجليدية الأخيرة، وفقًا للأدلة الجليدية في جرينلاند

كان لهذه التغيرات في درجات الحرارة وهطول الأمطار تأثيرات كبيرة على البيئات الطبيعية، وهي تأثيرات اختلفت باختلاف المساحة، حيث من المحتمل أن يكون تأثيرها على الوديان أقل من تأثيرها على مناطق السهوب. وفي الأخير، يبدو أن الاستيطان البشري يتقلب وفقًا لهذه التطورات. وفي مناطق بلاد الشام وأعالي النهرين فإن التباينات في هطول الأمطار (خاصة التي تتركز في فصل الشتاء)، والتي يمكن أن تكون كبيرة جداً من سنة إلى أخرى في الظروف الحالية، هي التي لها تأثير قوي على المجتمعات البشرية، أكثر من تقلبات درجات الحرارة. ومن المقبول أن هناك حاجة إلى ما يقرب من 200 ملم من الأمطار السنوية لممارسة الزراعة دون إمدادات (الزراعة الجافة)، ولكن في المناطق الواقعة على مفترق طرق المساحات القاحلة يمكن تجاوز هذا الحد لمدة عام واحد، ثم لا يتم الوصول إليه في العام التالي. ولذلك، فإن الهلال الخصيب، حيث نشأت الزراعة، يشهد تغيرًا في حدوده الجغرافية، سواء وفقًا للتغيرات المناخية طويلة المدى، أو وفقًا للتغيرات السنوية في هطول الأمطار.
إن مسألة كيفية تكيف المجموعات البشرية مع هذه التغيرات البيئية لا تصل دائمًا إلى الإجماع، نظرًا لوجود العديد من الإجابات لنفس الظاهرة والبيانات الأثرية ليست لا لبس فيها؛ ولهذا السبب يستخدم درياس الأصغر بشكل شائع لشرح التغيرات التي حدثت في السكان في أواخر العصر النطوفي، لكن بالنسبة للبعض لم يؤدي إلا إلى انخفاض في الحياة المستقرة، وبالنسبة للبعض الآخر فقد تسبب في تكثيف استغلال البيئات من قبل بعض الشعوب المستقرة، مما تسبب في تدجين النباتات والحيوانات. دون أن يُنظر إليه بالضرورة على أنه سبب للتحول إلى العصر الحجري الحديث، فإن تطور المناخ هو على أية حال حقيقة يجب أخذها في الاعتبار، لأنه يخلق الظروف الملائمة لتنفيذه. في الواقع، فإن المصادفة بين بداية الهولوسين وبداية الزراعة (والعصر الحجري الحديث على نطاق أوسع) مدهشة للغاية بحيث لا يمكن اعتبارها محض صدفة، خاصة وأن هذا التطور لوحظ في مناطق أخرى من العالم.

## التأثير البيئي للأنشطة البشرية
من ناحية أخرى، فإن تأسيس أسلوب الحياة في العصر الحجري الحديث يعني أن البشر مجبرون على تعديل بيئتهم أكثر فأكثر، وتشكيل المناظر الطبيعية، وبالتالي إبراز الأنثروبولوجيا. ومن المؤكد أن هذا الأخير لم يكن جديدا في ذلك الوقت، حيث أن البشر قد قاموا بتعديل بيئتهم على الأقل منذ تدجين النار، وقد طور الصيادون علاقتهم بالبيئة من خلال تطبيق أساليب السيطرة على بعض النباتات وقطعان الحيوانات البرية ( الصيد الانتقائي). ولكن في العصر الحجري الحديث تم الوصول إلى مرحلة جديدة في هذا التطور مع ظهور وتوسع الزراعة والثروة الحيوانية. وهذا ما يمكن وصفه علمياً بأنه بناء الموطن، أو هندسة النظام البيئي، وهي مفاهيم مأخوذة من علم الأحياء وتهدف في الأصل إلى شرح السلوك التخطيطي لبعض أنواع الحيوانات (مثل القنادس). أدى قيام الاقتصاد الزراعي الرعوي إلى حركة متواصلة لتعديل البيئة، والتي شهدت منذ البداية توسعًا نحو مناطق جديدة، وكذلك التلاعب بالنباتات والحيوانات مما أدى إلى تعديلها الوراثي (الاصطفاء الصناعي)، ثم إلى تربيتها. وانتشارها خارج بيئتها الطبيعية، مما يؤدي إلى تعديل المزيد من النظم البيئية. هذه التغييرات بدورها لها تأثير على البشر، الذين يجب عليهم التكيف مع التطورات التي أحدثتها على كائنات التدجين، وعليهم على وجه الخصوص تعديل ممارساتهم الثقافية لتغذية الحيوانات، أو تنفيذ ممارسات الإدارة الزراعية للمياه (التي تؤدي إلى ظهور الري). كما أن الزيادة السكانية بسبب اعتماد الزراعة وتربية الماشية ساهمت في هذا التوسع. وبالتالي، تتميز هذه الظاهرة بحلقات ردود الفعل، حيث تؤدي العواقب في المقابل إلى تضخيم التأثيرات على سببها.

## مراحل العصر الحجري الحديث في الشرق الأدنى

### التسلسل الزمني

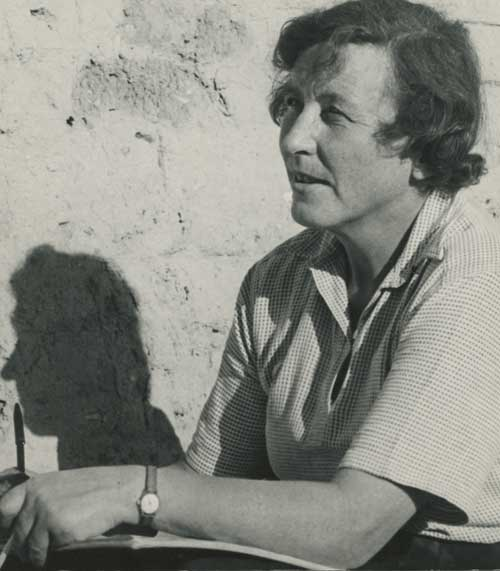
كاثلين كينيون، مدير الحفريات في أريحا (تل السلطان) ومخترع مفهوم العصر الحجري الحديث ما قبل الفخار.

تتضمن فترة العصر الحجري الحديث في الشرق الأدنى عدة أنظمة. مصطلحات بلاد الشام مستمدة من تلك التي حددتها كاثلين كينيون في أريحا (تل السلطان)، والتي تميز مرحلتين من العصر الحجري الحديث ما قبل الفخار: (ما قبل الفخر أ) و(ما قبل الفخار ب)، ومراحل العصر الحجري الحديث الفخاري يُنظر إليه حاليًا على أنه العصر الحجري الحديث المتأخر. تم تنقيح هذا الجدول الزمني منذ ذالك الحين. ينقسم العصر الحجري الحديث ماقبل الفخار أ إلى عدة ثقافات حسب الفترة والمنطقة (الخيامية، والمريبية، والسلطانية)، وينقسم العصر الحجري الحديث ما قبل الفخار ب إلى ثلاث فترات فرعية (القديمة، والمتوسطة، والحديثة)، وهي فترة ما قبل العصر الحجري الحديث. تم اقترح العصر الحجري الحديث ما قبل الفخار لجنوب بلاد الشام، والثقافات الإقليمية المختلفة في فترات متأخرة (حسونة، سامراء في بلاد ما بين النهرين). يمكن أن تمتد فترة تأريخ بلاد الشام في فترة ما قبل الفخار إلى جنوب شرق الأناضول وقبرص، وفي بعض الأحيان أيضًا إلى شمال العراق، ومن ناحية أخرى فإنها بالكاد تمتد إلى وسط الأناضول وزاغروس، حيث نحتفظ مع ذلك الفرق بالتمييز بين العصر الحجري الحديث، والعصر الحجري الحديث الفخاري.
بالنسبة لمراحل العصر الحجري القديم، فهي الفترات التي حددت في ثلاثينيات القرن العشرين من قبل دوروثي جارود، والكبارية والنطوفية في جنوب بلاد الشام، والزرزية في زاغروس، والتي لا يزال يتم استخدامها. الأولى انقسمت إلى فترتين أو ثلاث فترات فرعية، وامتدت أحياناً إلى شمال بلاد الشام.
اعتمادًا على المناطق والمواقع، ولكن في بعض الأحيان أيضًا لنفس المنطقة، يمكن أن يختلف تأريخ هذه المراحل المختلفة وفقًا للمؤلفين، الذين اختاروا التاريخ قبل معايرته (الفجوة بين كلا التاريخين تبلغ 1 950 سنة، وغالبًا ما يتم تقريبها إلى 2 000 سنة). لا يزال من الصعب في كثير من الأحيان التوفيق بين هذه التواريخ المختلفة.

#### التسلسل الزمني للعصر الحجري الحديث في بلاد الشام، بعد عدة تواريخ
(اقتراح من ك. رايت بناءً على أعمال أخرى.)
|                                                | قبل الميلاد. | قبل الحاضر. |
| النطوفي المبكر                                 | 12780-11180  | 14730-13130 |
| النطوفي المتأخر                                | 11180-10040  | 13130-11990 |
| العصر الحجري الحديث ما قبل الفخار أ            | 10040-8940   | 11990-10890 |
| العصر الحجري الحديث ما قبل الخزفي المبكر ب     | 8940-8460    | 10890-10410 |
| العصر الحجري الحديث ما قبل الفخاري الأوسط ب    | 8460-7560    | 10410-9510  |
| العصر الحجري الحديث ما قبل الفخاري B           | 7560-6940    | 9510-8890   |
| ما قبل الفخار من العصر الحجري الحديث B نهائي/C | 6940-6400    | 8890-8350   |
| أواخر العصر الحجري الحديث                      | 6400-5480    | 8350-7430   |

## قبل العصر الحجري الحديث (حوالي 22000-10000 قبل الميلاد)
يشار إلى الفترات الأخيرة من العصر الحجري القديم في جنوب غرب آسيا باسم «العصر الحجري القديم»، مما يؤكد أن مصطلح العصر الحجري القديم الأعلىيشير إلى نفس الفترة الزمنية، ونادرًا ما يتم استخدام مصطلح العصر الحجري المتوسط في الشرق الأدنى. في جنوب بلاد الشام، تستخدم مصطلحات أخرى للإشارة إلى فترات زمنية ضمن الفترات الأخيرة من العصر الحجري القديم، أبرزها: الكباري (حوالي 19000-16000 قبل الميلاد)، والكبارية الهندسية (حوالي 15500-12500 قبل الميلاد) والنطوفي (حوالي 12500- 10000 قبل الميلاد). في زاغروس، يستخدم في الثقافة المحلية مصطلح زارزين (حوالي 18000-10000 قبل الميلاد). في القوقاز والجزء الشرقي من الأناضول يستخدم أحيانًا في نفس الوقت مصطلح ترياليتيان. لكن معظم الأناضول لا تستخدم مصطلحات واسما محلية للعصر الحجري القديم.
كانت المجموعات البشرية في هذا العصر عبارة عن صيادين متنقلين، وقد كان الصيد وجمع الثمار هو الطريقة الوحيدة لموارد الرزق لديهم. ومن ثم شهدت هذه المجموعات تطوراً نحو إقليمية أكثر وضوحاً لسكانها. واستيطنوا مواقع مختلفة المساحات، حيث أقاموا مباني دائرية، وسكنوها وفق إيقاع موسمي، ثم استقروا جزئياً في بلاد الشام خلال العهد النطوفي. وقد ميزت هذه الفترة المرحلة التي فصلت بين مجتمعات التنقل والصيد والالتقاط ومجتمعات الاستقرار والزراعة وتدجين الحيوانات. يعتقد الآن أن مجتمعات العصر الحجري القديم هذه كانت تمتلك العديد من العناصر التي أصبحت فيما بعد سمات أسلوب الحياة في العصر الحجري الحديث، وأنها غالبًا ما كانت موجودة في أصولها. وبالتالي فإن العصر الحجري الحديث يُنظر إليه على أنه مرحلة حديثة أو نقطة تحول أكبر في الديناميكيات الثقافية التي بدأت خلال العصر الحجري القديم.

## العصر الحجري القديم المبكر والأوسط (حوالي 22000-12500 قبل الميلاد)
الثقافات الرئيسية في العصر الحجري القديم المبكر في جنوب بلاد الشام هي: الأورينياسية المشرقية، في الفترة (حوالي 22000-19000 قبل الميلاد) ثم الكبارية في الفترة (حوالي 19000-16000 قبل الميلاد) والنيزانية، في الفترة (حوالي 18000- 16000 قبل الميلاد). وتميزت هذه الفترات بمواقع تجمعات حجرية متنوعة، ربما يكون ذلك انعكاسا لوجود عدة مجموعات تشغل مساحة ألف أو ألفي كيلومتر مربع. تبدو المواقع صغيرة للغاية، حيث تتراوح مساحتها في معظمها بين 25 و 100 m2، ونادرًا ما تزيد عن 250 m2، لكن الثقافة النيزانية تميزت بمواقع تجمع أكبر بكثير، حيث يقدر مساحتها (حوالي 20 000 m²). وهي مواقع في الهواء الطلق أو تقع بالقرب من الملاجئ الصخرية أو الكهوف، والموائل التي تم تحديدها، وهي أكواخ دائرية صغيرة شبه مدفونة. ويعتبر موقع أوهالو الثاني (حوالي 21.000 قبل الميلاد)، هو الأكثر شهرة. على أساس الاكتشافات التي تم إجراؤها فيه، والتي كانت استثنائية في ذلك الوقت ومعزولة، بسبب غمر الموقع الذي سمح بظروف حفظ مواتية للغاية، وقد توفرت في الموقع مجموعة واسعة من النباتات (الأعشاب والحبوب البرية والعدس والتين والفستق واللوز)، ومن الحيوانات: الغزلان والأرانب البرية والثعالب (وفي مواقع أخرى من نفس الفترة نواجدت الغزلان والماعز البري بشكل أكثر)، بالإضافة إلى الأسماك في البحيرات.
تم تحديد العصر القبرصي الهندسي (حوالي 15500-12500 قبل الميلاد)، والذي يتوافق مع المرحلة الوسطى من العصر الحجري القديم، في بلاد الشام بين سيناء جنوبًا وواحة الكوم في سوريا شمالًا. يعود اسمها إلى الحصيات الصغيرة على شكل شبه منحرف أو مستطيلات أو مثلثات الموجودة بأعداد كبيرة في هذه المواقع، وهي الطريقة الوحيدة لوصف هذه الفترة. في الواقع، مواقع الموائل المعروفة نادرة (عين جيف 3، الخرانة 4، أم التلال 2)، ولم يتم مسح سوى عدد قليل جدًا منها، وكذلك المدافن، وبالتالي فإن أسلوب حياة المجموعات البشرية في هذه الفترة لا يزال غير معروف جيدًا مقارنة بالفترة السابقة.
في زاغروس، تمثل هذه الفترة الانتقال بين بارادوستين، زاغروس اوريجناسيان، والزرزيان، الذي يغطي العصر الحجري القديم، ولكنه معروف بشكل أساسي بمراحله الأخيرة. وبنفس الطريقة، فإن الانتقال بين العصر الحجري القديم الأعلى والعصر الحجري القديم موثق بشكل سيئ في جبال طوروس وإلبورز، اللتين تشتركان بعد ذلك في سمات مشتركة مع زاغروس. يمكننا أن نحدد بشكل أفضل من خلال الطبيعة الجبلية للمناطق التي يجب أن يركز الصيد فيها بشكل أساسي على الماعز البري والأغنام والغزلان. إن عدم وجود عمل حديث حول هذه المناطق يمنعنا من الحصول على فكرة أكثر دقة، ولا شك أن تطور هذه الكيانات الثقافية، التي تم تعريفها بشكل غامض، لا يزال غير مفهوم بشكل جيد.

## العصر الحجري القديم المتأخر (حوالي 12500-10000 قبل الميلاد)
تتوافق الفترة النطوفية مع العصر الحجري القديم العلوي في بلاد الشام. وقد انطلقت هذه الحضارة من منطقة جبل الكرمل والجليل في فلسطين جنوب الشام، حيث يوجد أعلى تركيز للمواقع الأثرية من تلك الفترة، فعمت غور الأردن أولا ثم وصلت إلى سواحل المتوسط، وزادت رقعتها فشملت بلاد الشام كلها، ومنذ مطلع الألفية العاشرة ووجدت آثارها في العراق وفي حلوان بمصر، حيث انتشرت القرى النطوفية حول نهر الفرات في المريبيط وأبو هريرة، فضلا عن عشرات المواقع في فلسطين والأردن ولبنان وسوريا. تم استخدام مصطلح النطوفي لأول مرة من قبل الباحثة الإنكليزية دوروثي جارود في ثلاثينيات القرن العشرين بناءً على الآثار المميزة لهذه الثقافة والصناعت الحجرية التي اكتشفتها في مغارة شقبا في وادي الناطوف. يبدو أن هذه هي الفترة التي شهدت بدايات الاستقرار، خلال الجزء الأول من العصر النطوفي المبكر في الفترة (حوالي 13/12500-11500 قبل الميلاد)، وهي تعتبر الخطوة الأولى للإنسان على طريق بناء أول مجتمعات زراعية في التاريخ. تتميز هذه الفترة بتحسن مناخي واضح وبخيرات بيئية وافرة؛ مما ساعد على ترك السكن في الكهوف والمغاور الطبيعية وتمكن المجتمعات البشرية من إشادة البيوت في العراء. وقد اكتشفت في المشرق العربي القديم عشرات القرى النطوفية المتباينة في حجومها ومعطياتها، ولكنها تلتقي بوجود سمات عامة مشتركة تجمع بينها كالبناء والفنون والأواني والأدوات والشعائر الدينية، كما دلت على ذلك أمّهات المواقع النطوفية مثل: المريبيط وتل أبو هريرة في سوريا وأريحا و(عين الملاحة الواقعة قرب بحيرة ووادي الحولة في منطقة غورالأردن) ووادي الحمة والبيضا في الأردن) وحلوان في مصر والملاجئ الصخرية والكهوف مثل: (هيونيم، نحال أورين، الواد وغيرها من المواقع على جبل الكرمل، أو حتى شقبا في وادي الناطوف الذي أعطى اسمها لهذه الفترة). ونادرا ما تتجاوز مساحة أكبرها 1 000 m²، وكما هو الحال في المراحل السابقة، فهي بيوت متقنة الصنع، مغروسة قليلاً في الأرض، أساساتها من الحجر، وجدرانها من الطين، وسقوفها من الخشب، أشكالها دائرية، وأرضيتها مرصوفة بالحجارة، في وسطها موقد وبقربها مخازن للحبوب؛ مما يدل على أنها منازل عائلية لم تكن معهودة من قبل، وهي تمثل قرى الصيادين الأولى التي وإن كانت لا زالت تعتمد في كسب قوتها على الصيد والالتقاط؛ فأنها قطعت خطوة مهمة نحو الاستقرار وإنتاج الطعام. وقد بلغت هذه القرى مساحات كبيرة (نحو 3000م2)، وسكنها نحو 200 نسمة، وهذا الحجم هو الأكبر من نوعه في ذلك الحين، وهو دليل نشوء علاقات اجتماعية واقتصادية أكثر تطوراً وتعقيداً، في هذا العصر هجر الإنسان القديم الفلسطيني المغاور والكهوف وانتقل إلى السهول وضفاف الوديان حيث أقام القرى وسكن فيها واستمر النطوفيون في بناء الأكواخ والمساكن الكبارية الطابع.وقد تميز هذا العصر بالانتقال إلى الزراعة وهذا مايدل عليه وجود صناعة الأدوات الزراعية والمناجل التي تستخدم في الحصاد ويعتقد المؤرخون أن فلسطين كانت مهد الزراعة الأولى ومنها انتقلت الزراعة إلى بقية مناطق العالم وكذلك اتجه الإنسان النطوفي نحو الحيوانات المستأنسة أكثر من الحيوانات البرية وهو مايدل عليه بقايا الحيوانات المتخلفة عن ذلك الزمن، ويقدم لنا اكتشاف جمجمة كلب عثر عليه في جبال الكرمل أول دليل على استئناس الحيوانا. من المفترض أن مجتمعات تلك الفترة ظلت مساواتية، على الرغم من ظهور بعض الفروق في المواد الجنائزية ويمكن أن تعكس التسلسل الهرمي الاجتماعي. شهد الجزء الثاني من العصر النطوفي المتأخر في الفترة (حوالي 11500-9600 ق.م) بداية الفترة الباردة والجافة في أواخر درياس وفي ظل هذه الظروف المناخية الجديدة عمومًا انخفض معدل الاستقرار في هذه الفترة، مع ضرورة أن تكون المجموعات البشرية أكثر قدرة على الحركة الحصول على الموارد الغذائية في بيئة أقل سخاءً. ولكن هذا أمر قابل للنقاش. على أية حال، فإن الارتداد يؤثر بشكل رئيسي على جنوب بلاد الشام، ومن ناحية أخرى في الفرات الأوسط تشهد مواقع (مريبط، أبو هريرة) أكثر نمواً. أما في بقية أنحاء الشرق الأدنى، فإن هذه الفترة أقل شهرة، وبالتالي فإن تعريف المناطق الثقافية أكثر غموضًا.
تعود الثقافة الزرزية في زاغروس الغربية، التي عرفتها أيضًا دوروثي جارود بناءً على أدواتها الحجرية، إلى العصر الحجري القديم المتأخر، ومرة أخرى من خلال مواقع الملاجئ مثل: (وارواسي)، والكهوف مثل: (زرزي، وشانيدار، وباليجاورا) وزاوي كيمي شانيدار. وهي عينات محدودة أكثر بكثير من تلك الموجودة في بلاد الشام، وتم التنقيب عنها بشكل رئيسي في الخمسينيات والستينيات من القرن الماضي، مما يعني أن الفترة لا تزال غير معروفة بشكل دقيق. حددت المسوحات التي أجريت على سهول مرف دشت وأرسانجان في فارس المواد المتعلقة بالزرزيين، وتشير إلى وجود كثافة سكانية عالية إلى حد ما هناك، مع وجود معسكرات أساسية حولها مواقع تابعة، وخاصة الكهوف، وهو نمط السكن المقترح أيضًا لمنطقة زاغروس في العصر الحجري الحديث. تتميز هذه المرحلة بأدوات ميكروليثية تتكون في معظمها من شفرات صغيرة ذات شكل هندسي. في نهاية الفترة، أصبح الموطن عبارة عن أكواخ دائرية مرة أخرى، ولكن لم يتم تأكيد نمط الحياة المستقر. يعتمد العيش على صيد الماعز والأغنام البرية والغزلان والحمير، ولكن لا توجد اكتشافات تمكن من تحديد النباتات المستهلكة، ولكن يفترض أنهم جمعوا الشعير البري والفواكه، وخاصة تلك التي تحتوي على المكسرات. المرحلة الزرزية المتأخرة، والتي يشار إليها أحيانًا ما بعد الزرزية أو العصر الحجري الحديث البدائي، خلال أواخر درياس، شهدت أسلوب حياة أقل حركة يستقر في زاغروس، كما يتضح من مواقع شانيدار وزاوي كيمي، ووفقًا لما تشير إليه مسوحات جنوب زاغروس. يتركز الموائل بشكل أكبر في المناطق المنخفضة للتعامل مع المناخ البارد ويبدو أن سبل العيش كانت أكثر توجهاً نحو النباتات.
من المستحيل تقريب الاستيطان البشري للسهل الغريني في بلاد ما بين النهرين، حيث يغطي الطمي المترسب منذ ذلك الحين المهن في ذلك الوقت، وتلك الموجودة في المناطق الواقعة حاليًا تحت مياه الخليج العربي ولكنها كانت جافة آنذاك. ومع ذلك، عمليات التنقيب السطحية في تلال برقان في الكويت، عُثِر على أدوات حجرية من العصر الحجري الوسيط، مع (ميكروليث، وأزاميل، وكاشطات)، يعود تاريخها تقريبًا إلى هذه الفترة.
في نهاية الفترة تطورت القرى المستقرة في أعالي نهر دجلة، مع ديميركوي وكورتيك تيبي وهلان تشيمي، والتي تبدو أقرب ثقافيًا إلى الزرزيين منها إلى النطوفيين، أو مرتبطة ببعضها البعض في مجموعة يُشار إليها أحيانًا باسم ترياليتيان، حيث يرجع تاريخ مواقع الكهوف الموجودة على الشواطئ الجنوبية لبحر قزوين تقريبًا إلى العصر الحجري القديم (علي تابه، سد تشيشمي)، وهي تجمعات ربما ينبغي تقسيمها إلى متغيرات إقليمية.
لا يزال العصر الحجري القديم في وسط الأناضول غير معروف جيدًا. كان موقع بينارباشي في منطقة قونية بمثابة معسكر لمجموعات من الصيادين وجامعي الثمار منذ 13000 قبل الميلاد. مما لا شك فيه أن حجر السج المستخرج في المنطقة قد أحدث اتصالات مع بلاد الشام النطوفية حيث يوجد هذا الحجر في عدة مواقع. وهذا من شأنه أن يفسر سبب تشابه الأدوات الحجرية في بينارباشي مع تلك الموجودة في المواقع النطوفية.
يُعرف العصر الحجري القديم المتأخر في قبرص من موقع إيتوكريمنوس، وهو ملجأ صخري صغير في جنوب شبه جزيرة أكروتيري، معاصر تقريبًا للعصر النطوفي، الذي دفع الحدود للاستيطان المبكر للجزيرة. وكشف الموقع عن العديد من بقايا فرس النهر القزم القبرصي، وهو نوع انقرض في هذا الوقت تقريبًا، مما أدى إلى فرضية مسؤولية الإنسان في هذه الظاهرة، وهي متسرعة بعض الشيء بالنظر إلى العناصر التي تم جمعها. وهذا من شأنه أن يشير على الأقل إلى أن المجتمعات التي تواجه البرد كانت ستكثف أيضًا استراتيجياتها المعيشية هنا. عمومًا، نظرًا للغياب الفعلي للمواقع المعروفة في تلك الفترة، يظل العصر الحجري القديم القبرصي أرضًا مجهولة، كما أن ارتباطاته بالقارة غير مفهومة بشكل جيد.

## مراحل العصر الحجري الحديث (حوالي 10000-7000/6500 قبل الميلاد)
المرحلة الأولى من العصر الحجري الحديث في الشرق الأدنى هي مرحلة العصر الحجري الحديث ما قبل الفخاري، والتي حددتها كاثلين كينيون بناءً على حفرياتها الأثرية في موقع أريحا الأثري، تل السلطان والتي قسمته إلى فترتين، أ و ب. كما يشير اسمه، كان المعيار هو أنها كانت فترة تعتبر من العصر الحجري الحديث، ولكن دون وجود الفخار (على عكس العصر الحجري الحديث الأوروبي الذي كان بمثابة نقطة مرجعية). تم استخدام هذا الاسم للإشارة إلى الحضارات الثقافية للجزء الأول من العصر الحجري الحديث في بلاد الشام، وأحيانًا أيضًا للمناطق المجاورة (باستثناء الأناضول الوسطى وزاغروس)، والتي تم تحسينها لاحقًا، مع التمييز بين عدة مجموعات فرعية، وحتى إضافة الفترة ج في جنوب بلاد الشام. العصر الحجري الحديث ما قبل الفخاري أ، في الفترة 10000/9600-9000/8800 ق.م، مقسم إلى عدة حضارات إقليمية، في حين أن العصر الحجري الحديث ما قبل الفخار ب، في الفترة 9000/8500-7000 ق.م، حسب المنطقة ينقسم إلى ثلاث مراحل: (مبكرة، متوسطة، متأخرة)، أو أربع (حديثة). خلال هذه الفترات تبدأ عملية العصر الحجري الحديث وتنتهي مع تدجين النباتات والحيوانات، وبالتالي التكوين التدريجي لـ حزمة العصر الحجري الحديث حتى ظهور الفخار في نهاية العصر. لم يتم جمع السمات المميزة لمجتمعات العصر الحجري الحديث إلا خلال القرون الأخيرة من العصر الحجري الحديث، لذا فإن اسم العصر الحجري الحديث لهذه الفترات يُستخدم بشكل تقليدي.
| الجدول الزمني                                                   | المواعدة التقريبية | سمات |
| --------------------------------------------------------------- | ------------------ | --- |
| العصر الحجري الحديث ما قبل السيراميك (PPNA)                     | 10000/9500 - 9000  | - الخيامين (بلاد الشام) : بداية العصر الحجري الحديث ما قبل السيراميك ; الصيد والتجمع ; تطوير التماثيل النسائية. - الموريبيتيين (شمال المشرق) : الصيد وجمع الثمار، ثم الزراعة ما قبل المنزلية، والهندسة المعمارية المستديرة التي تتطور نحو المباني المجتمعية المستطيلة. - جنوب شرق الأناضول PPNA : المساكن الدائرية ثم المستطيلة، الصيد والتجمع ثم الزراعة ما قبل المنزلية، الآثار والمقدسات. - سلطانية (جنوب بلاد الشام) : الصيد وجمع الثمار، ثم الزراعة ما قبل المنزلية، والعمارة المستديرة، والآثار/المقدسات. - بلاد ما بين النهرين وزاغروس الغربية (نمريكيان ومليفاتيين) : القرى والصيد والتجمع. - زاغروس الوسطى : لا توجد عمارة معمرة، ولا صيد وجمع، ولا زراعة مستأنسة مسبقًا ؟ |
| العصر الحجري الحديث ما قبل الخزفي المبكر (PPNB)                 | 9000 - 8400        | العصر الحجري الحديث ما قبل الخزفي في بلاد الشام وجنوب شرق ووسط الأناضول وقبرص وأعالي بلاد ما بين النهرين وزاغروس. </br> الزراعة ما قبل التدجين، السجلات الأولى للنباتات المنزلية، استمرار الصيد وجمع الثمار، بداية تربية الماشية على الأقل في شمال بلاد الشام وجنوب شرق الأناضول، وربما أيضًا في جنوب بلاد الشام ووسط زاغروس ; العمارة المستطيلة والمقدسات. |
| العصر الحجري الحديث من العصر الحجري الأوسط قبل السيراميك (PPNB) | 8400 - 7500        | تدجين النباتات والحيوانات، تنمية الاقتصاد الزراعي والرعوي، ممارسات الكفاف والاستيطان المختلفة، تنمية القرى. |
| العصر الحجري الحديث ما قبل السيراميك B (PPNB)                   | 7500 - 7000        | استكمال الاستئناس والتوسع في الزراعة وتربية الماشية على أساس مختلط يعتمد على الحبوب والبقوليات وتربية الماعز والأغنام، واستمرار الصيد والجمع ; اعتماد على نطاق واسع طَرد » العصر الحجري الحديث ; مظهر " مواقع ضخمة » بلاد الشام والأناضول تعقيد العمارة ; بداية السيراميك ; التبادلات لمسافات طويلة (سبج |

حدثت عملية التحول إلى العصر الحجري الحديث تدريجيًا في عدة مناطق في الشرق الأدنى، وبدأت في الانتشار خلال الفترات (أ) و(ب). شهدت هذه الفترات تطور القرى، وتطور الهندسة المعمارية الأكثر تعقيدًا، ولا سيما مع ظهور المباني المستطيلة، وولادة الزراعة وتربية الماشية، وزيادة التخصص في الحرف الحجرية، وتطوير التكنولوجيا النارية مع الاستخدام الأكثر شيوعًا للجص والجير، ثم ظهور الفخار الأول في نهاية الفترة، وكذلك انتشار الطقوس التي تصاحب الاضطرابات الاجتماعية الناجمة عن إنشاء المزيد من المجتمعات القروية المستدامة، التي يجب أن تنظم وتؤكد هويتها، وربما تكون أيضًا أكثر تفاوتًا. خلال هذه الفترات تم تشكيل مجال من التفاعلات من العصر الحجري الحديث على مستوى الشرق الأدنى، وتقاسم العديد من الخصائص المشتركة التي تتجاوز الخصوصيات الإقليمية، وهو ما يتضح خلال المراحل الأخيرة من العصر الحجري الحديث ما قبل الفخار ب. غالبًا ما يُطرح السؤال حول ما إذا كان هناك بؤرة رئيسية لهذه الظاهرة، المجموعة التي تشكلها: شمال بلاد الشام وشمال الجزيرة وجنوب شرق الأناضول على حسب (المثلث الذهبي: لأو، وأورنش وس، وكوزلوفسكي) هي المرشح الأفضل، لكن آخرين يميلون أكثر لصالح التطور المشترك لعدة مناطق، كل منها بطريقتها الخاصة، نحو أسلوب الحياة في العصر الحجري الحديث، ولكن دون أولوية واحدة على الأخرى، مع تبادلات مستمرة فيما بينهما.

## بدايات العصر الحجري الحديث (حوالي 10000/9500-9000/8500 قبل الميلاد)

خريطة المواقع الرئيسية للعصر الحجري الحديث ما قبل الفخار أ.

خريطة موقع مواقع العصر الحجري الحديث الخزفية الرئيسية في بلاد ما بين النهرين وزاغروس الغربية والوسطى.

تعد المرحلة الأولى من العصر الحجري الحديث في بلاد الشام جزءًا من استمرارية العصر النطوفي، والتي تنتهي في حوالي عام 9550 قبل الميلاد على أبعد تقدير. وتشترك معه في العديد من المميزات. وهو يتوافق مع العصر الحجري الحديث ما قبل الفخار أ، ويمكن أيضًا أن يمتد إلى العصر الحجري الحديث ما قبل الفخار ب. هذه الفترة هي جزء من مرحلة تخفيف المناخ، مع نهاية درياس الأصغر التي حدثت خلال القرون الأولى من العصر الحجري الحديث ما قبل الفخار أ، وربما كان أسرع في شمال بلاد الشام منه في الجنوب.
يشار إلى المرحلة الانتقالية بين العصر النطوفي والعصر الحجري الحديث ما قبل الفخار أ بالخيامية، والتي حدثت في جنوب بلاد الشام وعلى الفرات الأوسط (المريبط). وتتميز خصوصًا بانتشار رؤوس السهام الصغيرة (نقاط الخيام) (التي توجد في خارج بلاد الشام). تطورت الفترة الخيامية في بلاد الشام نحو تل السلطان الذي يغطي معظم العصر الحجري الحديث ما قبل الفخار أ. وفي شمال بلاد الشام تسمى المرحلة المعاصرة بالمريبيط. ومن ناحية أخرى، فإن التسمية الأسوادانية التي كانت تستخدم لبلاد الشام الوسطى لم تعد موجودة.
وتتميز هذه المراحل باستمرارية نمط الحياة المستقر مقارنة بالفترة السابقة. ومن الواضح أن السكان شهدو مرحلة توسع أكثر وضوحاً في الفرات الأوسط مقارنة بجنوب بلاد الشام. تصل مساحة أكبر القرى إلى 2-3 هكتار. ولا يزال الموطن مكوناً من أبنية دائرية، ولكن خلال النصف الثاني من القرن التاسع عشر قبل الميلاد في منطقة الفرات الأوسط لوحظ تنوع في الأشكال، مما أدى إلى ظهور البيوت رباعية الزوايا، وهو النموذج الذي أصبح قائما فيما بعد. تظهر أيضًا في هذه المواقع نفسها مباني غير منزلية، استخدمت لأغراض جماعية، كأماكن للاجتماعات أو لممارسة الطقوس ومنها:(الجرف الأحمر، تل عبر 3، المريبط). وهناك برج في أريحا محمي بجدار، وهو من نفس نوع البناء، ويعكس مواقع الطقوس في وادي فينان 16 نفس التطورات. وهذا يدل على تقوية الهياكل المجتمعية في القرى، وربما أيضاً سلطة الزعماء الذين هم على رأس هذه الهياكل. ومع ذلك، يبدو أن جنوب بلاد الشام يشهد مرحلة من المد والجزر في نهاية العصر الحجري الحديث ما قبل الفخار أ وخلال أوائل العصر الحجري الحديث ما قبل الفخار ب، مع وجود انقطاعات كبيرة في استيطان العديد من المواقع مما يشير إلى مراحل الهجر، وهي ظاهرة غير معروفة أسبابها. وعلى العكس من ذلك في الشمال، فالاستمرارية موجودة.
في جنوب شرق الأناضول، تم تحليل المجموعة الأثرية التي تم بناؤها في غوبيكلي تيبي خلال القرون الأخيرة من العصر الحجري الحديث ما قبل الفخار أ، مع سياجاتها الصخرية التي شكلتها أعمدة على شكل صليب، على أنها ملاذ لأنه لا يوجد أي أثر واضح للأنشطة المحلية، ولذلك فهي شهادة من الدرجة الأولى على التطورات العقلية والطقوسية في ذروة العصر الحجري الحديث. يحتوي موقع كاراهان تيبي المجاور على أعمدة مماثلة. وتقع هذه المنطقة أيضًا ضمن أفق العصر الحجري الحديث ما قبل الفخار أ. بعد المرحلة الأولى من التطوير التي لا يمكننا في الوضع الحالي تتبع الأصل الجغرافي لها: (هالان تشيمي، كورتيك تيبي، غوركوتيبي)، شهدت المنطقة التطور للمواقع القروية الأكبر حجمًا: (نيفالي جوري، كافر هويوك، تشايونو)، بين نهاية العصر الحجري الحديث ما قبل الفخار أ وبداية العصر الحجري الحديث ما قبل الفخار ب ولوحظت أيضًا تغييرات معمارية في نهاية الفترة، حيث شهدت الانتقال من السكن الدائري إلى السكن رباعي الزوايا الأكثر تعقيدًا.
من وجهة نظر استراتيجيات الكفاف، تظل مجتمعات جنوب وشمال بلاد الشام مجموعات تعتمد على الصيد وجمع الثمار، ولكن من المعترف به بشكل متزايد أن الزراعة تطورت خلال هذه المرحلة، على الأقل منذ 9500 قبل الميلاد. وذلك على شكل تجارب أولى في تطوير زراعة الحبوب والبقوليات حقلياً وفي السيطرة على قطعان الحيوانات. وفي غياب التطور المورفولوجي للأفراد في عملية التدجين خلال هذه الفترة، لا بد من الاعتماد على دلائل غير مباشرة تشهد على تطور في عادات الجمع والتغذية لدى المجتمعات البشرية في بلاد الشام، مثل زياده مكانة الحبوب في النظام الغذائي، وكذلك وجود النباتات خارج بيئتها الطبيعية.
وتقع قبرص أيضًا ضمن أفق العصر الحجري الحديث ما قبل الفخار أ. تُعرف هذه المرحلة بمواقع أيا فارفارا-أسبروكريمنوس وأيوس تيخوناس كليموناس. ويركز الصيد في هذين الموقعين في المقام الأول على الخنازير البرية.
في الشرق يميز كوزلوفسكي بين كيانين: النمريكيون (في الجزيرة العراقية والجزيرة الشرقية)، والملفاتيان في (زاغروس الغربية). بالنسبة لآخرين فإن هذه الفترة تتوافق بالأحرى مع العصر الحجري القديم. على أية حال، فإن هذه الفترة التي هي جزء من استمرارية الزرزين معروفة ببضعة قرى مكونة من منازل دائرية شبه مدفونة:نمريك، قرميز ديري، مليفات. الأول يقع في المرتفعات ويبدو أكثر توجهاً نحو الصيد من الثاني الذي يقع في الأراضي المنخفضة.
في وسط زاغروس، لم يتم توثيق بداية الاستيطان بشكل جيد، على الرغم من تقدم ذلك من خلال العديد من الحفريات مثل: (شيخ آباد، آسياب، جوغا جولان). ولا نجد آثار إنشاءات مشابهة لتلك الموجودة في المناطق الغربية بالنسبة لأقدم مستويات هذه المواقع، والتي ربما لا تكون موائل دائمة. تعتمد سبل العيش على الصيد والجمع المتنوع مع اختلافات حسب الموقع (الحبوب البرية في تشوغا جالان، والمكسرات والفستق في شيخ آباد). ومن الممكن أن تكون الزراعة ما قبل المنزلية قد مورست في جوغا جولان منذ هذه الفترة، الأمر الذي من شأنه أن يمتد وجود المراكز الزراعية كثيرًا نحو الشرق.

## تأسيس أسلوب الحياة في العصر الحجري الحديث (حوالي 9000/8500-7000/6500 قبل الميلاد)

خريطة المواقع الرئيسية للعصر الحجري الحديث ما قبل الفخار ب.

تتوافق المرحلة التي تصل بالعصر الحجري الحديث إلى نهايته مع العصر الحجري الحديث ما قبل الفخار ب المتوسط والأخير. خلال هذه الفترة، انتشرت طريقة الحياة في العصر الحجري الحديث بسرعة في عدة مناطق. ومن الناحية المناخية، تتزامن هذه الفترة مع الفترة المناخية المثلى في بداية العصر الهولوسيني، الذي شهد تحسنا ملحوظا في المناخ، وبالتالي كانت فترة مواتية لتطور الزراعة.
يبدو أن شمال بلاد الشام هو المنطقة الأكثر نشاطاً خلال هذه الفترات، بينما في جنوب بلاد الشام تعد المرحلة القديمة من العصر الحجري الحديث ما قبل الفخار ب مرحلة غير معروفة، والتي يبدو أنها تشير إلى الانتعاش في متوسط العصر الحجري الحديث ما قبل الفخار ب. لكن العلاقات الثقافية بين هذه المناطق لا يعتقد أنها كانت غير متوازنة. على أية حال، خلال هذه المرحلة من الأفضل ملاحظة المميزات التي تشير إلى أن الشرق الأدنى شكل مجتمعًا ثقافيًا، ودمج وسط الأناضول وقبرص في هذه الفترة. إنها مرحلة زادت فيها التبادلات التجارية، كما يتضح من انتشار حجر السج المستخرج في وسط الأناضول، والتبادلات الثقافية، ولا شك أيضًا الحركات البشرية التي تساهم في انتشار أسلوب الحياة في العصر الحجري الحديث.
لعصر الحجري الحديث ما قبل الفخار ب، هي فترة تشكيل ونمو المجتمعات الزراعية. خلال هذه الفترة ظهرت أدلة على التدجين المورفولوجي للنباتات والحيوانات، بما في ذلك مؤشرات لا لبس فيها على ممارسة الزراعة وتربية الحيوانات. وتوجد هذه الدلالات للنباتات في عدة مناطق من الشرق الأدنى: (شمال الشام، الأناضول، جنوب الشام، قبرص، زاغروس) مما يدل بوضوح على حدوث عدة حلقات من التدجين في أماكن مختلفة. أما بالنسبة للحيوانات، فإن آثار التدجين توجد بشكل أكبر في منطقة شمال بلاد الشام وجنوب شرق الأناضول، بغض النظر عن تدجين الماعز الأخرى في جنوب الشام وفي زاغروس، وبخلاف هذا الأخير لم يُعثَر على أنواع مستأنسة من الحيوانات إلا في المناطق الأخرى بعد انتهاء العصر الحجري الحديث ما قبل الفخار ب.

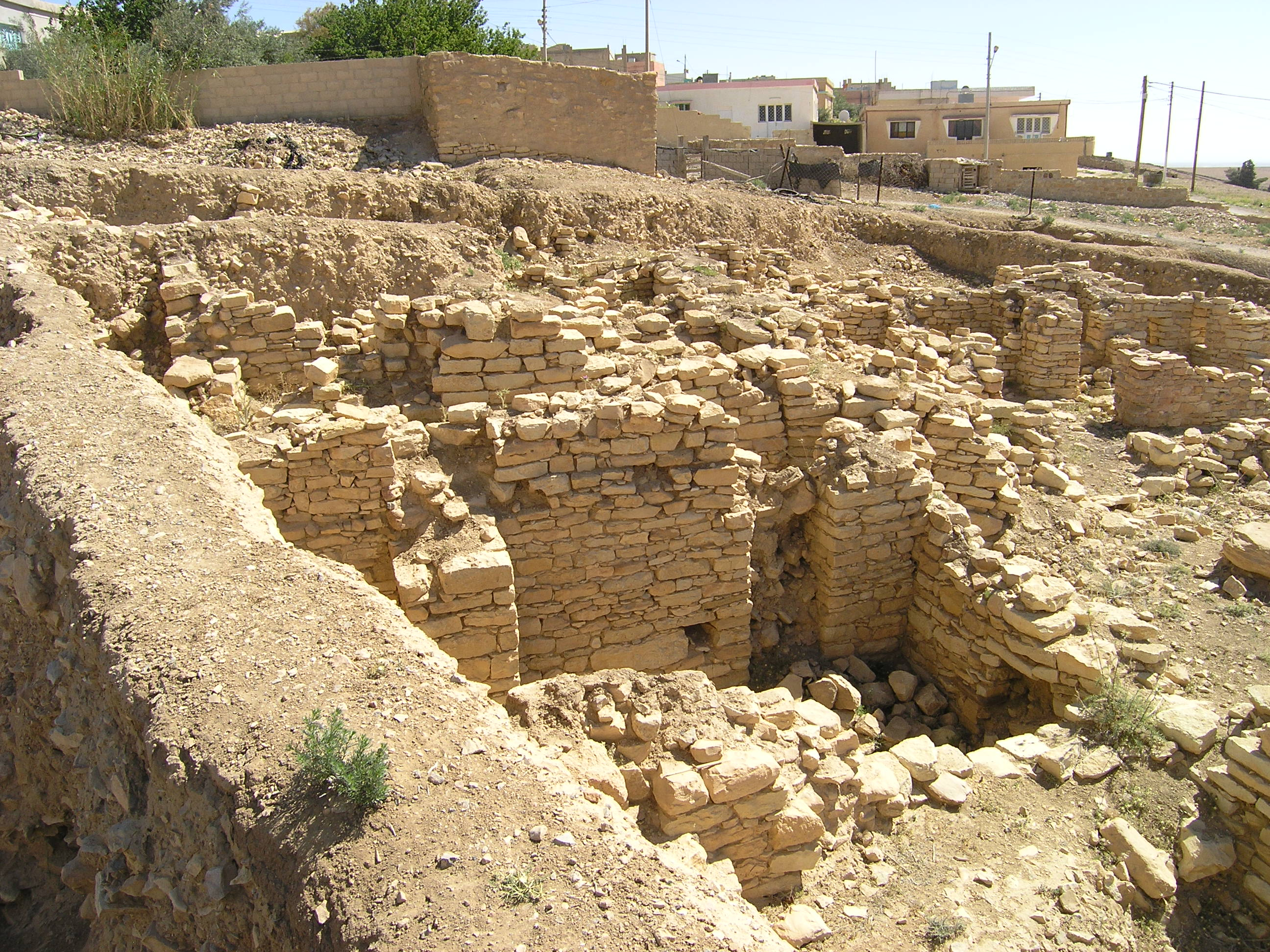
اطلال البسطة (الأردن).

تعتمد المستوطنة على شبكة من القرى الكبيرة التي تعمل كمركز للمجتمعات الزراعية الرعوية التي أصبحت أفضل تنظيماً بشكل متزايد وتعززها بلا شك طقوس تعمل على تأكيد هويتها ووحدتها. وفي جنوب بلاد الشام يلاحظ تطور المناطق الداخلية، في حين أصبح الساحل أقل ازدحاماً مما كان عليه في الماضي. وتزايد عدد السكان المستقرين في ممر الأردن وفي شرق الأردن، وشكلت قرى كبيرة تبلغ مساحتها أكثر من 10 هكتار (الميجالوكو، عين غزال مثلاً). كما توجد مواقع مهمة في شمال بلاد الشام مثل: (تل أبو هريرة). ثم أصبح المسكن مستطيل الشكل، مع تعقيد مخططات المساكن. واصل جيرانهم في جنوب شرق الأناضول، وأولهم تشايونو، تجاربهم المعمارية من خلال اعتماد خطط معقدة بشكل متزايد وكذلك تخطيط الإسكان.
يتم تمثيل العصر الحجري الحديث ما قبل الفخار ب في قبرص بصورة ملحوظة من خلال موقع شيلوروكامبوس على الساحل الجنوبي، وميلوثكيا في الجنوب الشرقي وأكانثو في الشمال. وشهدت هذه الفترة بوضوح وصول المستوطنين الذين جلبوا أسلوب الحياة في العصر الحجري الحديث إلى المنطقة، حيث كانت الثقافة قريبة جدًا من ثقافة شمال بلاد الشام بحيواناتها ونباتاتها المستأنسة، على الرغم من وجود خصوصيات محلية مثل الهندسة المعمارية الدائرية للمساكن. ربما حدثت تجارب ما قبل الاستيطان في وقت سابق على الجزيرة، ولكن هذا الموضوع محل نقاش.
شهدت الأناضول الوسطى تطورًا في نمط الحياة المستقر خلال هذه الفترة، لا سيما في سهل قونية مع موقعي أشيكلي هويوك وبونجوكلو، بالقرب من مواقع استخراج حجر السج في غولو داغ (كالتيبي)، والتي يبدو أن صادراتها لعبت دورًا مهمًا في التنمية. من مميزات معالم العصر الحجري الحديث في المنطقة. يعد جان حسن ‏ الثالث إلى الجنوب موقعًا بارزًا آخر من تلك الفترة. ويبدو أن زراعة الحبوب كانت موجودة هناك منذ حوالي عام 8300 قبل الميلاد. ويبدو أن تطور التربية جاء فيما بعد.
في شرق بلاد ما بين النهرين العليا الوضع غير مفهوم ; تم التخلي عن المواقع القديمة في المرحلة الأولى من الفترة (نمريك، كرمز ديري) ولكن ظهر موقع آخر: ماغزاليا، حيث نلاحظ اعتماد العمارة المستطيلة، التي تم إجراؤها هنا في وقت لاحق عنها في الغرب.
في وسط زاغروس، تُعرف عدة مواقع من هذه الفترة (غانج داره، جاني، تيبي غوران، تيبي عبد الحسين)، والتي شهدت زيادة في الاستقرار مع الهندسة المعمارية الدائمة، وبداية اقتصاد العصر الحجري الحديث مع ظهور النباتات والحيوانات الأليفة، على الرغم من أن أسلوب الحياة ظل يعتمد جزئيًا على الصيد والتنقل. ثم في النصف الثاني من الألفية الثامنة قبل الميلاد. بدأ أسلوب الحياة في العصر الحجري الحديث بغزو الهضبة الإيرانية ويمتد نحو جنوب زاغروس (علي كوش ‏ في سهل ده لوران، وتشوغا بونوت ‏ في سوسيانا)، وشرقًا في فارس وكرمان (تيبي رحمت آباد وتل أتاشي)، وباتجاه إلبرز (سانغ تشخماق).
وفي جنوب بلاد الشام، وفي شمال سوريا، وفي جنوب شرق ووسط الأناضول، وأيضًا في زاغروس، ترافقت نهاية العصر الحجري الحديث ما قبل الفخار ب في (حوالي 7000 قبل الميلاد.)، وفقًا للرأي المنتشر على نطاق واسع. بمرحلة ارتداد ملحوظة للغاية، يشار إليها أحيانًا باسم انهيار العصر الحجري الحديث (الفجوة الفلسطينية في جنوب بلاد الشام)، وتتميز بتقليص حجم المواقع أو هجرها، حتى لو كانت الاستمرارية واضحة في العديد من المواقع. تبع ذلك تغيرات ثقافية كبيرة، وكان انتشار الفخار هو الأكثر أهمية، ولكن أيضًا في مختلف مجالات الهندسة المعمارية والاستيطانية. يقترح البعض النظر إليها على أنها نتيجة لتغير المناخ، أو الضغط الديموغرافي الكبير الذي يؤدي إلى الصراعات، أو حتى الأوبئة، أو القليل من كل شيء في نفس الوقت. ويمكن أيضًا أن تكون فترة تغييرات في التنظيم الاجتماعي وأسلوب الحياة، مما يؤدي إلى إعادة تنظيم السكان.
وفي جنوب بلاد الشام، يستمر العصر الحجري الحديث ما قبل الفخاري حتى حوالي 6400 قبل الميلاد. وهي مرحلة تسمى نهائي العصر الحجري الحديث ما قبل الفخار أو العصر الحجري الحديث ما قبل السيراميك، والمعروفة خاصة في عين غزال (حيث لا تظهر الفجوة مع الفترة السابقة)، وكذلك في عتليت يام على الساحل.

## العصر الحجري الحديث المتأخر (حوالي 7000/6400-5300/4500 قبل الميلاد)

خريطة المواقع الرئيسية في العصر الحجري الحديث المتأخر المذكورة في المقال.

يقع الجزء الثاني من العصر الحجري الحديث في الشرق الأدنى، والمسمى بالعصر الحجري الحديث الفخاري، أو العصر الحجري الحديث المتأخر بين ثورة العصر الحجري الحديث والثورة الحضرية، وقد جذب اهتمامًا أقل بكثير. وكما يشير الاسم الأول، وعلى عكس المراحل السابقة، فإن بداية هذه الفترة تؤرخ بظهور الفخار خلال النصف الأول من الألفية السابعة قبل الميلاد، بكميات مختلفة حسب المنطقة. يمكن التعرف بسهولة على هذا التغيير في المواقع المحفورة، لكنه لم يتضمن تغييرات كبيرة في أسلوب الحياة في العصر الحجري الحديث. من وجهة نظر منهجية، يتم تحديد ثقافات هذه الفترة في المقام الأول من خلال أنواع الفخار الخاصة بها، والتي يتم تسميتها عمومًا على اسم الموقع أو المنطقة التي تم تحديدها فيها.
من الناحية الجيوثقافية، يمكن أن تتميز هذه الفترة بزحف المناطق الدافعة من الجزء الشامي، نحو سهل بلاد ما بين النهرين حيث تبدأ عملية التعقيد التي تؤدي بعد بضعة آلاف من السنين إلى ظهور الثورة الحضرية.
تقع نهاية العصر الحجري الحديث، والذي يليه العصر النحاسي (عصر النحاس)، على حدود زمنية مختلفة حسب المنطقة، وهذا لا يعكس بالضرورة التطورات المادية بل يعكس مواقف المؤلفين. يؤدي هذا في بعض الأحيان إلى إنشاء اختلافات كبيرة جدًا بالنسبة للبعض، يستمر العصر الحجري الحديث في جنوب بلاد الشام حتى 4500 قبل الميلاد. بينما ينتهي العصر الحجري الحديث في سوريا وبلاد الرافدين العليا في حوالي 5500/5200 ق.م. (انتقال بين حلف- عبيد) إن لم يكن قبل ذلك.

### جنوب بلاد الشام

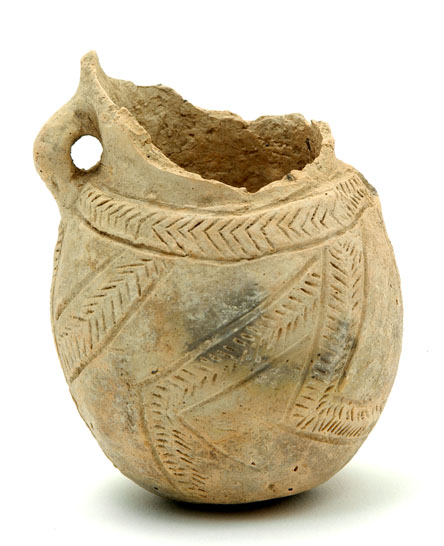
فخار اليرموكين من شعار هجولان.

يقدم العصر الحجري الحديث الفخاري الأول في جنوب بلاد الشام العديد من سمات الاستمرارية مع المراحل الأخيرة من العصر الحجري الحديث ما قبل الفخار ب، باستثناء مظهر الفخار.
الفترة الفخارية الأولى في الجزء الغربي هي فترة اليرموكين في (حوالي 6400-5800 ق.م.)، والتي تمتد أيضًا إلى الأردن (عين غزال) وحتى لبنان (جبيل). موقعها الرئيسي هو شعار هجولان في وادي الأردن الأوسط، ويغطي حوالي 20 هكتارًا، وله شوارع ومنازل ذات أفنية كبير. ضهرت فيه الأعمال الفخارية بأشكال متنوعة وبفن غني جدًا، ومنها: (تماثيل نسائية من الطين، وتماثيل صغيرة على الحجارة، مع اختلافات إقليمية). وتشهد ثقافات إقليمية الأخرى هذا الفن مثل: حضارة أريحا التاسعة (اللودين) في منخفضات يهودا، وحضارة نزانيم في السهل الساحلي الجنوبي.
ويقول البعض إن العصر الحجري الحديث في جنوب بلاد الشام استمر حتى 5000 ق.م. (ومنها ثقافة وادي رباح) حتى 4500 ق.م. (بما في ذلك القطيفية أيضًا)، ويعتبرها الآخرون بأنها فترات العصر النحاسي المبكر والأوسط، وربما يمكن التوفيق بين المواقف من خلال الحديث عن الانتقال بين العصر الحجري الحديث والعصر النحاسي. ثقافة وادي رباح التي خلفت اليرموكين مستوحاة إلى حد كبير من أنواع الفخار الحلفي، ربما ينبغي أن يُنظر إليها على أنها نتاج الهجرات من الشمال. ثم يأتي القطيفية في الجزء الجنوبي (شمال النقب)، التي لم تسفر مواقعها إلا عن القليل من الهندسة المعمارية المعمرة، ولا شك أن العديد منها عبارة عن معسكرات موسمية للمربين، وثقافة ذات اقتصاد زراعي رعوي لم يتم ذكر اسمها في الشمال، والمعروفة على وجه الخصوص بموقع تل الصافي.

### شمال الشام وسوريا وثقافة حلف

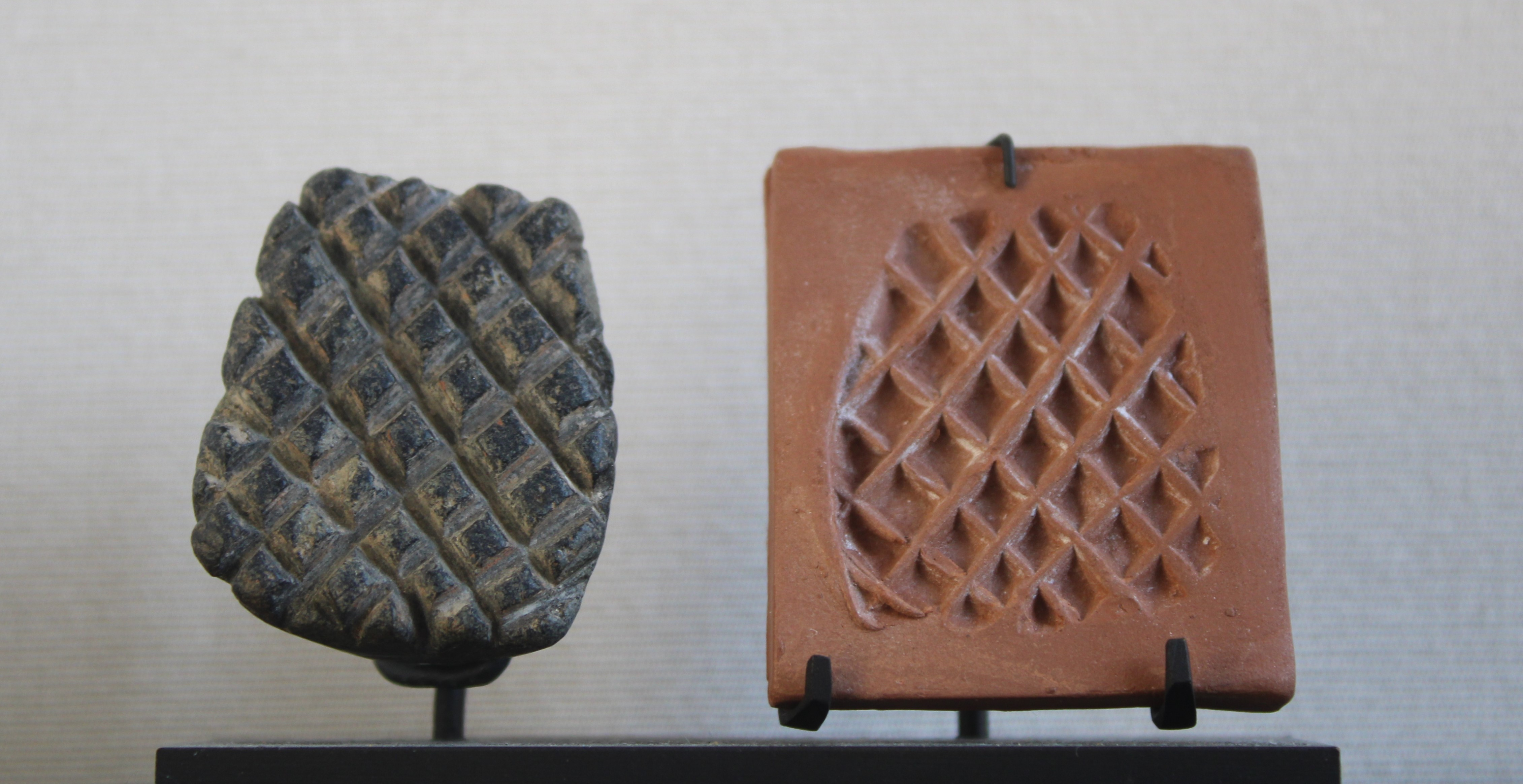
ختم من أعمال العصر الحجري الحديث في رأس شمرا. متحف اللوفر.

على ساحل شمال بلاد الشام وشرق سوريا، لا تزال عدة مواقع مأهولة بالسكان في بداية العصر الحجري الحديث الفخاري، مثل تل الخرق، فقط أوغاريت يمثل مرحلة توقف. تظهر مواقع جديدة في المنطقة جبيل، تل سوكاس، حماة، الشير وغيرها، وتشير المسوحات في البقاع إلى عدد كبير من المواقع في تلك الفترة. في الفرات الأوسط، تم هجر المريبط، لكن أبو هريرة وتل حالولة ‏ ومزرعة طليلات لا تزال مستيطنة. وبالتالي فإن هجر الماوقع في نهاية العصر الحجري الحديث ما قبل الفخار ب ليس واضحًا جدًا. ومع ذلك، تم التخلي عن المواقع في نهاية وبداية الألفية السادسة قبل الميلاد، لكن التسلسل الزمني لهذه المنطقة لا يزال ضعيفًا إلى حد ما، مما يشكل عائقًا أمام الفهم الكامل لتطور السكان خلال نهاية العصر الحجري الحديث.

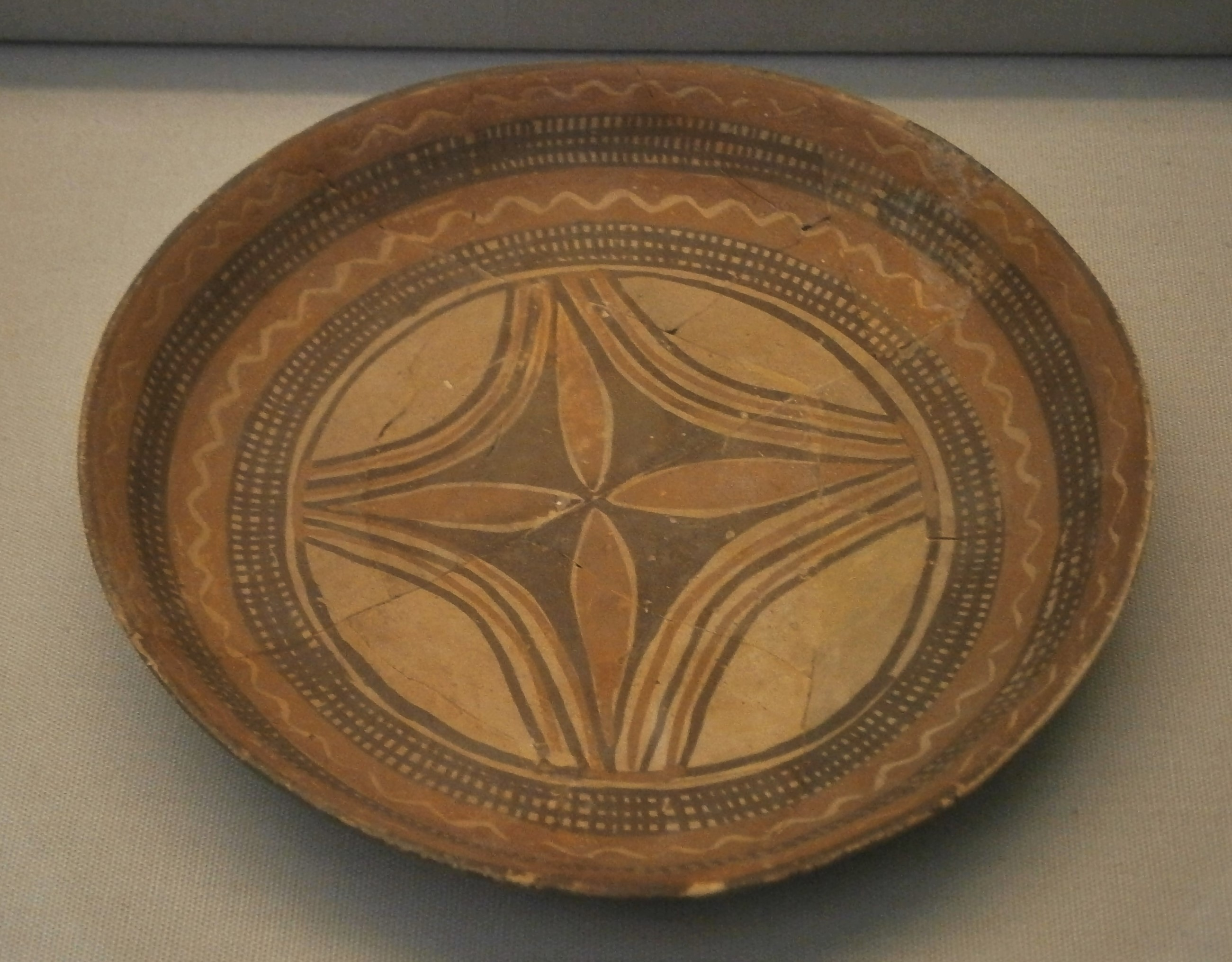
طبق ذو زخارف ملونة، حلف الحديث (حوالي 5600-5200 قبل الميلاد)، تل الأربجية. المتحف البريطاني.

ثم تبدأ فترة توسع ثقافة حلف، المتمركزة في بلاد ما بين النهرين العليا. إن ظهور الفخار في المنطقة موثق بشكل جيد في تل صبي أبيض، في حوض البليخ، حوالي 7000 ق.م. وهي الفترة التي تتوافق مع بروتو حلف. ظهرت ثقافة حلف نفسها بعد تغيرات نهاية الألفية السابعة قبل الميلاد، وتتميز بمبانيها الدائرية (التي تسمى تولوي)، وهي مباني جماعية تحتوي على عدة غرف تستخدم بلا شك كأماكن للتخزين، وفخارها المطلي بالألوان الثنائية والمتعددة الألوان، ولكنها تشهد أيضًا تطورات ملحوظة أخرى مثل ظهور الأختام، التي تشهد على تنظيم اقتصادي أكثر تقدما، والدوران المغزلي الذي يمكن أن يعكس طفرة في أنشطة النسيج. يبدو أن موطن الجزيرة خلال هذه الفترة كان متقلب للغاية، حيث كانت معظم المواقع صغيرة ومدة الاستيطان محدودة. حتى منتصف الألفية السادسة قبل الميلاد. توجد ثقافة حلف في شمال العراق (تل أربجية، يريم تيبي الثاني) حيث خلفت تقليد سامراء، في الفرات الأوسط (شمش الدين، تل العمارنة، كوسك الشمالي) وجوانب من حضارتها. توجد الثقافة المادية غرب النهر، وفي الوديان العالية في جنوب شرق الأناضول في عدة مواقع مثل سامسات، وتل إدليس، وإلى الشمال في تيبيسيك (مكاراز تيبي)، تولينتيبي، كوروكوتيبي، وإلى الشرق دومزتيبي وهي الأكثر شهرة في هذه الفترة وكانت بلا شك مركزا رئيسيا لهذه الثقافة. ويعتبر أوزدوغان أن هذه المنطقة هي الأكثر انتعاشا بين أفق حلف. لكن أصل ثقافة حلف لا يزال محل جدل، ويبدو أن تقاليدها الفخارية تأتي أكثر من شمال بلاد ما بين النهرين.

### قبرص

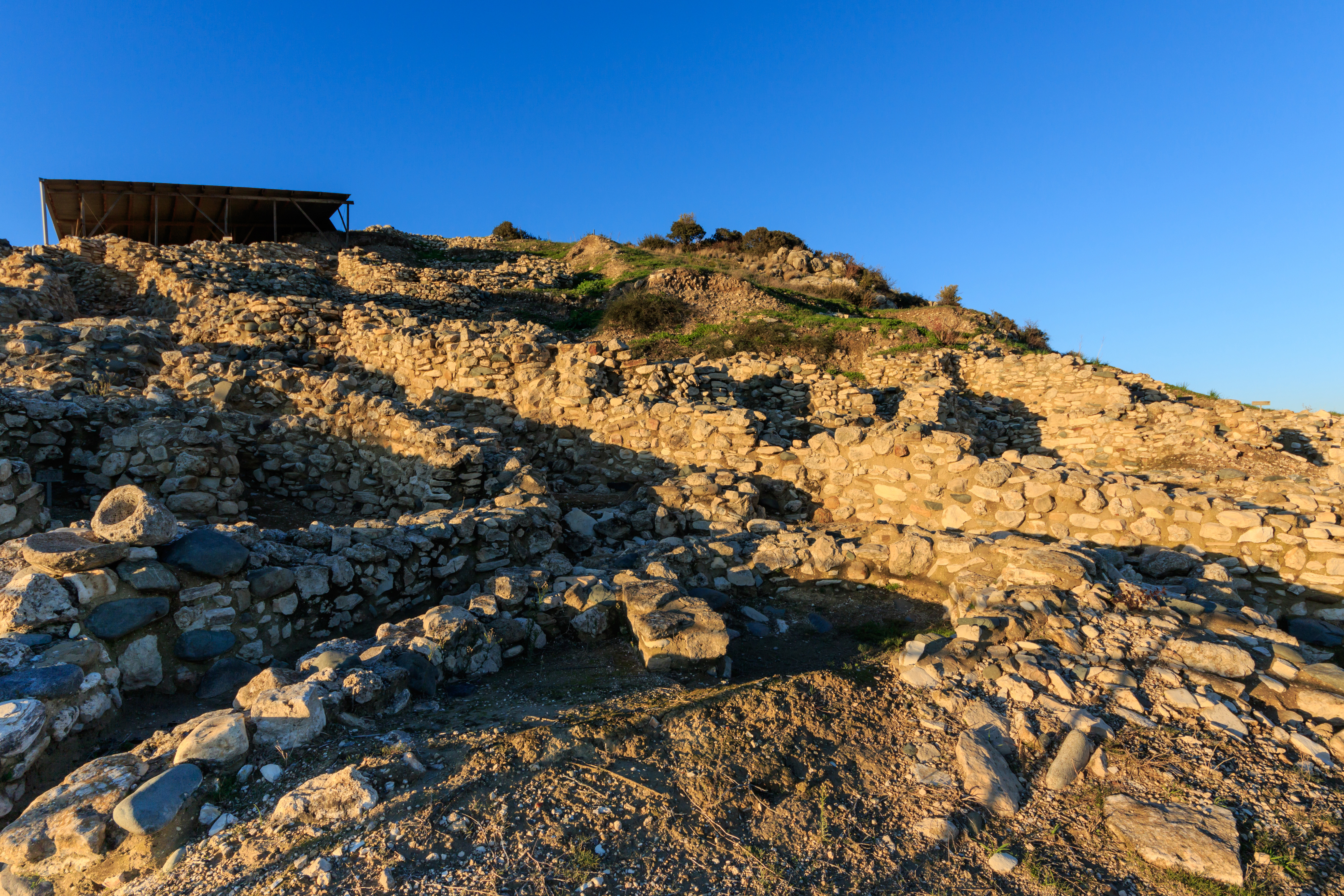
موقع خيروكيتيا.

في قبرص لا يزال الموقع النوعي في القرن السابع قبل الميلاد ما قبل الفخار. هو خيروكيتيا، الواقع على الساحل الجنوبي للجزيرة، وهو الأكبر في تلك الفترة. أما المواقع الأخرى فهي قرى صغيرة دائمة: (تينتا، ترولي، كاستروس) ومواقع موسمية: (أورتوس، دالي، كاتاليونداس). يتم إنشاء هذه المباني عمومًا في المواقع التي توفر الحماية الطبيعية، مثل رعن خيروكيتيا، محاطًا بتعرجات النهر، وهو جدار يكمل الحاجز الطبيعي، يوضح هذا البناء تنظيمًا أكثر تقدمًا في هذا الموقع مقارنة ببقية الجزيرة. ومع ذلك، يبدو أن السلامة تؤخذ في الاعتبار في كل مكان تقريبًا. الاقتصاد زراعي رعوي، يكمله صيد الغزلان وصيد الأسماك. تتوقف هذه المرحلة فجأة حوالي عام 5500 قبل الميلاد. ولم يعثر على أي آثار للاستيطان في الجزيرة خلال القرون التالية. ولا تزال أسباب هذا الانهيار غير واضحة. وبعد توقف دام نحو ألف عام، تشكلت ثقافة سوثيرا، وظهر معها الفخار في الجزيرة، في أجزائها المختلفة. يمكن اعتبار هذه المرحلة بمثابة العصر الحجري الحديث المتأخر. يتكون الموطن من قرى تقع على النتوءات الساحلية أو الداخلية، ويشبه اقتصادها اقتصاد الفترة السابقة، مع إضافة استغلال الأشجار المثمرة (التين، الزيتون) والكروم.

### الأناضول
كان جنوب شرق الأناضول يقع في هذه الأوقات في أفق بلاد ما بين النهرين. ويشهد وسط الأناضول ظهور العديد من المواقع، مثل هاجيلار وأربابا في منطقة بحيرات بيسيدية، وسوبيردي وخاصة كاتال هويوك في سهل قونية، والذي يأخذ الاستمرارية من بونجوكلو وأشيكلي هويوك. وهو الموقع الأكثر شهرة في تلك الفترة، بمنازله الغنية بالزخارف (الجداريات، والقرنان، والتماثيل الصغيرة)، والتي ربما لا ينبغي تحديدها على أنها معابد. لقد أصبح الاقتصاد الزراعي الرعوي في هذه الفترة راسخًا في المنطقة. وانتشرت صناعة الفخار الأول أحادي اللون بشكل متزامن، وهو موجود بلا شك منذ نهاية الألفية السابعة قبل الميلاد في وسط الأناضول. ولذلك تشهد هذه المرحلة ترسيخ ونمو العصر الحجري الحديث الأناضولي، وأيضا التوسع نحو الغرب والشمال الغربي، حيث يتم تحديد مواقع العصر الحجري الحديث على شواطئ بحر إيجه وبحر مرمرة (منطقة ثقافة فيكيرتيبي) سيكون قبل كل شيء نتاج الهجرات. ومن ناحية أخرى، لا تعرف مواقع العصر الحجري الحديث في شمال الأناضول، إما لأن نمط الحياة المستقر لم يتطور، أو لأنه لم يتم تحديدها بعد. منذ القرون الأخيرة من الألفية الخامسة قبل الميلاد تم تطوير الفخار الملون، والذي كان في بعض الأحيان ذو جودة عالية. استمر توسع أسلوب الحياة في العصر الحجري الحديث في الغرب، حتى فترة التمزق حوالي 6000-5800 قبل الميلاد. لوحظت في معظم هضبة الأناضول، وتتميز خصوصًا بانتشار فخار جديد، داكن ومصقول بزخارف محفورة أو مضلعة ولم يتم تحديد أصل هذه الظاهرة.

### صعود بلاد ما بين النهرين

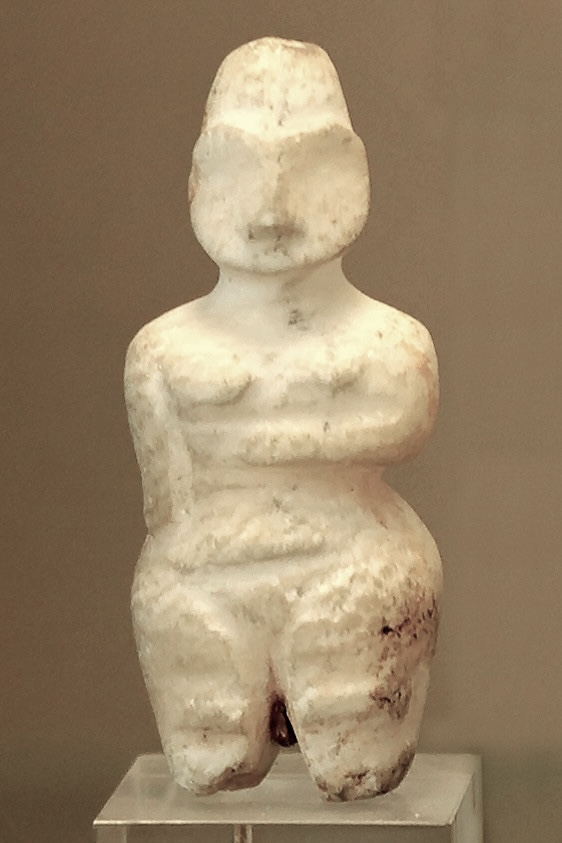
تمثال نسائي من المرمر، تل الصوان، فترة سامراء. متحف اللوفر.

في السهل الغريني لبلاد ما بين النهرين، من المحتمل أنه لا يمكن الوصول إلى العديد من المواقع من العصر الحجري الحديث لأنها تقع بالقرب من الأنهار (وهي محاور استيطان رئيسية) ولكنها مدفونة تحت رواسب الأنهار، أو لأنها كانت مأهولة بالسكان في فترات تاريخية وأن علماء الآثار عملوا بشكل أساسي على اكتشافها (وهذا هو الحال في نينوى، حيث كشفت المسوحات عن وجود استيطان لها في النصف الثاني من الألفية السابعة قبل الميلاد). ونتيجة لذلك، اشتهرت بهذه الفترة بعض القرى والتي كانت مهجورة منذ العصر الحجري الحديث، والتي تكون عمومًا بعيدة عن الأنهار الرئيسية.
أول ثقافة فخارية في شمال بلاد ما بين النهرين هي ثقافة حسونة، وقد سبقتها مرحلة حسونة البدائية أو حسونة القديمة، أو أم الدباغية (حوالي 7000-6500 ق.م. فخار مزخرف بزخارف بسيطة مطلية باللون الأحمر) شهد في يريم تيبي، بقرص، أم الدباغية، وكذلك في تل الصوان في وسط بلاد ما بين النهرين ويوجد أيضًا في الجزيرة السورية. تشهد مواقع فترة حسونة، والتي تمتد تقريبًا إلى النصف الثاني من الألفية السابعة قبل الميلاد (حسونة، يريم تيبي، تلول الثلاثات)، رؤية تصميمًا أكثر تعقيدًا للمنازل، وظهور الحظائر الجماعية. وتلاها فترة سامراء (حوالي 6200-5700 ق.م.)، والتي تميزت بالفخار الملون، وخاصة في وسط بلاد ما بين النهرين، في تل الصوان وتشوغا مامي. ويعتبر الفخار الملون الخاص بهم تطوراً عن الفخار الذي كان موجوداً في الفترة السابقة، ويوجد حتى في الجزيرة السورية. ويرى ظهور المنازل ذات المخططات الثلاثية، وقنوات الري الأولى، في حين أن استخدام الأختام والتفاوتات الأكثر وضوحًا التي لوحظت في مقبرة تل الصوان يبدو أنها تنطوي على تعقيد اجتماعي فيما يتعلق بالمرحلة السابقة. واستمر هذا الاتجاه في الألفية السادسة قبل الميلاد، عندما تم تضمين بلاد ما بين النهرين العليا في ثقافة حلف المذكورة سابقًا (تل أرباخية، يريم تيبي الثاني).
أقدم موقع معروف في جنوب بلاد ما بين النهرين هو تل العويلي، الذي كان مأهولاً بالسكان منذ نهاية الألفية السابعة قبل الميلاد، ويتميز بهندسة معمارية متقنة للغاية، بما في ذلك مخزن حبوب بمساحة 80 مترًا مربعًا ومنازل تصل مساحتها إلى 240 مترًا مربعًا، وممارسة الزراعة المروية، وهي ضرورية في هذه المنطقة التي لا تتلقى ما يكفي من الأمطار لنمو النباتات المزروعة هناك، دون مدخلات صناعية. يبقى السؤال حول ما إذا كانت هذه المنطقة مأهولة بالسكان خلال هذه الفترة فقط أو ما إذا كانت شهدت سكانًا مستقرين سابقًا دون إجابة، حيث أن جغرافيتها لها تاريخ مضطرب خصوصًا. كان ساحل الخليج الفارسي أكثر انخفاضاً مما هو عليه اليوم خلال بداية العصر الحجري الحديث، لذلك لم تعد المناطق الجافة موجودة، ثم شهدت زيادة بعد ذوبان الجليد في بداية العصر الهولوسيني، حيث وصل ارتفاعها إلى أعلى من الساحل الحالي الذي غمر مهن سابقة قبل أن يعود من الألفية الرابعة قبل الميلاد تحت تأثير الرواسب التي تنقلها الأنهار والتي بدورها دفنت المهن السابقة. كما هو الحال حاليًا، لم يتم اكتشاف أي فخار قبل فترة ما بعد سامراء في مواقع بلاد ما بين النهرين السفلى، ولكن ضهرت أدوات حجرية مشابهة لتلك الموجودة في العصر الحجري الحديث ما قبل الفخار ب في مواقع على أطراف الصحراء الغربية. على أية حال، فإن هذه المنطقة هي المكان الذي نشأت فيه المجموعات الثقافية النحاسية الأكثر تأثيرًا في الشرق الأوسط، ثقافتا العبيد والأوروك، اللتان تقودان عملية التحضر وظهور الدولة، والتي تمثل نهاية عصور ما قبل التاريخ وبداية التاريخ.

### زاغروس والهضبة الإيرانية

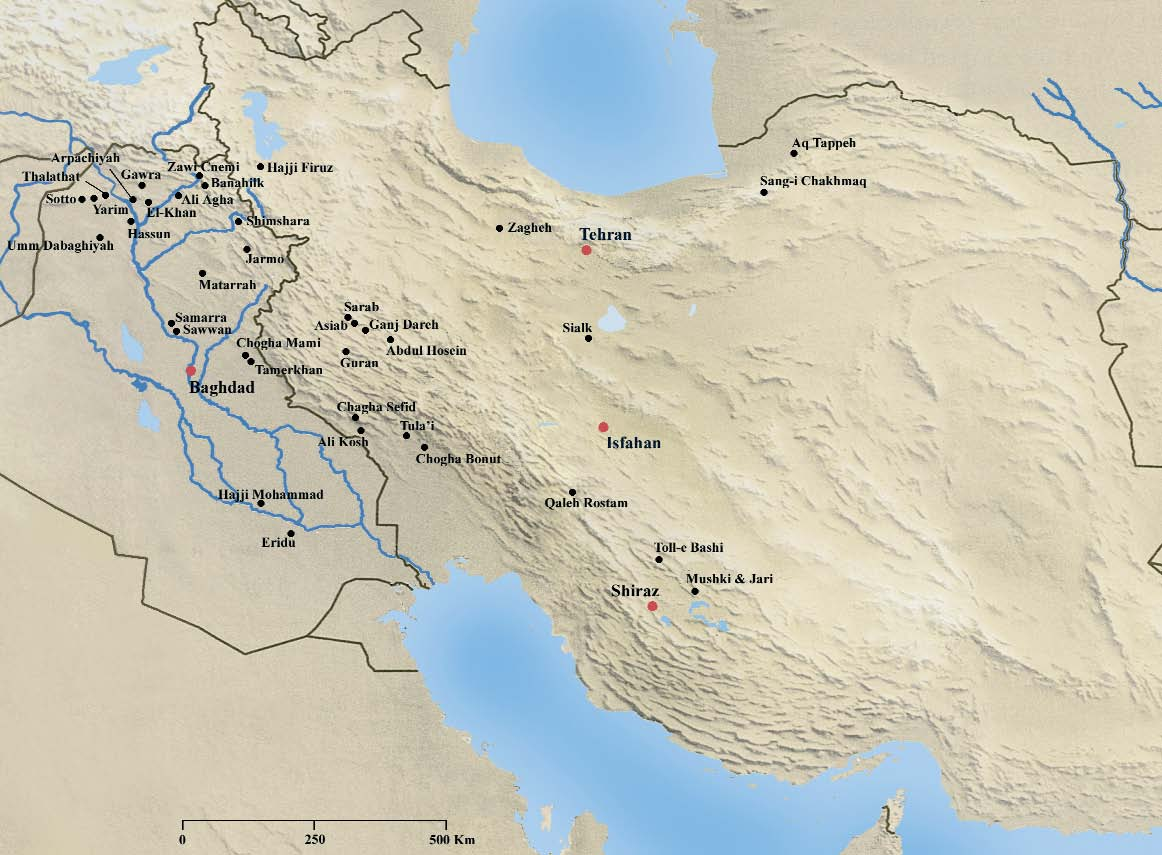
خريطة المواقع الرئيسية في العصر الحجري الحديث في زاغروس والهضبة الإيرانية.

بعد مرحلة هجر المواقع الأثرية القديمة التي تمثل بداية الألفية السابعة قبل الميلاد، نشاء نوع جديد من المستوطنات في زاغروس. تشهد بعض المواقع على الانتقال بين العصر الحجري الحديث وما قبل الفخار غانج داره، تيبي عبد الحسين، تيبي غوران في الوديان العليا، شوغا بونوت ‏ وجوغا جولان في المناطق السفلى. والبعض الآخر جديد: جرمو في وادي جمجمال (العراق)، وسراب وسياهب في ماهيدشت، وجغا مش في سوسيان. كان توسع أسلوب الحياة في العصر الحجري الحديث أكثر وضوحًا في الألفية السادسة قبل الميلاد، مع ظهور العديد من المواقع في مناطق مختلفة كانت بالفعل جزئيًا من العصر الحجري الحديث، مثل: فارس وكرمان (تل موشكي وتل جاري ثم تيبي يحيى) وأيضًا في مناطق جديدة مثل بحيرة أورميا (حاجي فيروز) والهضبة الوسطى (تيبي سيالك نورد)، وسهل طهران (جشمه علي)، من ناحية أخرى، فإن المواقع الواقعة في جنوب بحر قزوين لها ارتباطات بثقافة جيتون في تركمانستان، وهي أول ثقافة من العصر الحجري الحديث في آسيا الوسطى. ومن غير المستغرب، في ضوء الامتداد الجغرافي، أن تكون أنواع الفخار في العصر الحجري الحديث الإيراني المتأخر متنوعة جدًا بينما تقدم أساسًا مشتركًا.اقتصاد العصر الحجري الحديث موجود في كل مكان، مع الحبوب والبقوليات، خاصة تربية الماعز والأغنام، لكن الصيد يظل مهمًا في أماكن معينة (الغزال والهيميون والأرخص في سوسيانا).

## التوطين والتدجين والابتكارات التقنية

### السكان والموائل: المستوطنة والقرى الأولى

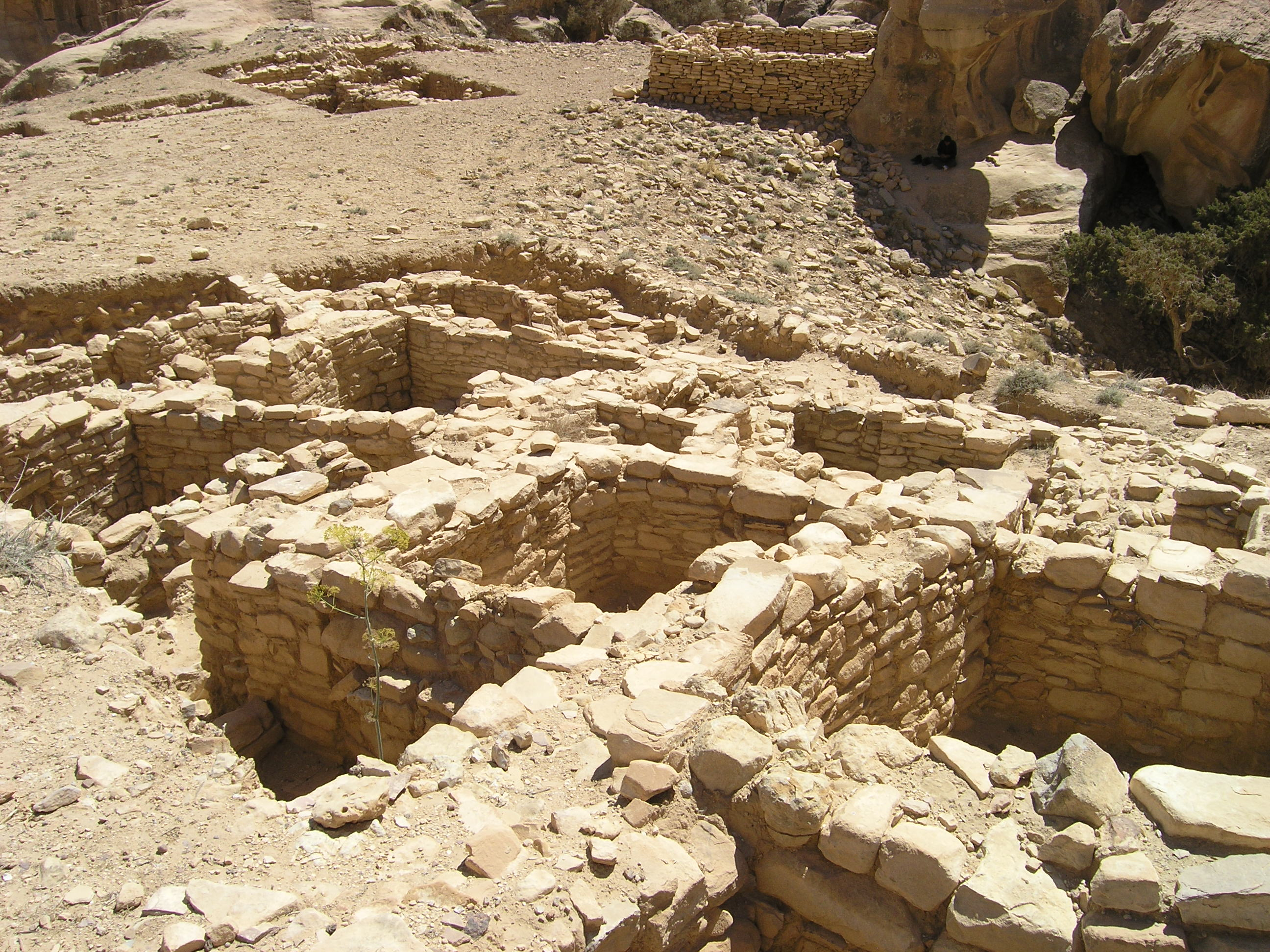
أنقاض إنشاءات موقع البعجة في الأردن من العصر الحجري الحديث ما قبل الفخار ب.

يمكن الكشف عن هذه الظاهرة من خلال مجموعة من القرائن: الهندسة المعمارية الدائمة مع إعادة البناء، والصوامع، والأثاث الثقيل، والأشياء الحجرية المصقولة، تراكم بقايا المواد، دراسة مواسم ذبح الحيوانات المستهلكة والتي يجب أن تغطي العام بأكمله، وجود المقابر القريبة، كما أن وجود الحيوانات المتعايشة مع البشر (الفأر المنزلي والعصفور) تنجذب إلى بقايا الطعام التي يتركها الإنسان. والسؤال المطروح هو ما إذا كان من المناسب الحديث عن نمط الحياة المستقر عندما يعيش مجتمع ما دون انقطاع في موقع ما، أو ما إذا كان يكفي أن تقيم غالبية المجموعة في نفس المكان على أساس سنوي بينما يستمر الباقي في التنقل موسميا. في الواقع، خلال هذه الفترات تكون الحدود بين التنقل والاستقرار مسامية ويمكن تحديد المجموعات البشرية التي يتعايش فيها الاثنان. وتؤدي هذه الظاهرة تدريجياً إلى تغييرات كبيرة في المجتمعات المعنية: التغير في إيقاع الأنشطة، والتكاثر، والغذاء، وتقسيم العمل، وشبكات التبادل، وكذلك الأمراض، والمعتقدات.

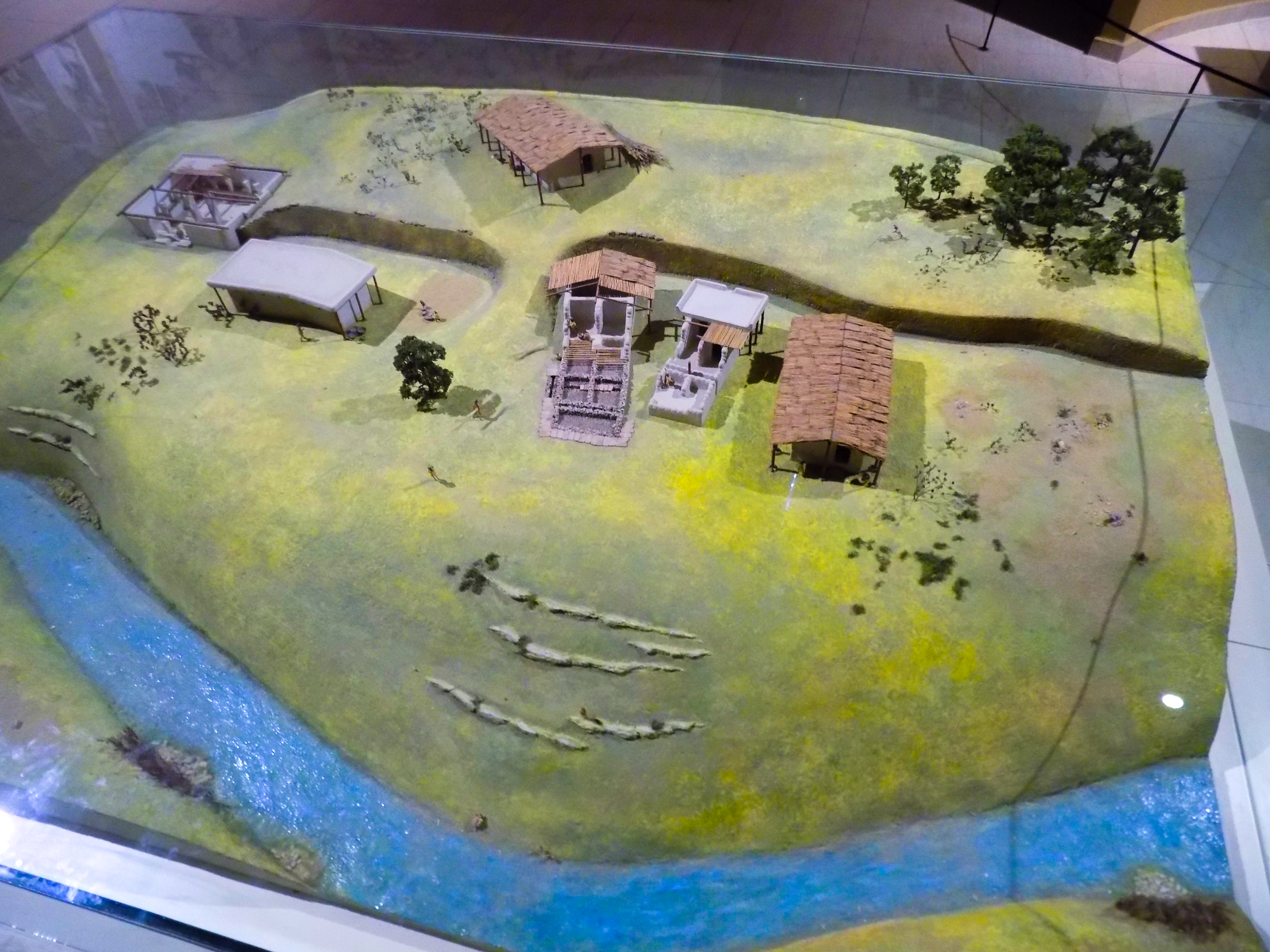
نموذج لموقع نيفالي جوري في متحف شانلي أورفا الأثري

تم الكشف عن بداية الظاهرة في جنوب بلاد الشام، خلال العصر النطوفي المبكر، المرحلة الأخيرة من العصر الحجري القديم، والتي تمتد من حوالي 12500 إلى 11500 قبل الميلاد. ويرى ظهور القرى الأولى التي تبدو مستيطنة بشكل دائم، والمكونة من مباني صغيرة مستديرة (الملاحة، الهيونيم، وادي الحمة 27). ومع ذلك، لا تزال المجموعات البشرية تتميز بقدر كبير من الحركة، حيث أنها تشغل أيضًا معسكرات مؤقتة، والتي تكون بمثابة محطات للصيد أو التجمع. وخلال الجزء الثاني من الفترة النطوفية المتأخرة، من حوالي 11500 إلى 10000 ق.م. تراجعت الاستقرارية كثيرًا في جنوب بلاد الشام، بينما توطدت شمالاً في منطقة الفرات الأوسط (مريبط، أبو هريرة). وترتبط هذه التقلبات جزئيًا على الأقل بالتغيرات المناخية، حيث يتزامن ظهور نمط الحياة المستقر مع انخفاض درجة حرارة بولينج - ألرود، في حين حدث انخفاضه أثناء تبريد درياس الأخيرة. لكن العلاقات بين هذه الظواهر لاتزال محل نقاش. ازداد نمط الحياة المستقر خلال العصر التالي، العصر الحجري الحديث ما قبل الفخار أ (حوالي 10000-9000 قبل الميلاد)، والذي شهد توحيد المجتمعات القروية في بلاد الشام (أريحا، المريبط، الجرف الأحمر، إلخ.) وتوسعها إلى المناطق المجاورة، وخاصة في جنوب شرق الأناضول (كايونو، هالان تشيمي، كورتيك تيبي)، وأعالي بلاد ما بين النهرين (نمريك، كرمز ديري، مليفات). المرحلة التالية، العصر الحجري الحديث ما قبل الفخار ب (حوالي 9000-7000/6400 قبل الميلاد)، دامت هذه الظاهرة على الرغم من النكسات وتشهد ظهور مواقع كبيرة (عين غزال وبسطة في الأردن، وأبو هريرة وحلولة في سوريا). ظهرت بعد ذلك إنشاءات من نوع جديد، غير محلية، تشبه المباني المجتمعية، والتي لا بد أن تكون لها أغراض طقسية. في بعض الأحيان تكون مواقع كاملة يبدو أن لها طقوسًا، وأشهر حالة هي موقع غوبيكلي تيبي، في جنوب شرق الأناضول.

تتميز قرى العصر الحجري الحديث بملامح مختلفة حسب المكان والزمان. بعضها يغطي أقل من هكتار، والبعض الآخر يصل إلى خمسة عشر. تميل المساحات إلى الزيادة بمرور الوقت، ويمكن إنشاء تسلسلات هرمية بين المدن في بعض الأماكن، حول القرى الكبيرة (ولكن ليس المدن بالمعنى الدقيق للكلمة). يمكن لمساحة القرية، التي تشغلها المنازل بشكل أساسي، أن تشمل أيضًا مساحات فارغة، تستخدم كأماكن لتلبية الاحتياجات الجماعية، وجدران وسدود وقائية، ومباني للاستخدام المجتمعي، سواء كانت أماكن للاجتماعات أو للعبادة أو للتخزين.

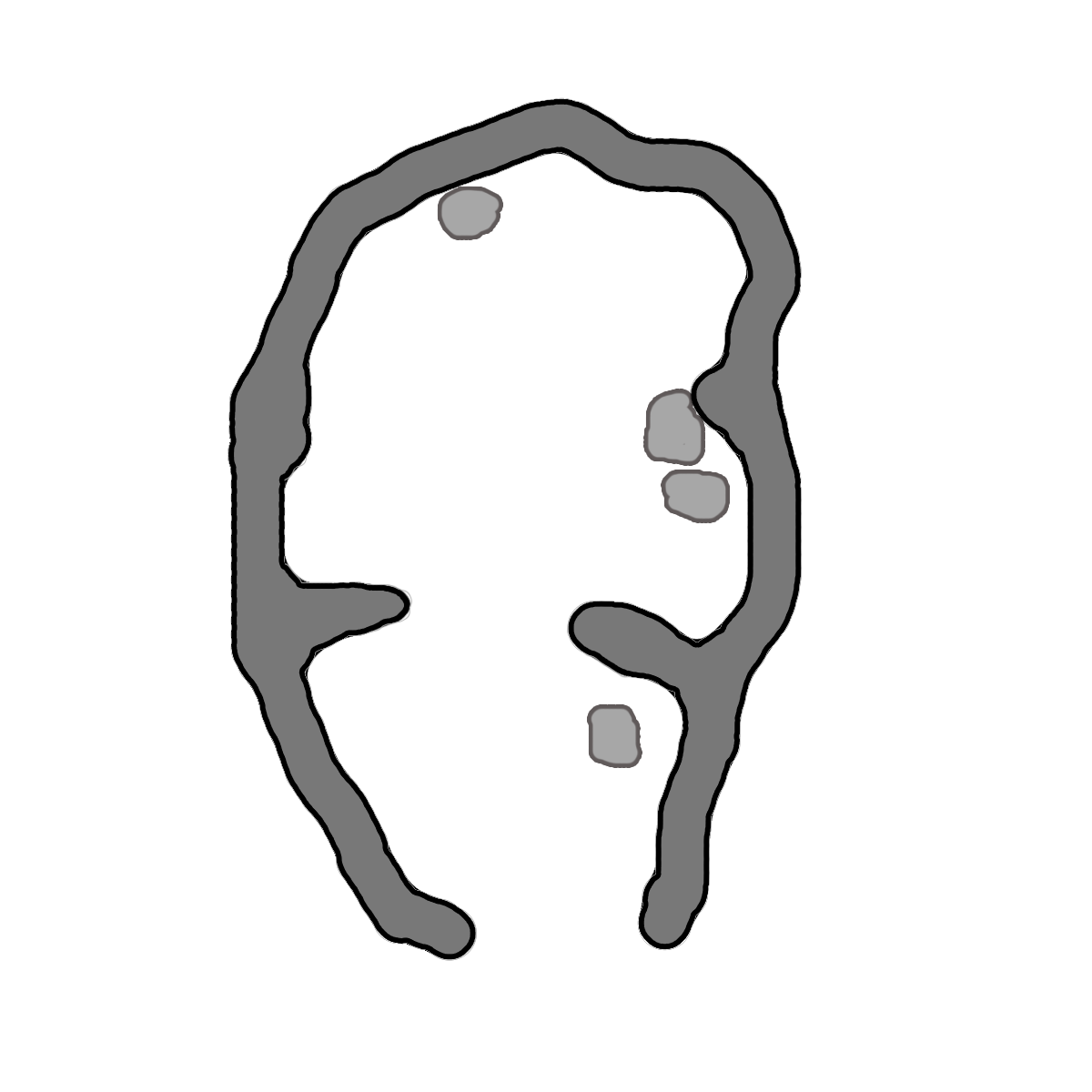
مخطط لمنزل دائري نموذجي مع مدافئ داخلية، يعود إلى العصر الحجري الحديث ما قبل الفخار أ .
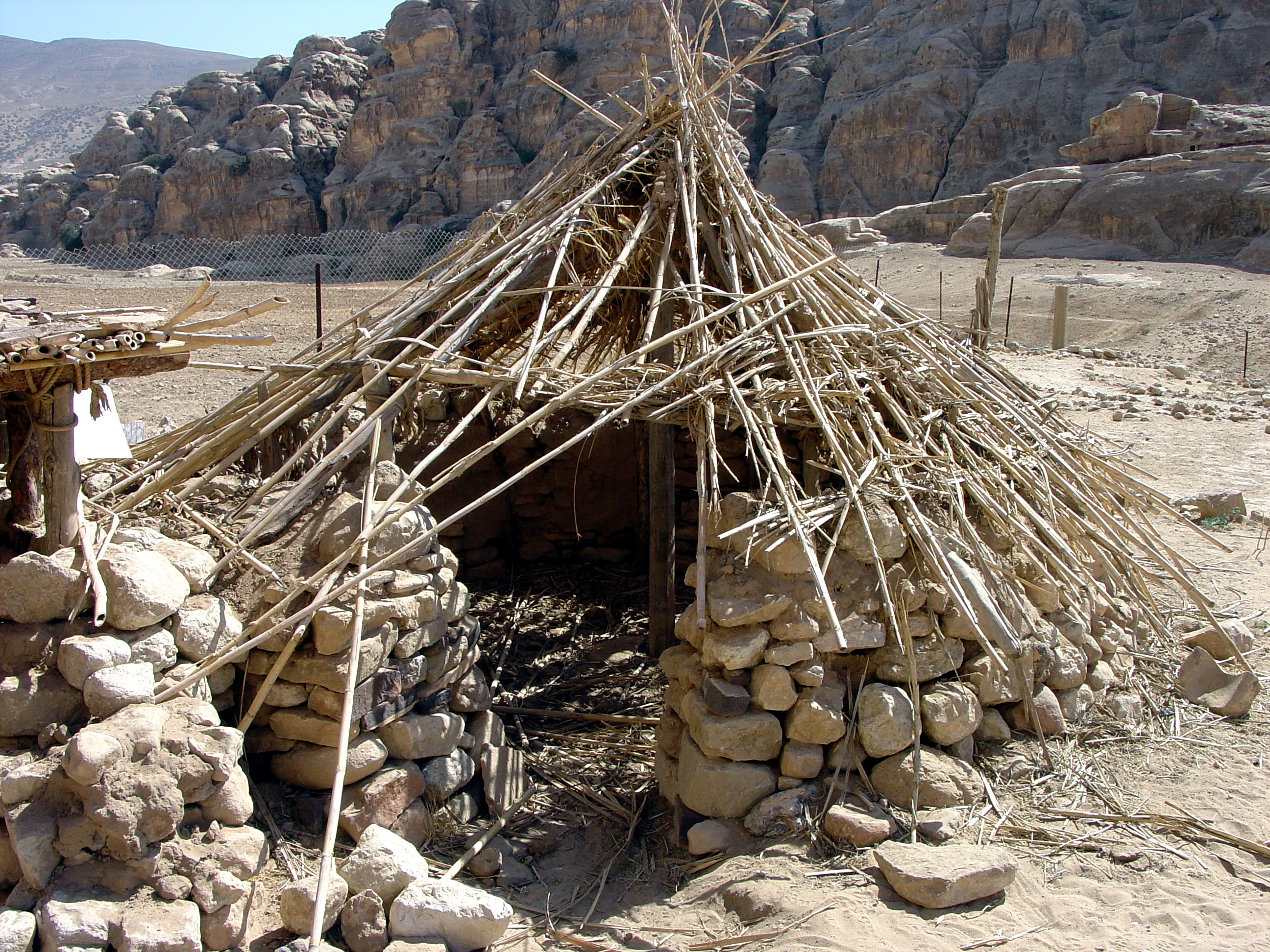
إعادة بناء منزل دائري شبه مدفون من بداية العصر الحجري الحديث ما قبل الفخار ب، في البيضاء، الأردن.
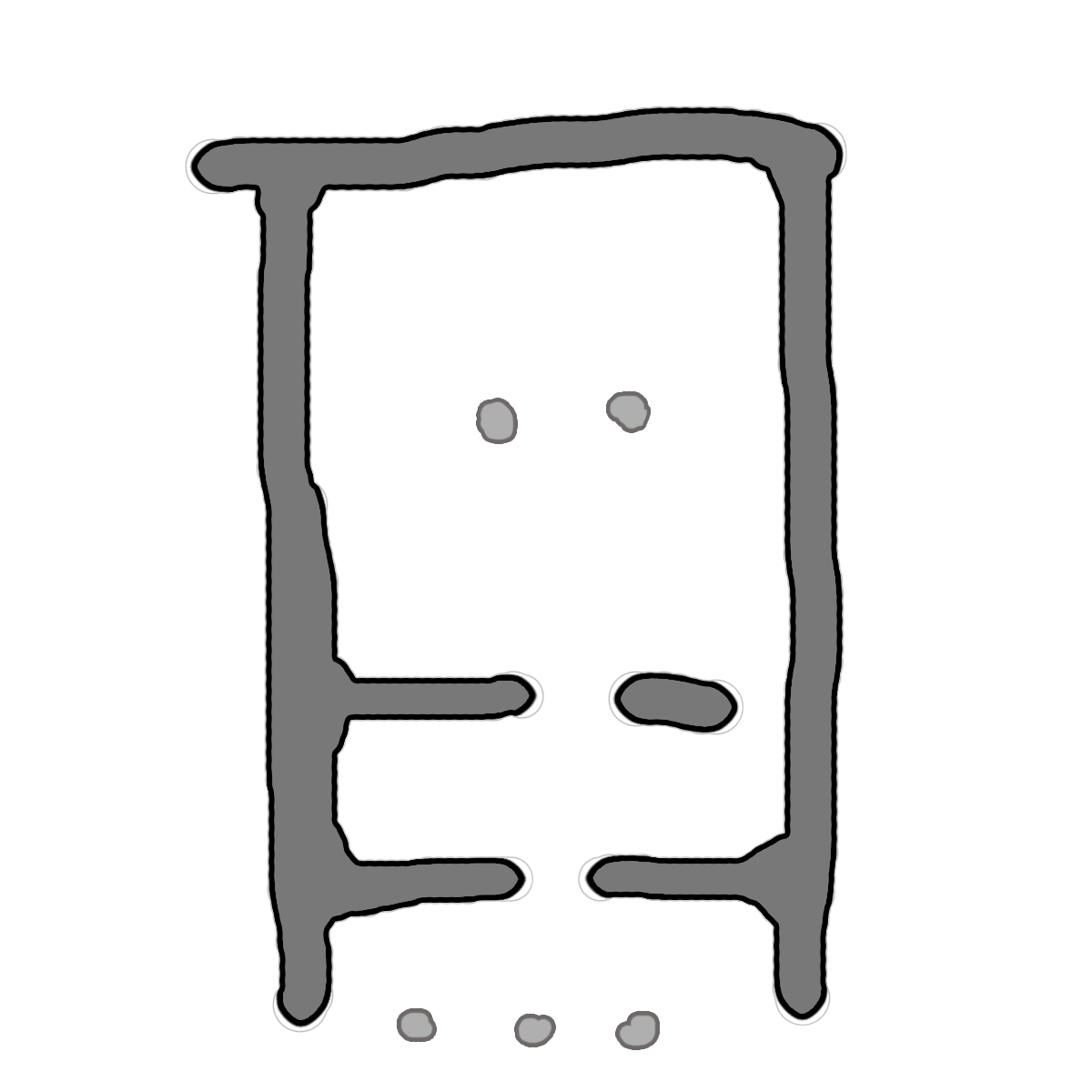
مخطط منزل مستطيل بسيط من العصر الحجري الحديث ما قبل الفخار ب في جنوب بلاد الشام (أريحا).
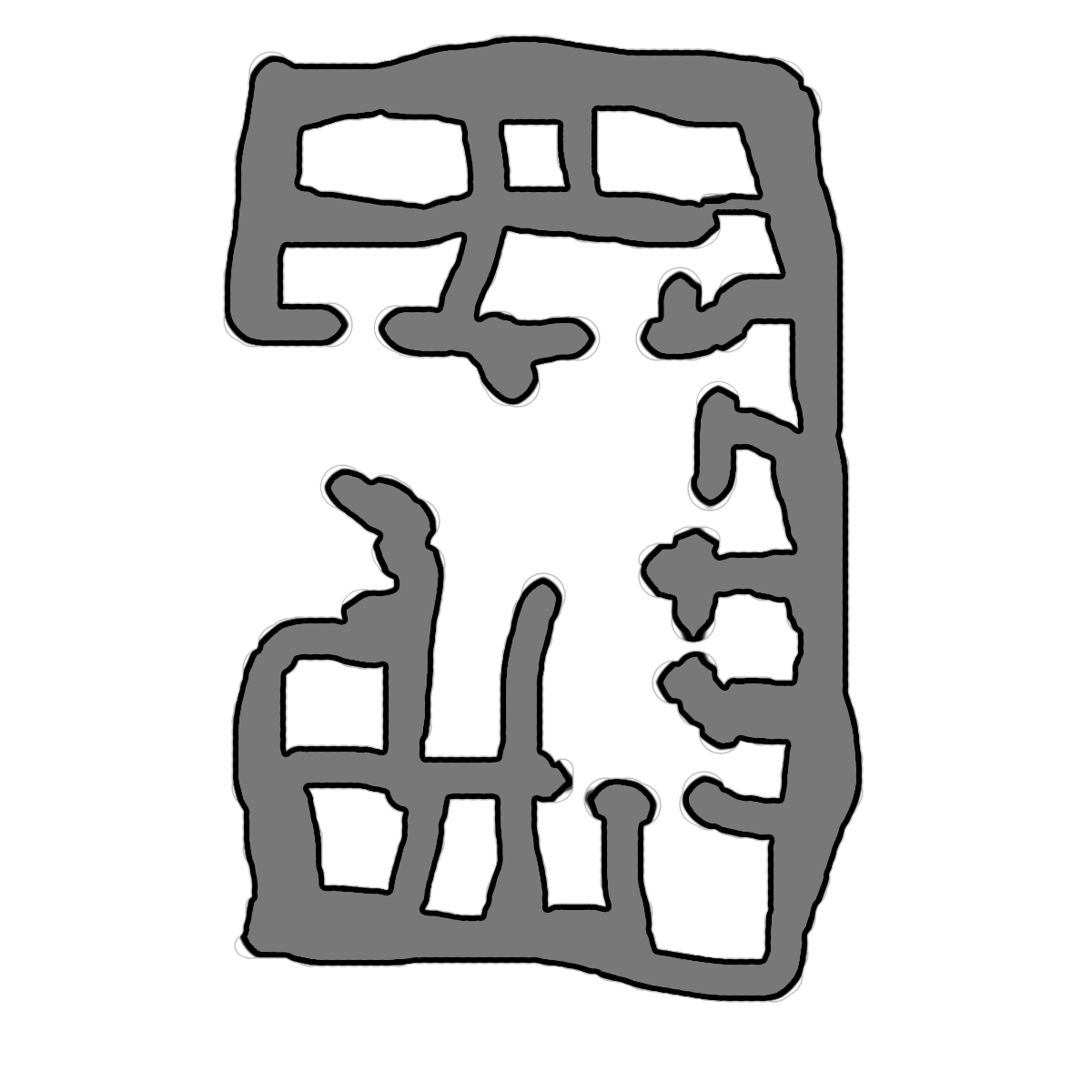
مخطط فناء منزل من العصر الحجري الحديث ما قبل الفخار ب في جنوب بلاد الشام (بسطة).
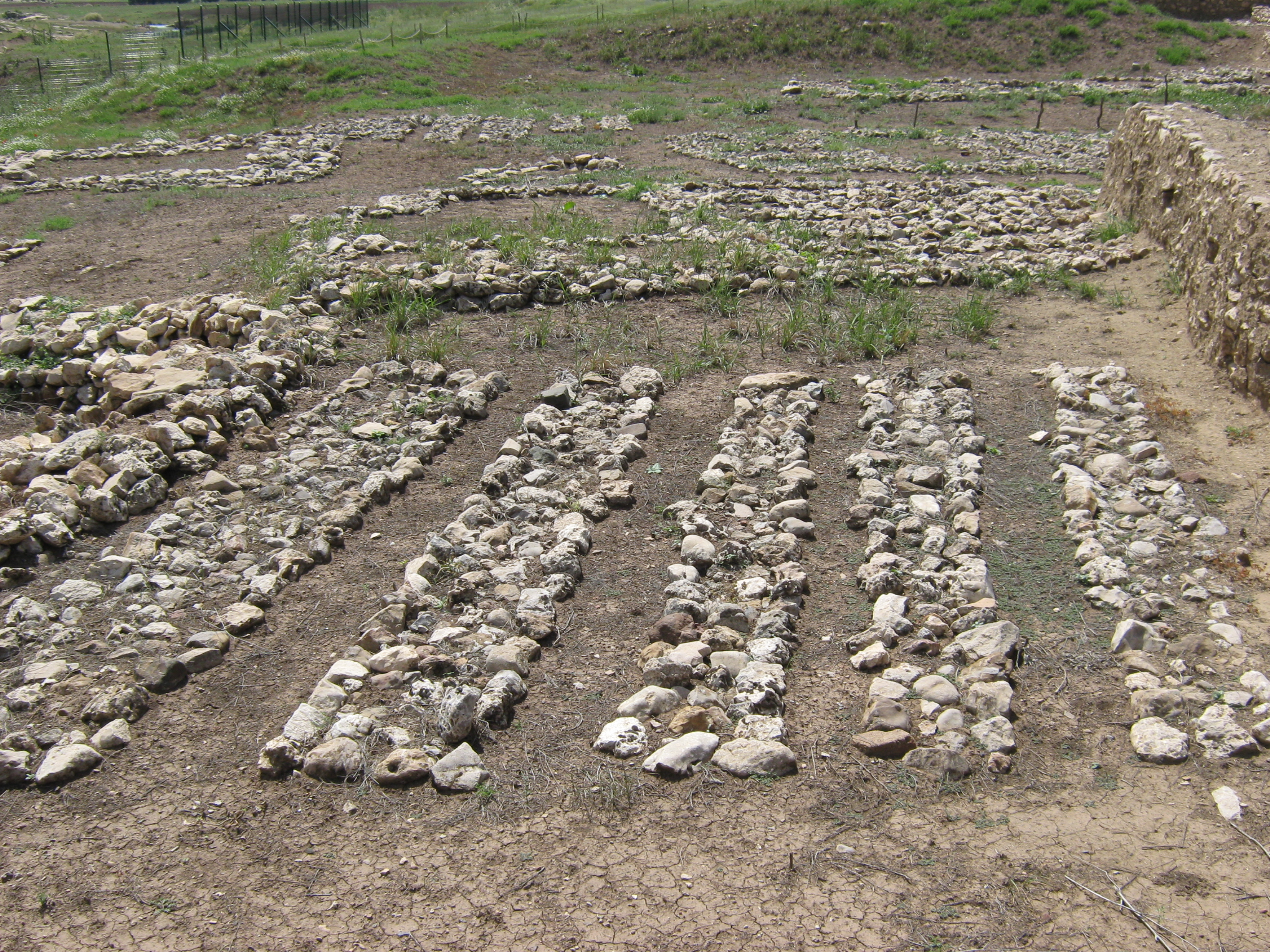
الطابق السفلي لمنزل في تشايونو.
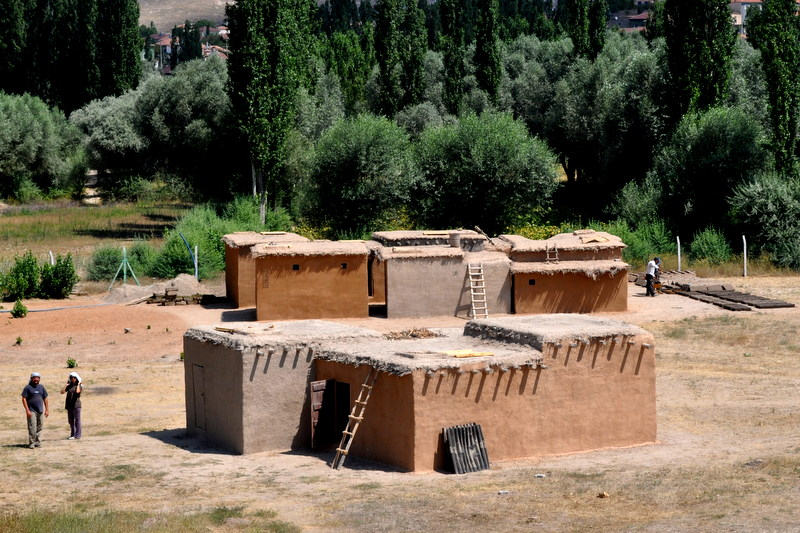
إعادة بناء منازل مستطيل الشكل من العصر الحجري الحديث في أسيكلي هويوك في وسط الأناضول.

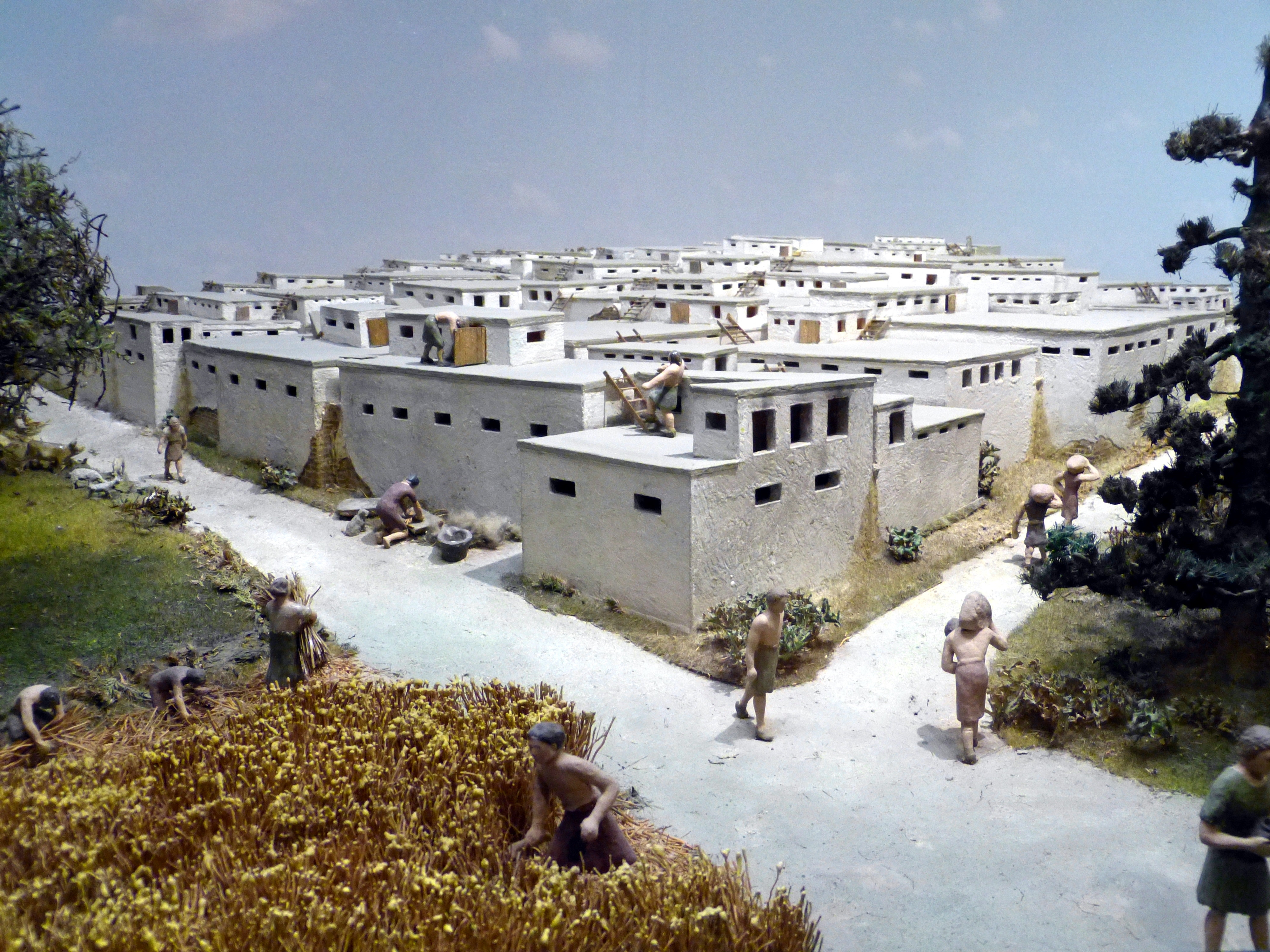
نموذج لموقع جاتال هويوك، متحف تورينغن لما قبل التاريخ

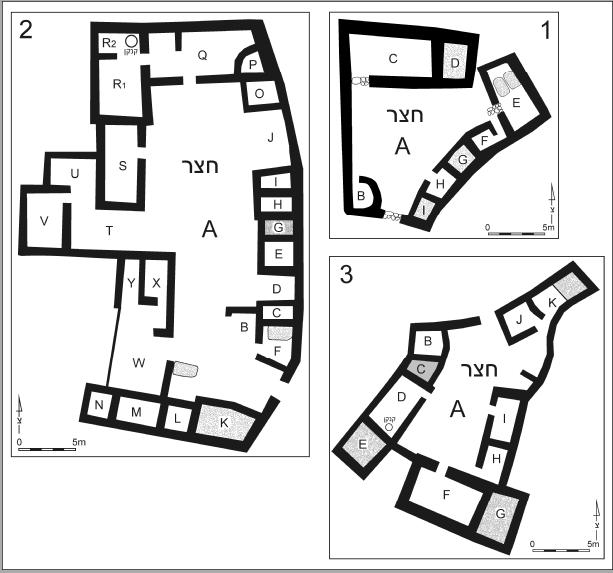
مخطط الإقامة في فناء شعار هجولان.

تظهر المنازل خلال المراحل الأولى من العصر الحجري الحديث على شكل منازل مستديرة شبه مدفونة. من 8500 قبل الميلاد. ويظهر نموذج البيت المستطيل أولاً في شمال بلاد الشام، ثم في المناطق المجاورة. ويرافق هذا التطور تطور الطوب، وعلى نطاق أوسع، تقنيات البناء. تم تطوير أنواع مختلفة من مخططات المنازل اعتمادًا على المنطقة في جميع أنحاء العصر الحجري الحديث ما قبل الفخار ب، مما أدى في بعض الأحيان إلى تكوينات معقدة ومساكن أكبر، مكونة أيضًا من طابق واحد. ويعكس هذا التطور المعماري الطويل تحول المنزل إلى مساحة منزلية حقيقية، مجهزة بغرف يبدو أحيانًا أنها مخصصة لوظائف محددة. ويصبح تعبيراً عن مجموعة عائلية معينة ومكان حياتها المميز، (الموطن).
لا يزال العصر الحجري الحديث الفخاري يحتوي على مواقع مهمة: تشاتال هويوك (وسط الأناضول) احتلت حوالي 13,5 هكتار، مع كثافة سكانية عالية جدًا تتكون من منازل يمكن الوصول إليها من خلال السقف، ويمكن تقدير عدد سكانها تقريبًا بحوالي 3 500 أو حتى 8000 نسمة. شعار هجولان (جنوب بلاد الشام) هو موقع تبلغ مساحته حوالي 20 هكتارًا ويضم شبكة من الشوارع التي تفصل بين المباني السكنية الكبيرة. تتجاوز مساحة دومزتبه في أواخر أفق حلف (حوالي 5500 قبل الميلاد) 20 هكتارًا وتضم ربما 1500 إلى 2000 نسمة. لكن موقعًا مثل تل أربجية (شمال بلاد ما بين النهرين) الذي يمتد في نفس الفترة تقريبًا على مساحة لا تزيد عن 1,5 هكتار يقدم خصائص معمارية (بناء جماعي) تجعله تجمعًا ذا أهمية إقليمية.

### فهرس المراجع
1. ↑  Tignor (2015), p. 23.
2. ↑  Lewin (2009), p. 250.
3. ↑  Armelagos (2014), p. 1330–1341.
4. ↑  Verhoeven (2011), p. 76.
5. ↑  Melinda A. Zeder (2009), p. 11-13.
6. ↑  Olivier (2015), p. 246-247.
7. ↑  Zeder (2011), p. 230.
8. ↑  Schmidt (2012), p. 150-159.
9. ↑  Dietrich (2012), p. 674-695.
10. ↑  Testart (2010), p. 324-399.
11. ↑  خطأ: يجب تحديد المؤلف الأول.
12. ↑  Verhoeven (2011), p. 76-77.
13. ↑  Verhoeven (2004-09), p. 179–282.
14. ↑  Çilingiroğlu (2005-12-31), p. 1–13.
15. ↑  Belfer-Cohen (2017), p. 627–638.
16. ↑  Özdoğan (2014), p. 33–49.
17. ↑  Aurenche (2013), p. 8-7.
18. ↑  Kozlowski (2015), p. 212.
19. ↑  Munro (2018), p. 60-48.
20. ↑  M. Verhoeven (2011), p. 75-87.
21. ↑  Aurenche (2013), p. 60-48.
22. ↑  Olivier (2015), p. 15.
23. ↑  Olivier (2015), p. 16.
24. ↑  Troin (2001), p. 334.
25. ↑  "معلومات عن الهلال الخصيب على موقع viaf.org". viaf.org. مؤرشف من الأصل في 2017-10-12.
26. ↑  "معلومات عن الهلال الخصيب على موقع enciclopedia.cat". enciclopedia.cat. مؤرشف من الأصل في 2016-08-10.
27. ↑  "معلومات عن الهلال الخصيب على موقع universalis.fr". universalis.fr. مؤرشف من الأصل في 2019-07-25.
28. 1 2  Aurenche & Kozlowski 2015، صفحة 190.
29. ↑  Belfer-Cohen, Anna; Goring-Morris, Nigel (2014). The Upper Palaeolithic and Earlier Epi-Palaeolithic of Western Asia (بالإنجليزية). Cambridge: Cambridge University Press. pp. 1381–1407. DOI:10.1017/CHO9781139017831. ISBN:9781139017831. Archived from the original on 2024-02-25.
30. 1 2  Killebrew, Ann E. (2013). Historical Geography of the Ancient Levant (بالإنجليزية). Oxford University Press. pp. 20–15. ISBN:9780191750120.
31. 1 2 3  Aurenche & Kozlowski 2015، صفحة 17.
32. ↑  (بالإنجليزية) Matthew Suriano, « Historical Geography of the Ancient Levant », dans Killebrew Steiner (dir.) 2013، صفحة 11-12
33. 1 2  Özdoğan 2014، صفحة 1508.
34. ↑  Aurenche & Kozlowski 2015، صفحة 18-19.
35. ↑  Aurenche & Kozlowski 2015، صفحة 19-20.
36. ↑  Aurenche & Kozlowski 2015، صفحة 20-22.
37. ↑  Aurenche & Kozlowski 2015، صفحة 22.
38. 1 2 3 4 5  Wilkinson، T. J. (14 أبريل 2012). "Introduction to Geography, Climate, Topography, and Hydrology". A Companion to the Archaeology of the Ancient Near East: 1–26. DOI:10.1002/9781444360790.ch1. مؤرشف من الأصل في 2024-04-02.
39. 1 2 3 4 5 6  Bar-Yosef 2014، صفحة 1411.
40. ↑  Gideon Hartman, Ofer Bar-Yosef, Alex Brittingham, Leore Grosman et Natalie D. Munro (2016). "Hunted gazelles evidence cooling, but not drying, during the Younger Dryas in the southern Levant". PNAS (بالإنجليزية). 113 (15): 3997–4002. DOI:10.1073/pnas.1519862113.{{استشهاد بدورية محكمة}}:  صيانة الاستشهاد: أسماء متعددة: قائمة المؤلفين (link)
41. ↑  Bar-Yosef 2014، صفحة 1411-1412.
42. ↑  (بالإنجليزية) Joan Oates, « Southern Mesopotamia », dans Potts (dir.) 2012، صفحة 476
43. 1 2  Simmons 2012، صفحة 129.
44. ↑  Zeder & Smith 2009، صفحة 682-683.
45. ↑  Bar-Yosef, Ofer (2011). "Climatic Fluctuations and Early Farming in West and East Asia". Current Anthropology (بالإنجليزية). 52 (S4): 175–193. Archived from the original on 2023-12-11. {{استشهاد بدورية محكمة}}: الوسيط غير المعروف |شهر= تم تجاهله يقترح استخدام |تاريخ= (help)
46. ↑  Bruce D. Smith et Melinda A. Zeder (2013). "The onset of the Anthropocene". Anthropocene (بالإنجليزية). 4: 8–13. DOI:10.1016/j.ancene.2013.05.001.
47. ↑  Erle C. Ellis, Jed O. Kaplan, Dorian Q. Fuller, Steve Vavrus, Kees Klein Goldewijk et Peter H. Verburg (2013). "Used planet: A global history". PNAS (بالإنجليزية). 110 (20): 7981–7982. DOI:10.1073/pnas.1217241110.{{استشهاد بدورية محكمة}}:  صيانة الاستشهاد: أسماء متعددة: قائمة المؤلفين (link)
48. 1 2 3 4  {{Chapitre}} : paramètre titre chapitre manquant, dans paramètre titre ouvrage manquantChapitreOuvrage
49. ↑  Aurenche, Kozlowski & Kozlowski 2013، صفحة 237-240.
50. ↑  Katherine I. (Karen) Wright (2014). "Domestication and inequality? Households, corporate groups and food processing tools at Neolithic Çatalhöyük". Journal of Anthropological Archaeology (بالإنجليزية). 33: 5 (table 1)..
51. ↑  (بالإنجليزية) A. Nigel Goring-Morris et Anna Belfer-Cohen, « The Upper Paleolithic and Earlier Epi-palaeolithic of Western Asia », dans Renfrew (dir.) 2014، صفحة 1391
52. ↑  « Instead, it marks a late stage or an end point in a much larger transformation in cultural dynamics that began during the Epipaleolithic. » : Munro & Grosman 2018، صفحة 60.
53. ↑  (بالإنجليزية) A. Nigel Goring-Morris et Anna Belfer-Cohen, « The Upper Paleolithic and Earlier Epi-palaeolithic of Western Asia », dans Renfrew (dir.) 2014، صفحة 1391-1393
54. ↑  Aurenche, Kozlowski & Kozlowski 2013، صفحة 17.
55. ↑  Simmons 2012، صفحة 129-130.
56. ↑  (بالإنجليزية) A. Nigel Goring-Morris et Anna Belfer-Cohen, « The Upper Paleolithic and Earlier Epi-palaeolithic of Western Asia », dans Renfrew (dir.) 2014، صفحة 1395
57. ↑  Aurenche, Kozlowski & Kozlowski 2013، صفحة 18.
58. 1 2  (بالإنجليزية) A. Nigel Goring-Morris et Anna Belfer-Cohen, « The Upper Paleolithic and Earlier Epi-palaeolithic of Western Asia », dans Renfrew (dir.) 2014، صفحة 1393
59. ↑  Goring-Morris & Belfer-Cohen 2011a، صفحة 198-200.
60. ↑  Helwing 2014، صفحة 332-333.
61. ↑  Helwing 2014، صفحة 334-336.
62. ↑  Theresa Howard Carter (1972). "The Johns Hopkins University Reconnaissance Expedition to the Arab-Iranian Gulf". Bulletin of the American Schools of Oriental Research (بالإنجليزية) (207): 14..
63. ↑  Bar-Yosef 2014، صفحة 1413 et 1415.
64. ↑  Aurenche & Kozlowski 2015، صفحة 258-259.
65. ↑  Helwing 2014، صفحة 336-337.
66. ↑  Baird 2012، صفحة 436-437.
67. ↑  Simmons 2012، صفحة 140-141.
68. ↑  Aurenche & Kozlowski 2015، صفحة 246-247.
69. ↑  Aurenche & Kozlowski 2015، صفحة 146-149.
70. ↑  Munro & Grosman 2018، صفحة 58 et 60.
71. ↑  Eleni Asouti (2006). "Beyond the Pre-Pottery Neolithic B interaction sphere". Journal of World Prehistory (بالإنجليزية). 20: 87–126..
72. ↑  Aurenche & Kozlowski 2015، صفحة 61-62.
73. ↑  Aurenche, Kozlowski & Kozlowski 2013، صفحة 20.
74. ↑  Aurenche, Kozlowski & Kozlowski 2013، صفحة 20-21.
75. 1 2  Bar-Yosef 2014، صفحة 1417.
76. 1 2  Bar-Yosef 2014، صفحة 1419.
77. ↑  Henri de Cotenson (2007). "Nouvelles données sur Tell Aswad et l'Aswadien (Damascène)". Syria (بالفرنسية). 84: 307–308. DOI:10.4000/syria.376. Archived from the original on 2023-05-28..
78. 1 2  Goring-Morris & Belfer-Cohen 2011a، صفحة 200-201.
79. ↑  Goring-Morris & Belfer-Cohen 2011a، صفحة 201.
80. ↑  Schmidt 2012، صفحة 150-159.
81. ↑  Özdoğan 2014، صفحة 1510-1512.
82. ↑  Zeder 2011، صفحة 224-226.
83. ↑  Clarke 2013، صفحة 187-188.
84. ↑  Aurenche & Kozlowski 2015، صفحة 230.
85. ↑  Aurenche & Kozlowski 2015، صفحة 223-224.
86. ↑  Oates 2014، صفحة 1474.
87. 1 2  Oates 2014، صفحة 1474 et 1476.
88. ↑  Helwing 2014، صفحة 337-339.
89. 1 2 3  Goring-Morris & Belfer-Cohen 2011a، صفحة 201-202.
90. ↑  Aurenche, Kozlowski & Kozlowski 2013، صفحة 24-25.
91. ↑  Willcox 2012، صفحة 174-175.
92. ↑  Willcox 2014، صفحة 56.
93. ↑  Munro & Grosman 2018، صفحة 48-53.
94. ↑  Arbuckle 2012، صفحة 203-208.
95. ↑  Aurenche, Kozlowski & Kozlowski 2013، صفحة 24.
96. ↑  Munro & Grosman 2018، صفحة 53-55.
97. ↑  Goring-Morris & Belfer-Cohen 2011a، صفحة 202.
98. ↑  Bartl 2012، صفحة 383-385.
99. ↑  Bar-Yosef 2014، صفحة 1421 et 1423.
100. ↑  Özdoğan 2014، صفحة 1512.
101. ↑  Clarke 2013، صفحة 188-191.
102. ↑  Baird 2012، صفحة 438-442.
103. ↑  Özdoğan 2014، صفحة 1514.
104. ↑  Oates 2014، صفحة 1476.
105. ↑  Weeks 2013، صفحة 49-53.
106. ↑  Weeks 2013، صفحة 54-57.
107. ↑  Bar-Yosef 2014، صفحة 1430.
108. ↑  Akkermans & Schwartz 2003، صفحة 110-112.
109. ↑  Özdoğan 2014، صفحة 1515-1516.
110. ↑  Helwing 2013، صفحة 340.
111. ↑  Banning 2012، صفحة 406-407.
112. ↑  (بالإنجليزية) Alison Betts, « The Southern Levant (Transjordan) During the Neolithic Period », dans Killebrew (dir.) 2013، صفحة 178
113. ↑  (بالإنجليزية) A. Nigel Goring-Morris et Anna Belfer-Cohen, « The Southern Levant (Cisjordan) During the Neolithic Period », dans Killebrew & Steiner (dir.) 2013، صفحة 150-151
114. ↑  Pour des approches récentes de cette période : Olivier Nieuwenhuyse, Reinhard Bernbeck, Peter M.M.G. Akkermans et J. Rogasch (dir.) (2013). Interpreting the Late Neolithic of Upper Mesopotamia (بالإنجليزية). Turnhout: Brepols.{{استشهاد بكتاب}}:  صيانة الاستشهاد: أسماء متعددة: قائمة المؤلفين (link).
115. ↑  Akkermans & Schwartz 2003، صفحة 99.
116. ↑  Aurenche & Kozlowski 2015، صفحة 153-156.
117. ↑  Arkadiusz Marciniak (2019). Concluding the Neolithic (بالإنجليزية). Atlanta: Lockwood Press..
118. ↑  (بالإنجليزية) A. Nigel Goring-Morris et Anna Belfer-Cohen, « The Southern Levant (Cisjordan) During the Neolithic Period », dans Killebrew & Steiner (dir.) 2013، صفحة 159
119. ↑  Banning 2012، صفحة 407-410.
120. 1 2  (بالإنجليزية) Yosef Garfinkel, « The Levant in the Pottery Neolithic and Chalcolithic Periods », dans Renfrew (dir.) 2014، صفحة 1441-1443
121. ↑  Banning 2012، صفحة 410.
122. ↑  (بالإنجليزية) A. Nigel Goring-Morris et Anna Belfer-Cohen, « The Southern Levant (Cisjordan) During the Neolithic Period », dans Killebrew & Steiner (dir.) 2013، صفحة 162-163
123. ↑  (بالإنجليزية) Yosef Garfinkel, « The Levant in the Pottery Neolithic and Chalcolithic Periods », dans Renfrew (dir.) 2014، صفحة 1443-1447
124. ↑  (بالإنجليزية) Alison Betts, « The Southern Levant (Transjordan) During the Neolithic Period », dans Killebrew Steiner (dir.) 2013، صفحة 178-179
125. ↑  Bartl 2012، صفحة 385-386.
126. ↑  Akkermans 2013، صفحة 142-143.
127. ↑  Bartl 2012، صفحة 388.
128. ↑  Akkermans 2013، صفحة 144-145.
129. ↑  Akkermans 2013، صفحة 139-142.
130. 1 2  Oates 2014، صفحة 1479-1480.
131. ↑  Bartl 2012، صفحة 389.
132. ↑  Özdoğan 2014، صفحة 1520-1521.
133. ↑  Oates 2014، صفحة 1480.
134. ↑  Alain Le Brun (2001). "Le Néolithique de Chypre". Clio.fr (بالفرنسية). Archived from the original on 2023-11-06. Retrieved 19 avril 2020.. {{استشهاد ويب}}: تحقق من التاريخ في: |تاريخ الوصول= (help)
135. ↑  Clarke 2013، صفحة 191-193.
136. ↑  Özdoğan 2014، صفحة 1517-1520.
137. ↑  Baird 2012، صفحة 447.
138. ↑  Özdoğan 2014، صفحة 1522-1527.
139. ↑  Oates 2014، صفحة 1477.
140. ↑  Huot 2004، صفحة 54-55.
141. ↑  Oates 2014، صفحة 1477-1478.
142. ↑  Huot 2004، صفحة 55.
143. ↑  Oates 2014، صفحة 1478-1479.
144. ↑  Huot 2004، صفحة 58-60.
145. ↑  Oates 2014، صفحة 1480-1481.
146. ↑  Catherine Breniquet (2016). "Tell es-Sawwan, Irak. Essai de synthèse et de prospective sur la néolithisation de la plaine mésopotamienne". Paléorient (بالفرنسية). 42 (1): 145–147. Archived from the original on 2022-11-01.
147. ↑  Oates 2014، صفحة 1481-1486.
148. ↑  Aurenche & Kozlowski 2015، صفحة 154-156.
149. ↑  Weeks 2013، صفحة 57-66.
150. ↑  Helwing 2014، صفحة 340-350.
151. 1 2  Aurenche & Kozlowski 2015، صفحة 251-252.
152. ↑  Bar-Yosef 2014، صفحة 1412.
153. ↑  Aurenche, Kozlowski & Kozlowski 2013، صفحة 25-26.
154. ↑  Bar-Yosef 2014، صفحة 1411 et 1412.
155. ↑  Bar-Yosef 2014، صفحة 1423-1423.
156. ↑  Aurenche & Kozlowski 2015، صفحة 133-136.
157. ↑  Aurenche & Kozlowski 2015، صفحة 262-263.
158. ↑  Aurenche & Kozlowski 2015، صفحة 214-218.
159. ↑  Trevor Watkins (1990). "The Origins of House and Home?". World Archaeology (بالإنجليزية). 21 (3): 336–347.
160. ↑  Ian Hodder (2007). "Çatalhöyük in the Context of the Middle Eastern Neolithic". Annual Revue of Anthropology (بالإنجليزية). 36: 105–120.
161. ↑  Campbell 2012، صفحة 424-425.

### المعلومات الكاملة للمراجع(مُرتَّبة حسب تاريخ النشر)
كُتُب باللُّغة الإنجليزية:
- Lewin, Roger (2009) [1984]. "35: The origin of agriculture and the first villagers". Human Evolution: An Illustrated Introduction (بالإنجليزية) (5 ed.). Malden, Massachusetts: John Wiley & Sons. p. 250. ISBN:9781405156141. Archived from the original on 2019-06-09. Retrieved 2017-08-20. [...] the Neolithic transition involved increasing sedentism and social complexity, which was usually followed by the gradual adoption of plant and animal domestication. In some cases, however, plant domestication preceded sedentism, particularly in the New World.
- Özdoğan, Mehmet. Anatolia: From the Pre-Pottery Neolithic to the End of the Early Bronze Age (10,500–2000 bce) (بالإنجليزية). Cambridge: Cambridge University Press. pp. 1508–1544. ISBN:9781139017831. Archived from the original on 2023-11-30.
- Killebrew, Ann E.; Steiner, Margreet; Akkermans, Peter (1 Nov 2013). The Northern Levant During the Neolithic Period (بالإنجليزية). Oxford University Press. ISBN:9780199212972. Archived from the original on 2023-11-30.
- Killebrew, Ann E.; Steiner, Margreet; Clarke, Joanne (1 Nov 2013). Cyprus During the Neolithic Period (بالإنجليزية). Oxford University Press. ISBN:9780199212972. Archived from the original on 2023-11-30.
- Bar-Yosef, Ofer (2014). The Origins of Sedentism and Agriculture in Western Asia (بالإنجليزية). Cambridge: Cambridge University Press. pp. 1408–1438. DOI:10.1017/CHO9781139017831. ISBN:9781139017831. Archived from the original on 2022-05-06.
- Tignor, Robert (2015). Worlds together, worlds apart concise edition vol.1 (بالإنجليزية). New York: W.W. Norton & Company. p. 23. ISBN:9780393250930.
- Belfer-Cohen (2017). The Upper Palaeolithic in Cisjordan (بالإنجليزية). Cambridge University Press. pp. 627–638. DOI:10.1017/9781316106754.070. Archived from the original on 2024-02-25.
- Munro, Natalie D. (2018). The Forager–Farmer Transition in the Southern Levant (ca. 20,000–8,500 cal. BP) (بالإنجليزية). Cambridge University Press. pp. 47–66. Archived from the original on 2022-12-28.
- Rosenstock, Eva; Anvari, Jana; Franz, Ingmar; Orton, David; Ostaptchouk, Sonia; Stroud, Elizabeth; Biehl, Peter F. (12-ديسمبر- 2019). The Transition between the East and West Mounds at Çatalhöyük around 6000 cal BC: A View from the West (بالإنجليزية). Lockwood Press. pp. 163–192. Archived from the original on 2023-11-30. {{استشهاد بكتاب}}: تحقق من التاريخ في: |تاريخ= (help)
- Radner, Karen; Moeller, Nadine; Potts, D. T., eds. (17 Sep 2020). The Oxford History of the Ancient Near East (بالإنجليزية). Oxford University PressNew York. ISBN:0-19-068785-1. Archived from the original on 2021-07-17.
- Oates, Joan. Prehistory and the Rise of Cities in Mesopotamia and Iran (بالإنجليزية). Cambridge: Cambridge University Press. pp. 1474–1497. ISBN:9781139017831. Archived from the original on 2021-12-20.

دوريات باللُّغة الإنجليزية:
- Masset, Claude (1 Jan 2002). "Jean Guilaine, s. dir., Premiers paysans du Monde. Naissance des agricultures". L'Homme (بالإنجليزية) (162): 339–340. DOI:10.4000/lhomme.10071. ISSN:0439-4216. Archived from the original on 2023-11-30.
- Tripier, Pierre (2002-07). "Danilo Martuccelli, Sociologies de la modernité, Gallimard, coll. « Folio Essais », Paris, 1999, 652 p." Sociologie du Travail (بالإنجليزية). 44 (3): 431–433. DOI:10.1016/s0038-0296(02)01247-5. ISSN:0038-0296. Archived from the original on 2023-11-30. {{استشهاد بدورية محكمة}}: تحقق من التاريخ في: |تاريخ= (help)
- Twohig, E. (1 Dec 2005). "Book Reviews: Chris Scarre (ed.), The Human Past: World Prehistory         & the Development of Human Societies. (London: Thames &         Hudson, 2005, 784 pp., 753 illus [211 in col.], pbk, ISBN 0--500--28531--4)". European Journal of Archaeology (بالإنجليزية). 8 (3): 315–316. DOI:10.1177/14619571050080030512. ISSN:1461-9571. Archived from the original on 2023-12-11.
- Banning, E. B. (2008-01). "The Neolithic Revolution in the Near East: Transforming the Human Landscape. Alan H. Simmons, 2007. The University of Arizona Press, Tucson, AZ. xvii + 360 pp. $55.00 (cloth), ISBN-13 978-0-816-52442-6". American Antiquity (بالإنجليزية). 73 (1): 166–167. DOI:10.1017/s0002731600041330. ISSN:0002-7316. Archived from the original on 2023-11-30. {{استشهاد بدورية محكمة}}: تحقق من التاريخ في: |تاريخ= (help)
- Iamoni, Marco (2008-04). "The Archaeology of Syria: From Complex Hunter‐Gatherers to Early Urban Societies (c. 16,000–300 BC). By Peter M. M. G. Akkermans and Glenn M. Schwartz. Cambridge World Archaeology. Cambridge: Cambridge University Press, 2003. Pp. xviii + 467 + 203 figs. $110". Journal of Near Eastern Studies (بالإنجليزية). 67 (2): 138–140. DOI:10.1086/589264. ISSN:0022-2968. Archived from the original on 2023-11-30. {{استشهاد بدورية محكمة}}: تحقق من التاريخ في: |تاريخ= (help)
- Melinda A. Zeder (2009). "The Neolithic Macro-(R)evolution: Macroevolutionary Theory and the Study of Culture Change". Journal of Archaeological Research (بالإنجليزية). 17 (1): 11–13.
- Verhoeven, Marc (2004-09). "Beyond Boundaries: Nature, Culture and a Holistic Approach to Domestication in the Levant". Journal of World Prehistory (بالإنجليزية). 18 (3): 179–282. DOI:10.1007/s10963-004-4361-9. ISSN:0892-7537. Archived from the original on 2013-09-14. {{استشهاد بدورية محكمة}}: تحقق من التاريخ في: |تاريخ= (help)
- Çilingiroğlu, Çiler (31 Dec 2005). "The concept of "Neolithic package": considering its meaning and applicability". Documenta Praehistorica (بالإنجليزية). 32: 1–13. DOI:10.4312/dp.32.1. ISSN:1854-2492. Archived from the original on 2023-12-27.
- Pizzorno, Gabriel H. (2009-06). "A Companion to the Ancient Near East. Blackwell Companions to the Ancient World. Daniel C. Snell". Near Eastern Archaeology (بالإنجليزية). 72 (2): 111–112. DOI:10.1086/nea20697226. ISSN:1094-2076. Archived from the original on 2023-11-30. {{استشهاد بدورية محكمة}}: تحقق من التاريخ في: |تاريخ= (help)
- Pizzorno, Gabriel H. (2009-06). "A Companion to the Ancient Near East. Blackwell Companions to the Ancient World. Daniel C. Snell". Near Eastern Archaeology (بالإنجليزية). 72 (2): 111–112. DOI:10.1086/nea20697226. ISSN:1094-2076. Archived from the original on 2023-11-30. {{استشهاد بدورية محكمة}}: تحقق من التاريخ في: |تاريخ= (help)
- Demoule, Jean-Paul, ed. (2010). "La révolution néolithique dans le monde" (بالإنجليزية). DOI:10.4000/books.editionscnrs.15605. Archived from the original on 2023-11-30. {{استشهاد بدورية محكمة}}: الاستشهاد بدورية محكمة يطلب |دورية محكمة= (help)
- Peterson, Jane (2010-09). "Domesticating gender: Neolithic patterns from the southern Levant". Journal of Anthropological Archaeology (بالإنجليزية). 29 (3): 249–264. DOI:10.1016/j.jaa.2010.03.002. ISSN:0278-4165. Archived from the original on 2023-11-01. {{استشهاد بدورية محكمة}}: تحقق من التاريخ في: |تاريخ= (help)
- Verhoeven, M. (2011). "The Birth of a Concept and the Origins of the Neolithic: A History of Prehistoric Farmers in the Near East". Paléorient (بالإنجليزية). 37 (1): 76–77. Archived from the original on 2023-06-05.
- Belfer-Cohen, Anna; Goring-Morris, A. Nigel (2011-10). "Becoming Farmers:". Current Anthropology (بالإنجليزية). 52 (S4): S209–S220. DOI:10.1086/658861. ISSN:0011-3204. Archived from the original on 2023-08-08. {{استشهاد بدورية محكمة}}: تحقق من التاريخ في: |تاريخ= (help)
- Goring-Morris, A. Nigel; Belfer-Cohen, Anna (2011-10). "Neolithization Processes in the Levant". Current Anthropology (بالإنجليزية). 52 (S4): S195–S208. DOI:10.1086/658860. ISSN:0011-3204. Archived from the original on 2023-07-29. {{استشهاد بدورية محكمة}}: تحقق من التاريخ في: |تاريخ= (help)
- M. Verhoeven (2011). "The Birth of a Concept and the Origins of the Neolithic: A History of Prehistoric Farmers in the Near East". Paléorient (بالإنجليزية). 37 (1): 75–87. DOI:10.1017/9781316106754. ISBN:9781316106754. Archived from the original on 2023-06-05.
- Schmidt, Klaus (14 Apr 2012). "Anatolia". A Companion to the Archaeology of the Ancient Near East (بالإنجليزية): 144–160. DOI:10.1002/9781444360790.ch8. Archived from the original on 2023-11-30.
- Baird, Douglas (14 Apr 2012). "The Late Epipaleolithic, Neolithic, and Chalcolithic of the Anatolian Plateau, 13,000–4000 BC". A Companion to the Archaeology of the Ancient Near East (بالإنجليزية): 431–465. DOI:10.1002/9781444360790.ch23. Archived from the original on 2016-04-28.
- Banning, E. B. (14 Apr 2012). "The Southern Levant". A Companion to the Archaeology of the Ancient Near East (بالإنجليزية): 396–414. DOI:10.1002/9781444360790.ch21. Archived from the original on 2023-11-30.
- Bartl, Karin (14 Apr 2012). "The Northern Levant". A Companion to the Archaeology of the Ancient Near East (بالإنجليزية): 373–395. DOI:10.1002/9781444360790.ch20. Archived from the original on 2023-11-30.
- Campbell, Stuart (14 Apr 2012). "Northern Mesopotamia". A Companion to the Archaeology of the Ancient Near East (بالإنجليزية): 415–430. DOI:10.1002/9781444360790.ch22. Archived from the original on 2023-11-30.
- Dietrich, Oliver (2012). "The role of cult and feasting in the emergence of Neolithic communities. New evidence from Göbekli Tepe, south-eastern Turkey". Antiquity (بالإنجليزية). 86 (333): 674–695. DOI:10.1017/s0003598x00047840. Archived from the original on 2023-10-13.
- McCarter, Susan (12 Nov 2012). "Neolithic" (بالإنجليزية). DOI:10.4324/9780203015322. Archived from the original on 2023-11-30. {{استشهاد بدورية محكمة}}: الاستشهاد بدورية محكمة يطلب |دورية محكمة= (help)
- Aurenche, Olivier (2013). "To be or not to be… Neolithic: "Failed attempts" at Neolithization in Central and Eastern Europe and in the Near East, and their final success (35,000-7000 BP)". Paléorient (بالإنجليزية). 39 (2): 5–45. DOI:10.3406/paleo.2013.5519. Archived from the original on 2023-11-30.
- Weeks, Lloyd R. (21 Jun 2013). "The Development and Expansion of a Neolithic Way of Life". Oxford Handbooks Online (بالإنجليزية). DOI:10.1093/oxfordhb/9780199733309.013.0033. Archived from the original on 2023-11-30.
- Renfrew, Colin; Bahn, Paul, eds. (2014). "The Cambridge World Prehistory 3 Volume Set" (بالإنجليزية). DOI:10.1017/cho9781139017831. Archived from the original on 2023-06-29. {{استشهاد بدورية محكمة}}: الاستشهاد بدورية محكمة يطلب |دورية محكمة= (help)
- Armelagos, George J. (2014). "Brain Evolution, the Determinates of Food Choice, and the Omnivore's Dilemma". Critical Reviews in Food Science and Nutrition (بالإنجليزية). 54 (10): 1330–1341. DOI:10.1080/10408398.2011.635817. ISSN:1040-8398. PMID:24564590. Archived from the original on 2023-10-31.
- Özdoğan, Mehmet (2014). "A new look at the introduction of the Neolithic way of life in Southeastern Europe. Changing paradigms of the expansion of the Neolithic way of life". Documenta Praehistorica (بالإنجليزية). 41: 33–49. DOI:10.4312/dp.41.2. ISSN:1854-2492. Archived from the original on 2023-10-20.

كُتُب باللُّغة الفرنسية:
- Jacques, Cauvin (1997). Naissance des divinités, naissance de l'agriculture. Champs (بالفرنسية). Flammarion. p. 310. ISBN:978-2-08-081406-7. {{استشهاد بكتاب}}: الوسيط غير المعروف |sous-titre= تم تجاهله (help)
- Roger Matthews (2003). The Archaeology of Mesopotamia : Theories and Approaches (بالإنجليزية). روتليدج (دار نشر). p. 268. ISBN:978-0-415-25317-8. Archived from the original on 2023-12-12. {{استشهاد بكتاب}}: الوسيط غير المعروف |sous-titre= تم تجاهله (help)
- Olivier, Aurenche; Stefan K., Kozlowski (2015). La naissance du Néolithique au Proche-Orient. Biblis (بالفرنسية). Paris: CNRS Editions. p. 343. ISBN:978-2-271-08601-3.

دوريات باللُّغة الفرنسية:
- Troin, Jean-François (2001). "Sanlaville P., Le Moyen-Orient arabe. Le milieu et l'homme". Annales de Géographie (بالفرنسية). 110 (619): 334. DOI:10.3406/geo.2001.2056. ISSN:0003-4010. Archived from the original on 2024-02-24.
- Csonka, Yvon (2007). "PLUMET, Patrick, 2004 Peuples du Grand Nord, tome I: Des mythes à la préhistoire, Paris, Éditions Errance, 322 pages. PLUMET, Patrick, 2004 Peuples du Grand Nord, tome II: Vers l'«Esquimau»: Du mammouth à la baleine, Paris, Éditions Errance, 288 pages". Études/Inuit/Studies (بالفرنسية). 31 (1–2): 388. DOI:10.7202/019743ar. ISSN:0701-1008. Archived from the original on 2023-11-30.
- Dortier, Jean-François (1 Feb 2013). "Comment évoluent les sociétés". Sciences Humaines (بالفرنسية). N° 245 (2): 13–13. DOI:10.3917/sh.245.0013. ISSN:0996-6994. Archived from the original on 2023-11-30. {{استشهاد بدورية محكمة}}: |المجلد= يحوي نصًّا زائدًا (help)
- Potts, Daniel T. (4 Oct 2021). "Martin Sauvage (éd.)  – Atlas historique du Proche-Orient ancien". Paléorient (بالفرنسية) (47–1): 202–203. DOI:10.4000/paleorient.996. ISSN:0153-9345. Archived from the original on 2023-11-30.
- Potts, Daniel T. (4 Oct 2021). "Martin Sauvage (éd.)  – Atlas historique du Proche-Orient ancien". Paléorient (بالفرنسية) (47–1): 202–203. DOI:10.4000/paleorient.996. ISSN:0153-9345. Archived from the original on 2023-11-30.